# Louveciennes
Louveciennes, anciennement appelé Luciennes, est une commune française située dans le département des Yvelines en région Île-de-France. Louveciennes appartient au canton du Chesnay-Rocquencourt.
Elle se trouve dans la proche banlieue ouest de Paris.
Ses habitants sont appelés les Louveciennois ou les Luciennois.

## Géographie

### Localisation
Commune résidentielle du département des Yvelines, Louveciennes est située à 10 km de Paris sur le coteau de Seine entre Versailles et Saint-Germain-en-Laye. D’une superficie de 537 hectares, dont 260 d’espaces « naturels », ses communes limitrophes sont Marly-le-Roi, Le Port-Marly, Croissy-sur-Seine, Bougival, La Celle-Saint-Cloud, Bailly et Le Chesnay-Rocquencourt.

### Communes limitrophes
| Le Port-Marly |                         | Croissy-sur-Seine    |
| Marly-le-Roi  | Louveciennes            | Bougival             |
| Bailly        | Le Chesnay-Rocquencourt | La Celle-Saint-Cloud |

### Géologie et relief
La superficie de la commune est de 537 hectares ; l'altitude varie entre 24 et 179 mètres.

### Hydrographie
La Seine borde la commune sur sa partie basse.

### Climat
Pour des articles plus généraux, voir Climat de l'Île-de-France et Climat des Yvelines.
En 2010, le climat de la commune est de type climat océanique dégradé des plaines du Centre et du Nord, selon une étude du CNRS s'appuyant sur une série de données couvrant la période 1971-2000. En 2020, Météo-France publie une typologie des climats de la France métropolitaine dans laquelle la commune est exposée à un climat océanique altéré et est dans la région climatique  Sud-ouest du bassin Parisien, caractérisée par une faible pluviométrie, notamment au printemps (120 à 150 mm) et un hiver froid (3,5 °C).
Pour la période 1971-2000, la température annuelle moyenne est de 11,1 °C, avec une amplitude thermique annuelle de 14,7 °C. Le cumul annuel moyen de précipitations est de 671 mm, avec 11 jours de précipitations en janvier et 7,8 jours en juillet. Pour la période 1991-2020, la température moyenne annuelle observée sur la station météorologique la plus proche, située sur la commune de Trappes à 12 km à vol d'oiseau, est de 11,6 °C et le cumul annuel moyen de précipitations est de 686,3 mm,. Pour l'avenir, les paramètres climatiques de la commune estimés pour 2050 selon différents scénarios d'émission de gaz à effet de serre sont consultables sur un site dédié publié par Météo-France en novembre 2022.

### Voies de communication et transports

#### Voies routières
La commune est traversée par deux voies particulièrement passantes, la N 186 et la D113. Elle dispose d'un accès au Chesnay-Rocquencourt aux autoroutes A12 et A13.

#### Transport actif
Le chemin de grande randonnée GR1 traverse le sud du territoire de la commune, entre La Celle-Saint-Cloud à l'est et Marly-le-Roi à l'ouest.
La commune de Louveciennes a, dans le centre ancien, une politique active de création d'itinéraires cyclables, en particulier en partage de voies et zones apaisées.
En revanche, aucun aménagement n'est organisé le long de la N 186, ni de la D 102 qui traverse toute la commune. Surtout, la commune refuse d'aménager l'ancien chemin de halage, privatisé par des commerces et péniches, et rompt ainsi comme la commune de Bougival la continuité de l'itinéraire cyclable existant le long de la Seine en aval à partir de Port-Marly et en amont à partir de Rueil-Malmaison. Aucun aménagement n'existe non plus le long de la passante D 113.

#### Transports en commun
Louveciennes dispose d'une gare Transilien SNCF située au cœur de la ville la reliant via la ligne L en 23 minutes au quartier d'affaires de La Défense et en 37 minutes à la gare Saint-Lazare. La fréquence des trains est en moyenne de 10 minutes aux heures de pointe et de 30 minutes aux heures creuses. Les trains circulent de 5 h du matin à 1 h du matin.
La commune est desservie par les lignes de bus 6, 38, 54, 55 du réseau de bus du Grand Versailles, par la ligne 259 du réseau de bus RATP et par la ligne Express 1 du réseau de bus Saint-Germain Boucles de Seine.

## Urbanisme

### Typologie
Au 1er janvier 2024, Louveciennes est catégorisée grand centre urbain, selon la nouvelle grille communale de densité à sept niveaux définie par l'Insee en 2022.
Elle appartient à l'unité urbaine de Paris, une agglomération inter-départementale regroupant 407  communes, dont elle est une commune de la banlieue,,. Par ailleurs la commune fait partie de l'aire d'attraction de Paris, dont elle est une commune du pôle principal,. Cette aire regroupe 1 929 communes,.

### Morphologie urbaine
Le territoire communal se caractérise par une forte présence d’espaces naturels liés au passé historique de la ville (plusieurs châteaux) mais également à ses multiples parcs arborés et massifs boisés (bois de Louveciennes, forêt domaniale de Marly, réserve de chasse présidentielle). L’urbanisation est concentrée le long des axes de circulation et notamment la ligne de chemin de fer. Son évolution est très contrainte par la densité des espaces naturels protégés et par la forte présence en sous-sol d’anciennes carrières et champignonnières. Les logements sont en majorité de grandes tailles avec 44 % de 5 pièces et plus. Les propriétaires sont majoritaires (62,8 %). Le taux de logements sociaux est de 12 %.
Une zone de bureaux et d’activités (restaurants, garages, stations services) est installée en bordure de Seine le long de la RN 13. À l’extrémité sud de la commune, le long de la RN 186,s’étend la plaine de Villevert ayant accueilli les bâtiments d'un important camp militaire de l'Alliance Atlantique du SHAPE qui devinrent le siège de la CII puis de Bull. Cette importante zone de bureaux, inoccupée depuis plusieurs années, fait face à l’usine de traitement des eaux de Versailles et de Saint-Cloud.

### Habitat et logement
En 2018, le nombre total de logements dans la commune était de 3 401, alors qu'il était de 3 169 en 2013 et de 3 062 en 2008.
Parmi ces logements, 81,2 % étaient des résidences principales, 4,5 % des résidences secondaires et 14,3 % des logements vacants. Ces logements étaient pour 28,3 % d'entre eux des maisons individuelles et pour 68,6 % des appartements.
La commune ne respecte pas ses obligations légales issues de l'article 55 de la loi SRU de 2000, puisque son parc de logements sociaux n'est que de 379 logements (13,7 % des résidences principales), en très faible croissance puisqu'il était de 350 unités (12,6 %) en 2008,.
Le tableau ci-dessous présente la typologie des logements à Louveciennes en 2018 en comparaison avec celle des Yvelines et de la France entière. Une caractéristique marquante du parc de logements est ainsi une proportion de résidences secondaires et logements occasionnels (4,5 %) supérieure à celle du département (2,6 %) mais surtout de logements vacants (14,3 %) très supérieure à celle du département (6,3 %) comme de la France (8,2 %). Concernant le statut d'occupation de ces logements, 66,1 % des habitants de la commune sont propriétaires de leur logement (67 % en 2013), contre 58,6 % pour les Yvelines et 57,5 pour la France entière.
| Typologie                                               | Louveciennes | Yvelines | France entière |
| ------------------------------------------------------- | ------------ | -------- | -------------- |
| Résidences principales (en %)                           | 81,2         | 91,1     | 82,1           |
| Résidences secondaires et logements occasionnels (en %) | 4,5          | 2,6      | 9,7            |
| Logements vacants (en %)                                | 14,3         | 6,3      | 8,2            |

## Toponymie
Le nom de la localité est attesté sous les formes Lobicinus, Monte Lupicino et Lupicinus en 862, ecclesia de Lupicinis, Lupicenæ, Lupicernæ d'origine religieuse au XIIe siècle, Lovecenæ, Loveciennes, Loaceines, Luciennes au XVe siècle, Louvertienne, Louvencienne du XIIe siècle au XVIIe siècle, Louvecienne au XVIIIe siècle, Mons Lupicinus en 1862.
Anciennement appelée Luciennes au XVe siècle, Louveciennes vient du nom Mons Lupicinus que porta le nom de la montagne sur laquelle elle est située.
Mons Lupicinus aurait par le passé servi de lieu de retraite aux loups.

## Histoire
Comme la majeure partie des communes des Yvelines, Louveciennes dépendait au XIe siècle de l'abbaye de Saint-Denis.
Petit village d'agriculteurs cultivant arbres fruitiers et vignes sur les coteaux de la Seine, son « éveil » se produit au XVIIe siècle lorsque Louis XIV installe sa cour à Versailles et fait construire le château de Marly. De 1681 à 1684, la construction de la machine de Marly bouleverse le quotidien du village : les eaux de la Seine, puisées à Bougival, sont remontées dans des canalisations qui traversent le territoire communal jusqu'à l'aqueduc construit sur ses hauteurs. Nombre de châteaux sont alors bâtis sur la commune de Luciennes comme le village s'appelle encore à l'époque. Ce sera au XVIIIe siècle qu'il prendra le nom de Louvetienne.

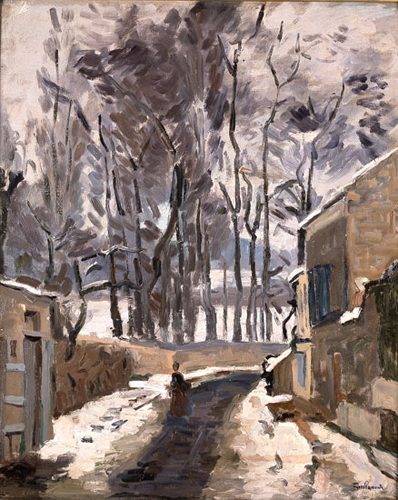
Paysage près de Louveciennes,
Armand Guillaumin, 1872.
Musée Wallraf Richartz, Cologne.

Au XIXe siècle, le village « ré-endormi » a une nouvelle renommée grâce aux peintres impressionnistes tels Camille Pissarro et Alfred Sisley,.

### L'invasion prussienne
Pendant la guerre de 1870, les Prussiens installent leurs troupes en garnison dans la maison de Pissarro. Elle est utilisée comme boucherie, et certaines de ses réserves de tableaux sont utilisées comme caillebotis dans le jardin boueux. Au printemps 1871, il découvre qu'il ne lui reste plus qu'une quarantaine de toiles sur près de mille cinq cents. Il y peint une seconde série de toiles, les plus nombreuses à nous être parvenues, jusqu'à la fin du printemps 1872.
Les fameuses arcades de l'aqueduc sont utilisées comme observatoire. D'après des textes qui sont contestés, lors d'une visite d'inspection du front, Guillaume Ier et son équipage auraient été la cible des canonniers du Mont-Valérien. Guillaume et sa suite s'en sortent indemnes.

### Les maisons de campagne
Le chemin de fer qui mène, dans un premier temps, à Saint-Germain-en-Laye puis, dans un second, à Saint-Nom-la-Bretèche via Bougival et Louveciennes, amène la construction d'un nombre important de résidences secondaires bourgeoises, petits manoirs et « campagnes ».
Jusqu'en 1964, Louveciennes faisait partie de l'ancien département de Seine-et-Oise.

## Politique et administration

### Rattachements administratifs et électoraux
Antérieurement à la loi du 10 juillet 1964, la commune faisait partie du département de Seine-et-Oise. La réorganisation de la région parisienne en 1964 fit que la commune appartient désormais au département des Yvelines et à son arrondissement de Saint-Germain-en-Laye, après un transfert administratif effectif au 1er janvier 1968. Pour l'élection des députés, elle fait partie depuis 1968 de la quatrième circonscription des Yvelines.
Elle faisait partie depuis 1801 du canton de Marly-le-Roi. Dans le cadre du redécoupage cantonal de 2014 en France, elle est désormais rattachée au canton du Chesnay-Rocquencourt.

### Intercommunalité
La ville faisait partie de la communauté de communes des Coteaux de Seine, créée en 2005.
Dans le cadre de la mise en œuvre de la loi MAPAM du 27 janvier 2014, qui prévoit la généralisation de l'intercommunalité à l'ensemble des communes, et la constitution d'intercommunalités de plus de 200 000 habitants en seconde couronne d'Île-de-France afin qu'elles soient en mesure de dialoguer avec la Métropole du Grand Paris, cette intercommunalité fusionne avec ses voisines pour former, le 1er janvier 2016, la communauté d'agglomération Saint Germain Boucles de Seine dont est désormais membre la commune.
Elle est également membre du syndicat mixte d'études Paris Métropole.

### Tendances politiques et résultats
Les élections présidentielles de 2007 ont fourni une photographie assez précise de la sociologie électorale de Louveciennes :
À Louveciennes, 5 405 électeurs sont inscrits, 4 658 participent au vote ce qui situe le taux d’abstention à un niveau particulièrement bas de 13,82 % (taux national 16,23 %). 38 bulletins sont considérés comme blancs ou nuls.
Les candidats de la gauche et de l'extrême gauche étaient au nombre de six : Olivier Besancenot (trotskiste), José Bové (alter mondialiste), Marie-Georges Buffet (PC), Arlette Laguiller (trotskiste), Gérard Schivardi (trotskiste), Dominique Voynet (Vert). Ils recueillent globalement 176 voix soit 3,81 % des suffrages exprimés (10,57 % au niveau national). La candidate du parti socialiste Ségolène Royal a obtenu 666 voix soit 14,42 % contre 25,87 % au niveau national, François Bayrou (UDF), 1 081 voix soit 23,40 % (18,57 % au niveau national) et Nicolas Sarkozy (UMP), 2 331 voix soit 50,45 % (au niveau national 31,18 %).
La droite « traditionaliste » incarnée par Philippe de Villiers (MPF) et Frédéric Nihous (Chasseurs) a recueilli 103 voix soit 2,23 % (au niveau national 3,38 %). Enfin, Jean-Marie Le Pen (FN) est crédité de 263 voix soit 5,69 % (au niveau national : 10,44 %).
Ces chiffres traduisent au niveau local une forte préférence pour les « partis de gouvernement » (près de 90 %) avec corrélativement un fort déchet de voix pour les partis extrêmes. Nicolas Sarkozy recueille pour sa part une majorité dès le premier tour soit près de 20 points de plus qu’au niveau national (50,45 % contre 31,18 %). Il a obtenu 72,62 % au second tour de l'élection présidentielle de 2007.
Lors du second tour des élections municipales de 2014, la liste menée par Pierre-François Viard (DVD) remporte de justesse la majorité des voix, avec 45,67 % des suffrages exprimés, suivi par celle du maire sortant André Vanhollebeke (DVD, 45,24 %) —  soit une différence de 15 voix — et celle de Pascal Lepretre (Union de la gauche, 9,09 %),
Ce faible écart de voix et la diffusion, en dehors des délais légaux, d'un tract électoral de la liste de M. Viard, critiquant la gestion de M. Vanhollebeke amènent à l'annulation des élections municipales de 2014 et l'organisation d'élections municipales partielles en février 2015. Celles-ci sont remportées dès le premier tour par la liste de Pierre-François Viard avec 52 % des voix, devançant celle menée par l'UDI André Vanhollebeke (38,07 %), maire de 2001 à 2014, et celle menée par Pascal Lepretre (PS-EELV), qui a obtenu 9,93 % des voix
Une nouvelle triangulaire se produit lors du second tour des élections municipales de 2020, que remporte plus largement la liste menée par le maire sortant, Pierre-François Viard (DVD) avec 49,34 %, suivi par celles de Marie-Dominique Parisot — qui fut la directrice générale des services de la mairie — (Div C., 44,20 %) et Murielle Charles-Beretti (LREM, 6,46 %), le scrutin étant marqué par 51,06 % d'abstention,.
À l'automne 2021, le maire est mis en minorité par le conseil municipal lors du vote du budget de la commune. Une partie de sa majorité a démissionné, entraînant l'organisation de nouvelles élections municipales qui ont eu lieu les 5 et 12 décembre 2021. Lors du second tour de ces élections municipales partielles, la liste DVD menée par Marie-Dominique Parisot — qui a fédéré trois groupes d’opposition — obtient la majorité des suffrages exprimés, avec 47,85 % des voix, devançant la liste du maire sortant Pierre-François Viard (DVD) qui obtient 43,35 % et celle de Pascal Leprêtre (DVG) qui a obtenu 8,80 % des suffrages,.

### Politique de développement durable
La commune dispose de jardins familiaux (environ une cinquantaine de parcelles).

### Jumelages
- Meersburg (Allemagne) depuis 1991
- Radlett (Grande-Bretagne) depuis 1983, 20 km au nord de Londres ; voir (en) Radlett
- Vama (Roumanie) depuis 2000, 450 km au nord de Bucarest ; voir (ro) Vama

## Population et société

### Démographie

#### Évolution démographique
L'évolution du nombre d'habitants est connue à travers les recensements de la population effectués dans la commune depuis 1793. Pour les communes de moins de 10 000 habitants, une enquête de recensement portant sur toute la population est réalisée tous les cinq ans, les populations de référence des années intermédiaires étant quant à elles estimées par interpolation ou extrapolation. Pour la commune, le premier recensement exhaustif entrant dans le cadre du nouveau dispositif a été réalisé en 2008.

En 2022, la commune comptait 7 744 habitants, en évolution de +8,4 % par rapport à 2016 (Yvelines : +2,72 %, France hors Mayotte : +2,11 %).
| 1793  | 1800 | 1806 | 1821 | 1831 | 1836 | 1841 | 1846 | 1851 |
| ----- | ---- | ---- | ---- | ---- | ---- | ---- | ---- | ---- |
| 1 018 | 712  | 733  | 713  | 730  | 725  | 710  | 757  | 758  |

| 1856 | 1861 | 1866 | 1872  | 1876  | 1881  | 1886  | 1891  | 1896  |
| ---- | ---- | ---- | ----- | ----- | ----- | ----- | ----- | ----- |
| 826  | 919  | 912  | 1 191 | 2 160 | 1 129 | 1 175 | 1 210 | 1 236 |

| 1901  | 1906  | 1911  | 1921  | 1926  | 1931  | 1936  | 1946  | 1954  |
| ----- | ----- | ----- | ----- | ----- | ----- | ----- | ----- | ----- |
| 1 252 | 1 226 | 1 240 | 1 353 | 1 555 | 1 642 | 1 576 | 2 114 | 2 590 |

| 1962  | 1968  | 1975  | 1982  | 1990  | 1999  | 2006  | 2008  | 2013  |
| ----- | ----- | ----- | ----- | ----- | ----- | ----- | ----- | ----- |
| 4 226 | 4 475 | 7 488 | 7 338 | 7 446 | 7 111 | 7 234 | 7 260 | 7 054 |

| 2018  | 2022  | - | - | - | - | - | - | - |
| ----- | ----- | - | - | - | - | - | - | - |
| 7 055 | 7 744 | - | - | - | - | - | - | - |

#### Pyramide des âges
En 2018, le taux de personnes d'un âge inférieur à 30 ans s'élève à 34,3 %, soit en dessous de la moyenne départementale (38 %). À l'inverse, le taux de personnes d'âge supérieur à 60 ans est de 29,4 % la même année, alors qu'il est de 21,7 % au niveau départemental.
En 2018, la commune comptait 3 348 hommes pour 3 707 femmes, soit un taux de 52,54 % de femmes, légèrement supérieur au taux départemental (51,32 %).
Les pyramides des âges de la commune et du département s'établissent comme suit.
| Hommes | Classe d’âge | Femmes |
| ------ | ------------ | ------ |
| 1,3    | 90 ou +      | 3,7    |
| 9,3    | 75-89 ans    | 12,9   |
| 15,2   | 60-74 ans    | 15,9   |
| 20,7   | 45-59 ans    | 20,2   |
| 16,0   | 30-44 ans    | 15,9   |
| 15,5   | 15-29 ans    | 12,1   |
| 22,0   | 0-14 ans     | 19,3   |

| Hommes | Classe d’âge | Femmes |
| ------ | ------------ | ------ |
| 0,6    | 90 ou +      | 1,4    |
| 6      | 75-89 ans    | 7,8    |
| 13,5   | 60-74 ans    | 14,8   |
| 20,7   | 45-59 ans    | 20,1   |
| 19,6   | 30-44 ans    | 19,9   |
| 18,5   | 15-29 ans    | 16,8   |
| 21,2   | 0-14 ans     | 19,2   |

### Enseignement
La ville possède[Quand ?] quatre écoles qui compte les maternelles ainsi que les primaires. Trois écoles sont publiques : Paul-Doumer, les Soudanes, Leclerc et une privée, l'école Sainte-Jeanne-d'Arc.
Louveciennes ne possède cependant aucun collège, il faut se rendre dans les villes voisines.

### Équipements culturels
La ville dispose d'un musée intercommunal avec Marly-le-Roi (musée-promenade de Marly-le-Roi et Louveciennes) situé à la grille Royale à Louveciennes.
Elle dispose également d'une bibliothèque-médiathèque (médiathèque Georges-Prêtre).

### Manifestations culturelles et festivités
La ville organise chaque année le troisième dimanche de septembre la traditionnelle « fête des fleurs de Louveciennes ».
En novembre a lieu annuellement le salon du design et en mai le salon Fleurs et Jardin. La grande brocante de Louveciennes se déroule à la fin du mois de mai.
Elle participe au concours des villes et villages fleuris et possède trois fleurs en 2007.

### Santé
- Clinique du Val de Seine.

### Sports
La commune dispose d'un gymnase situé rue du Président-Paul-Doumer. (avec un mur d'escalade), de nombreux clubs de tennis dont celui situé dans le parc Du Barry ainsi qu'un stade (stade du Cœur-Volant) avec une pelouse synthétique et une piste de rollers.

### Médias
La chaîne TV « Yvelines Première » est diffusée dans la ville, qui participe à son financement[réf. nécessaire].

### Cultes
- Église catholique : paroisse Saint-Martin.
- Église orthodoxe.

## Économie

### Revenus de la population et fiscalité
En 2010, le revenu fiscal médian par ménage était de 56 787 €, ce qui plaçait Louveciennes au 69e rang parmi les 31 525 communes de plus de 39 ménages en métropole.

### Emploi
En 2009, la population âgée de 15 à 64 ans s'élevait à 4 193 personnes, parmi lesquelles on comptait 71,4 % d'actifs dont 66,9 % ayant un emploi et 4,5 % de chômeurs.
On comptait 1 727 emplois dans la zone d'emploi, contre 4 688 en 1999. Le nombre d'actifs ayant un emploi résidant dans la zone d'emploi étant de 2 855, l'indicateur de concentration d'emploi est de 60,5 %, ce qui signifie que la zone d'emploi offre seulement un peu plus d'un emploi pour deux habitants actifs.

### Entreprises et commerces
Au 31 décembre 2010, Louveciennes comptait 622 établissements : 2 dans l’agriculture-sylviculture-pêche, 28 dans l'industrie, 22 dans la construction, 499 dans le commerce-transports-services divers et 71 étaient relatifs au secteur administratif.
En 2011, 83 entreprises ont été créées à Louveciennes, dont 46 par des autoentrepreneurs.
La Compagnie européenne d'automatisme électronique (CAE) créée le 1er juillet 1960, par la CSF (42 %), Intertechnique (16 %), et TRW (42 %), avec un capital de 7 millions de francs, qui sera porté à 10 millions de francs quatre ans plus tard, et fusionnera fin 1966 pour créer la CII, à l'époque un employeur important dans les Yvelines. Les élections professionnelles montrent 1370 salariés inscrits dans l'établissement des Clayes sous Bois, en décembre 1970 et 3116 salariés pour l'établissement du siège de la CII à Louveciennes, également dans le département des Yvelines.

## Culture locale et patrimoine

### Patrimoine architectural
- L'aqueduc de Louveciennes, parfois appelé aqueduc de Marly : construit entre 1681 et 1685 par Jules Hardouin-Mansart et Robert de Cotte pour amener aux réservoirs desservant les châteaux de Versailles et de Marly l'eau pompée dans la Seine par la machine de Marly située sur la commune de Bougival, au nord, en contrebas de Louveciennes. Il s'agit d'un canal tapissé de plomb de 640 mètres de long supporté par 36 arcades de 23 mètres de hauteur. L'eau montée de la Seine est acheminée dans la tour dite du Levant (classée Monument historique) puis, à l'extrémité sud de l'aqueduc, un siphon dans la tour dite du Jongleur, amène l'eau aux réservoirs de la Batterie à Marly. Sous l'aqueduc, on trouve le cimetière paysager de Louveciennes, ainsi que la batterie des Arches. Après la guerre de 1870 contre la Prusse naît la nécessité d’ériger un ensemble de fortifications visant à protéger Paris. La Batterie des Arches de Louveciennes fait partie de l’ensemble défensif dit Séré de Rivières autour de la capitale construit à partir de 1879.

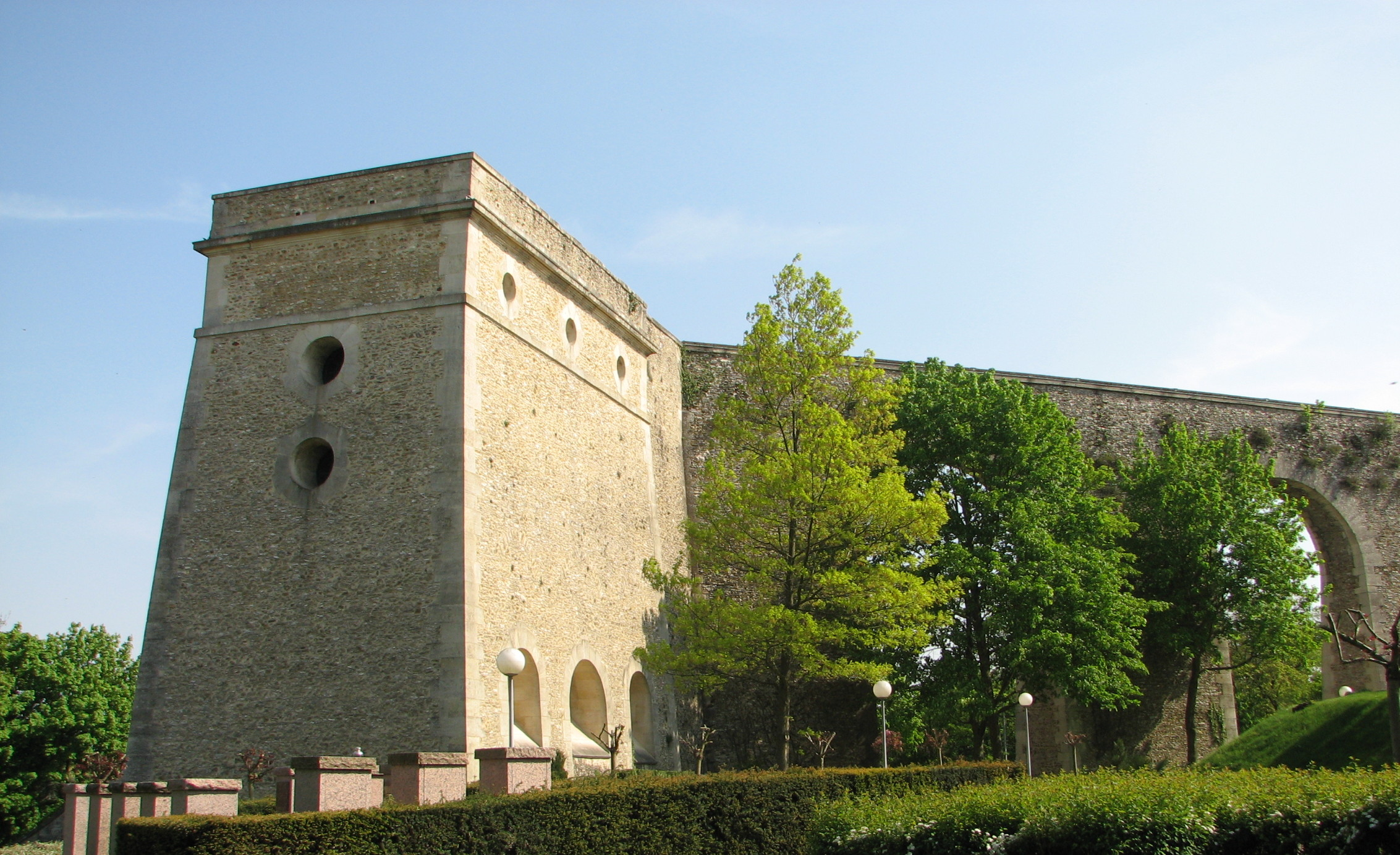
Tour du Levant.
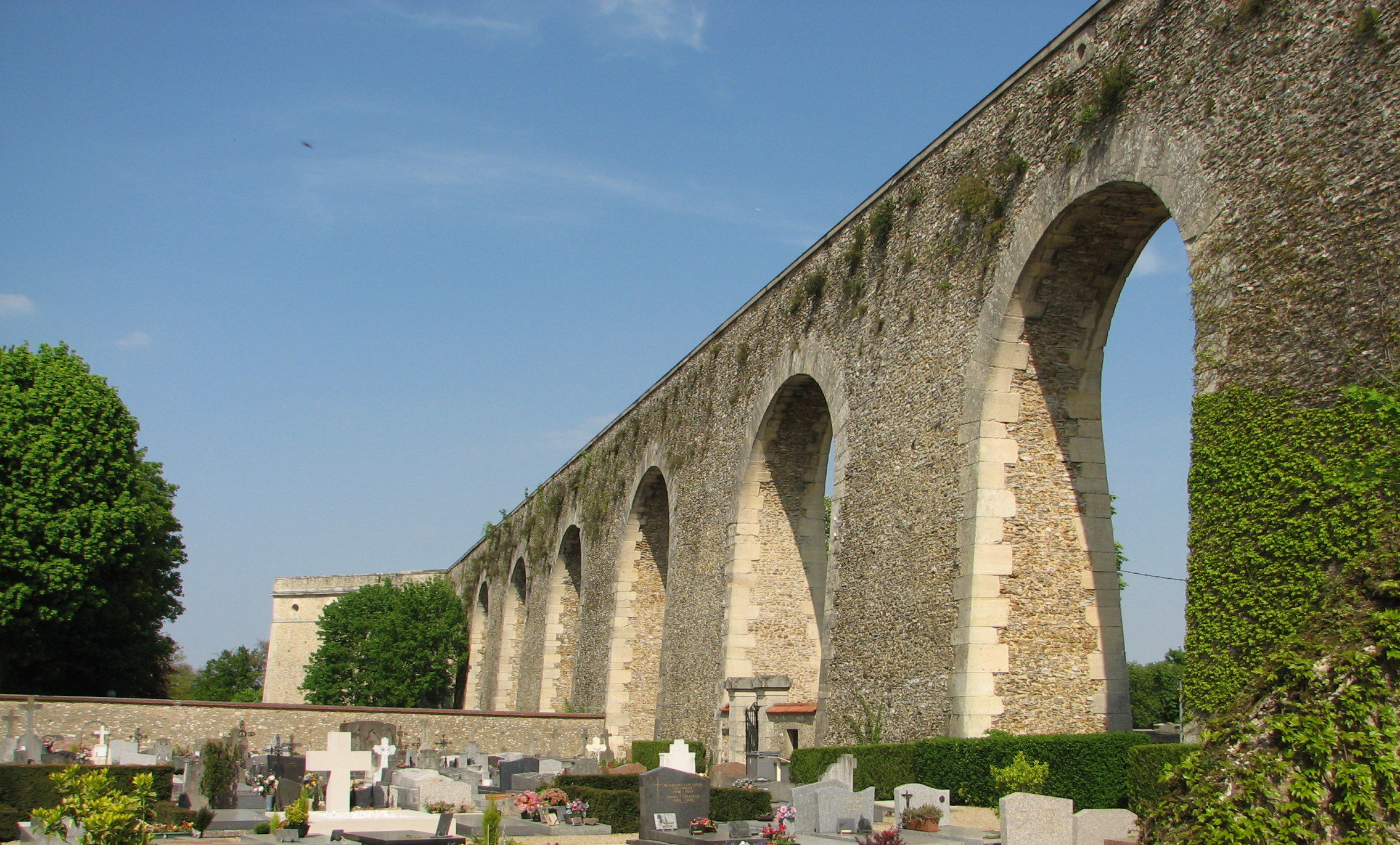
Arches au-dessus du cimetière.
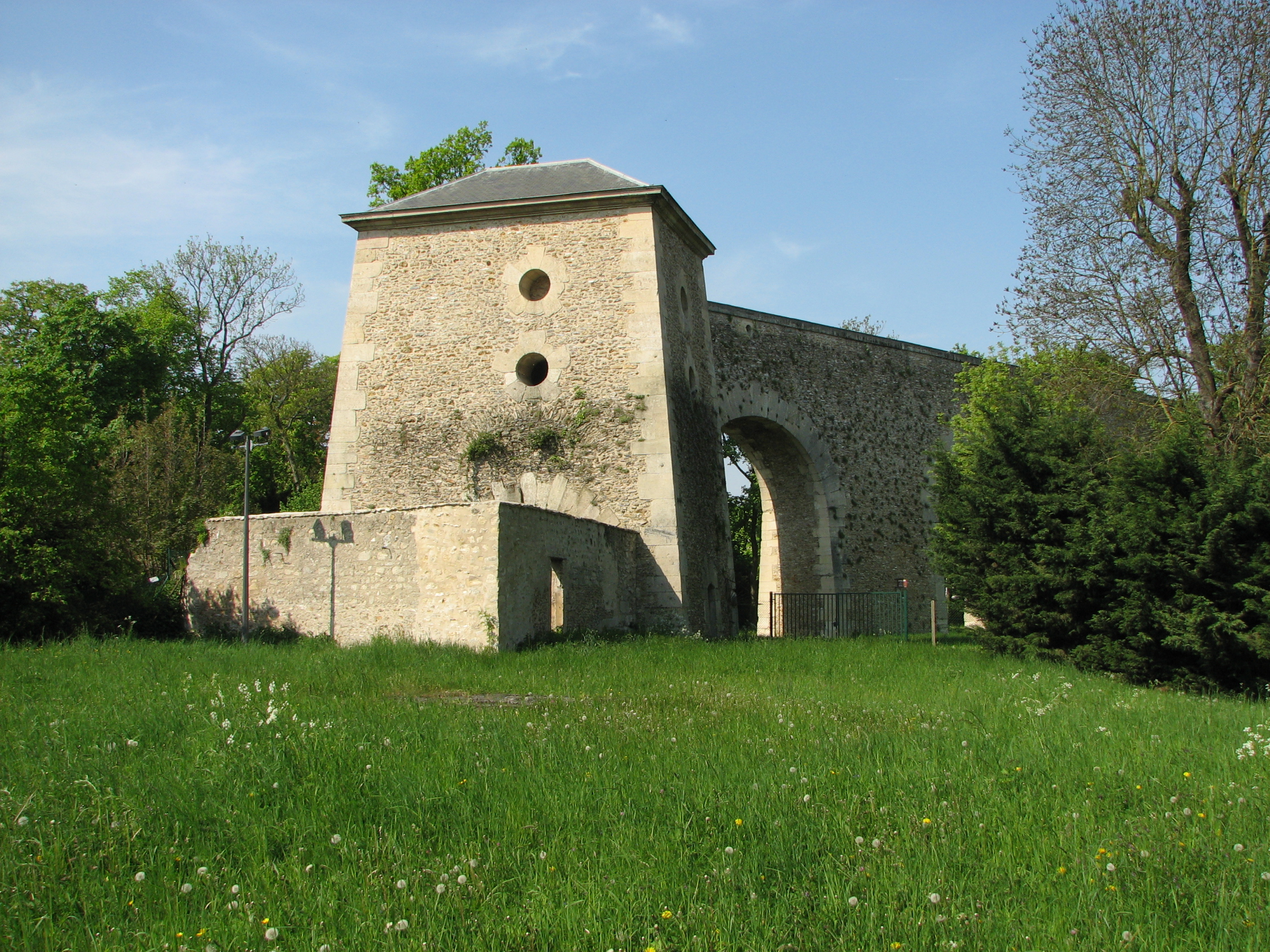
Tour du Jongleur.
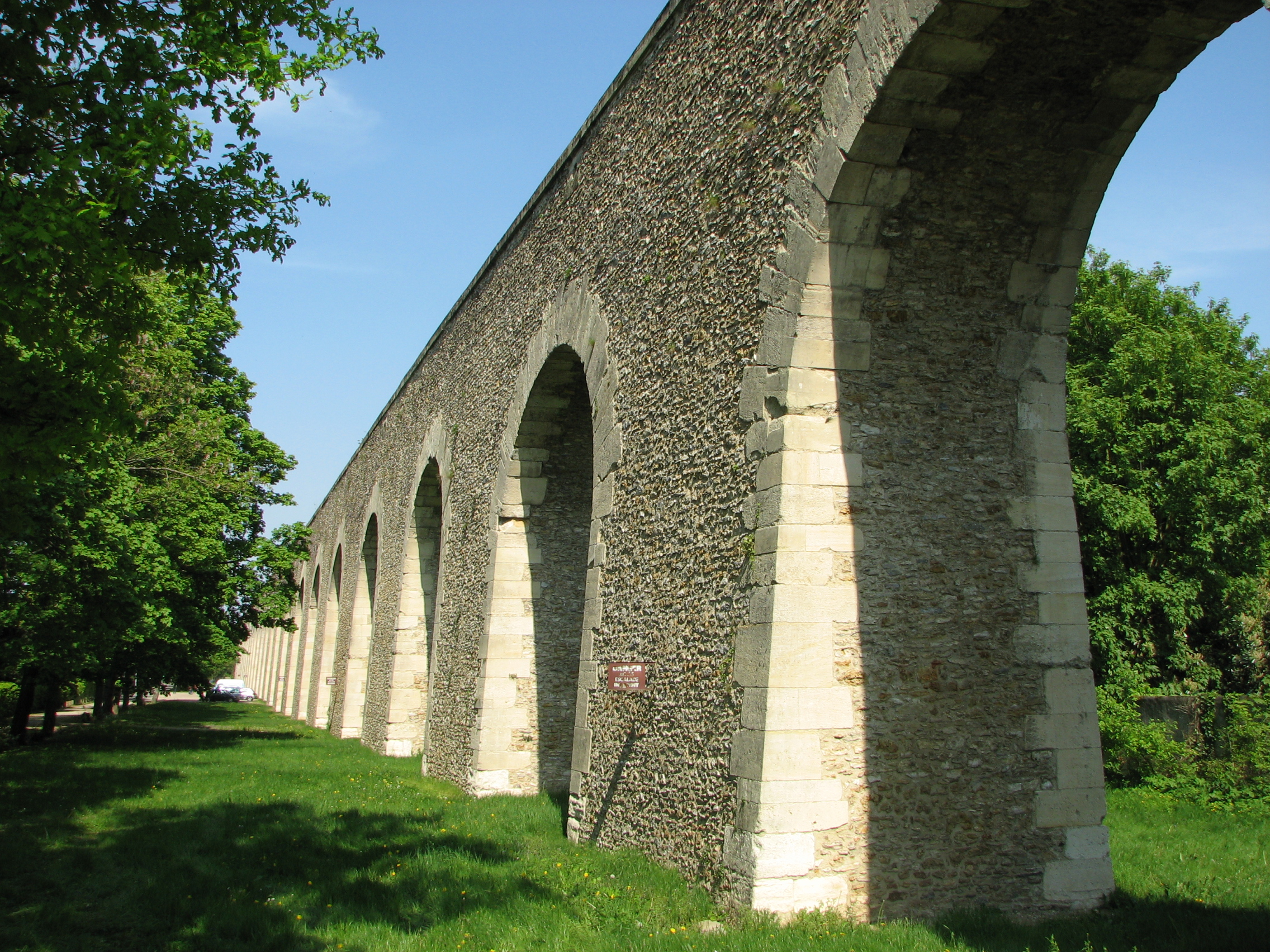
Arches.

- Le sentier de la mi-côte, au hameau de Voisins, qui traverse l'ancien site des installations de la Machine de Marly qui conduisait les eaux de la Seine à l'Aqueduc de Louveciennes. On peut y voir notamment les ruines de la ferme de la mi-côte peinte par Alfred Sisley.

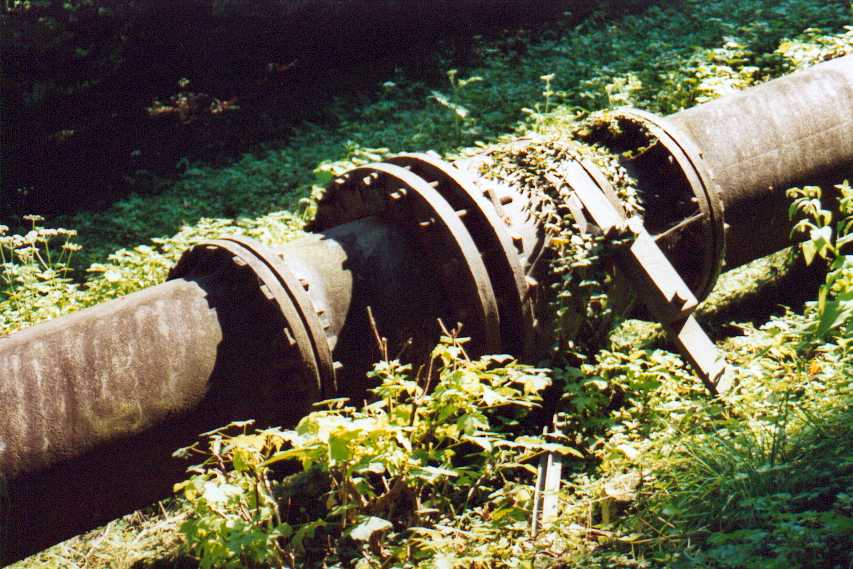
Ancienne canalisation.
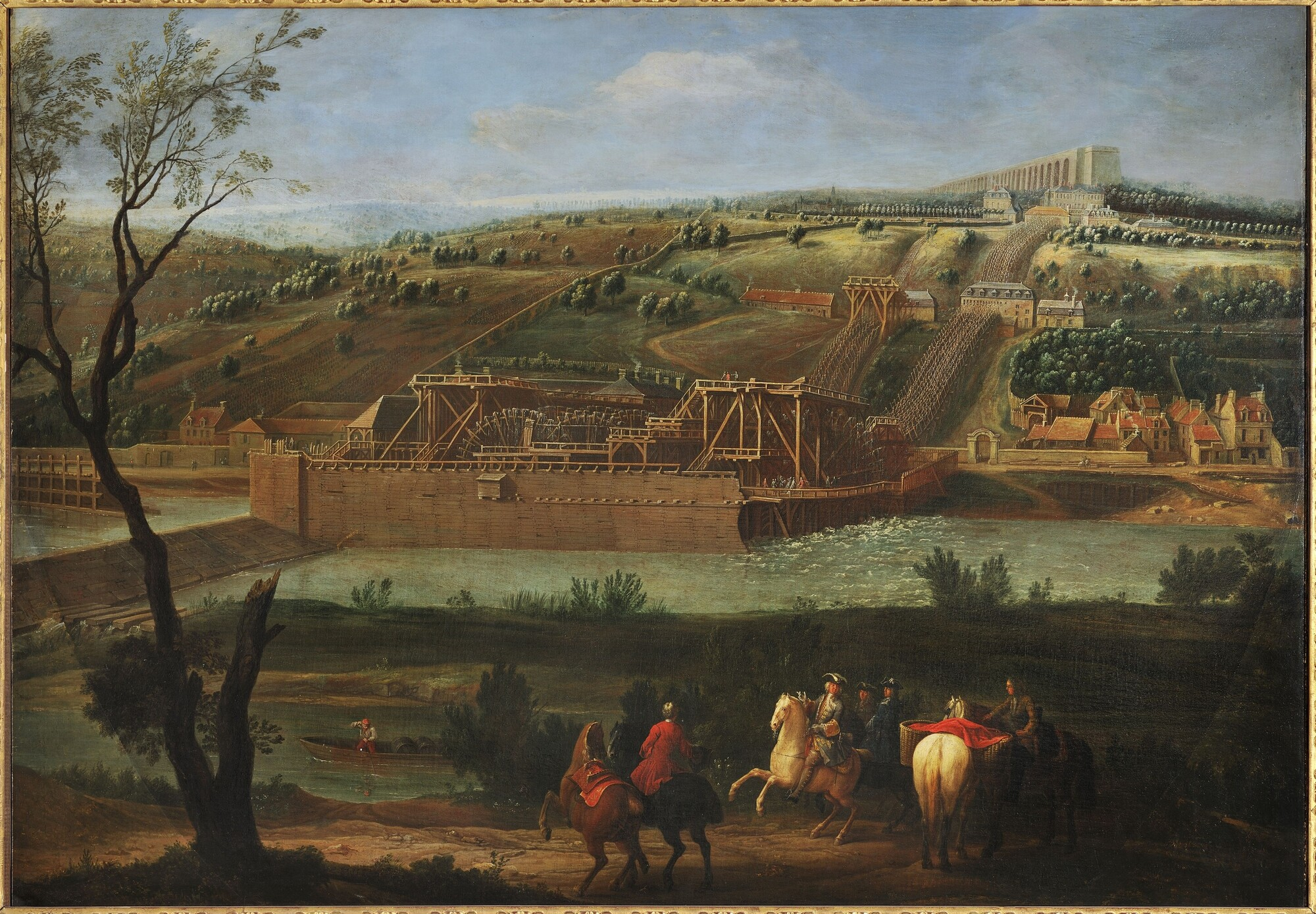
Machine de Marly au temps de Louis XIV.
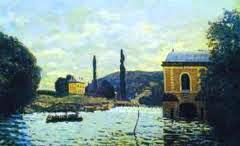
Barrage de la Machine, par Alfred Sisley.
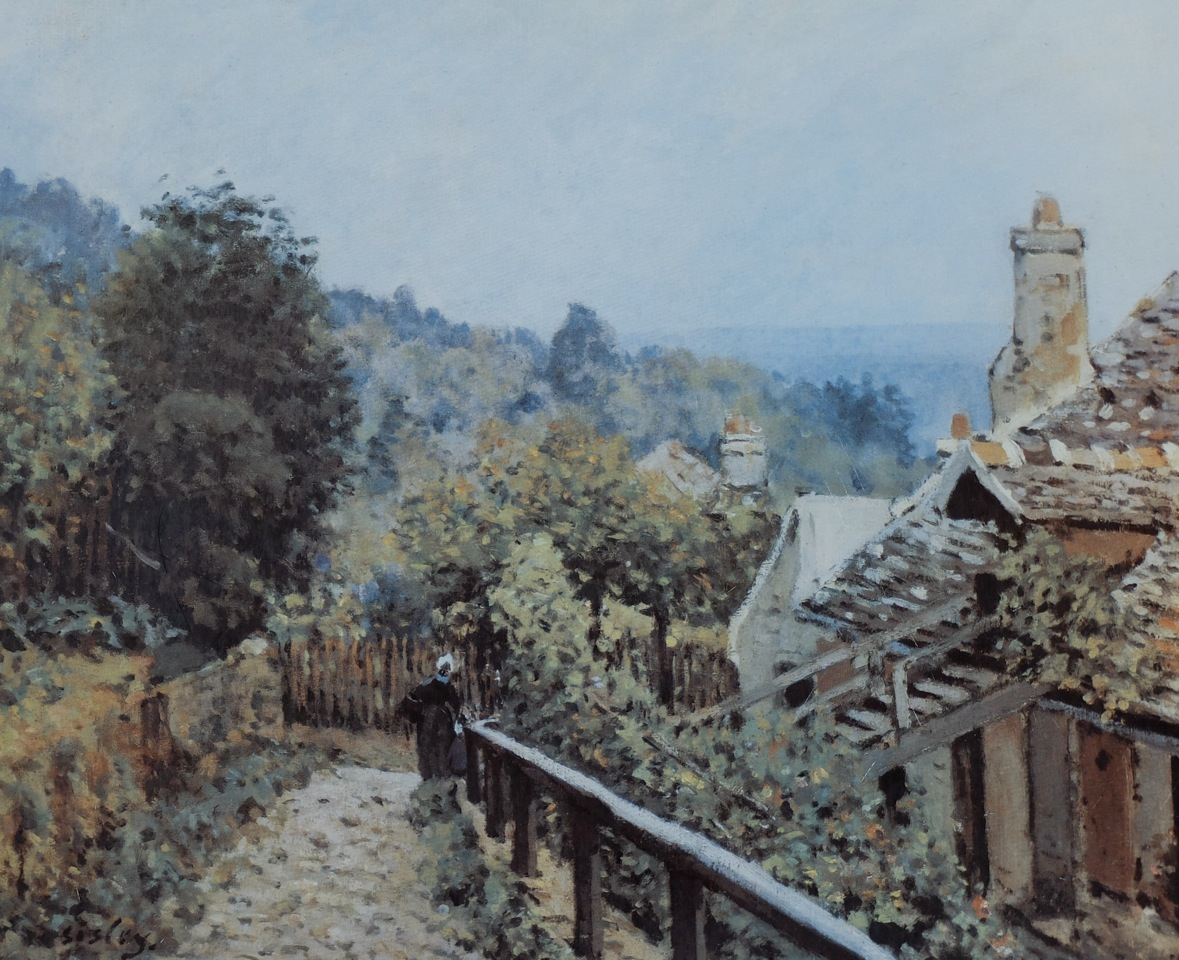
Ferme de la mi-côte, par Alfred Sisley.

- Le château de Madame du Barry au village de Voisins  :
  - à l'origine, un manoir dénommé Pavillon des Eaux est construit, en 1684, sur une assez grande propriété le long du chemin de la Machine, pour le gouverneur de la machine de Marly, Arnold de Ville ; il est agrandi, en 1769, par Ange-Jacques Gabriel pour Madame du Barry 
  - en 1771, Madame du Barry fait construire par Claude Nicolas Ledoux le Pavillon de musique, archétype du néoclassicisme, en surplomb de la falaise qui domine la Seine, au nord du domaine ; ledit pavillon sera déplacé et éloigné de la falaise en 1923 par son propriétaire, le parfumeur François Coty ; à la fin du XIXe siècle, un châtelet est construit par Pasquier le long du chemin de la Machine ; l'ensemble fait partie aujourd'hui d'un domaine séparé ;
  - à l'extrémité sud du domaine, un pavillon de réception composé de deux pavillons d'entrée reliés est construit par Goury en 1897 et 1898 ; il constitue aujourd'hui la troisième portion indépendante de l'ancien domaine.

Pavillon de Musique.
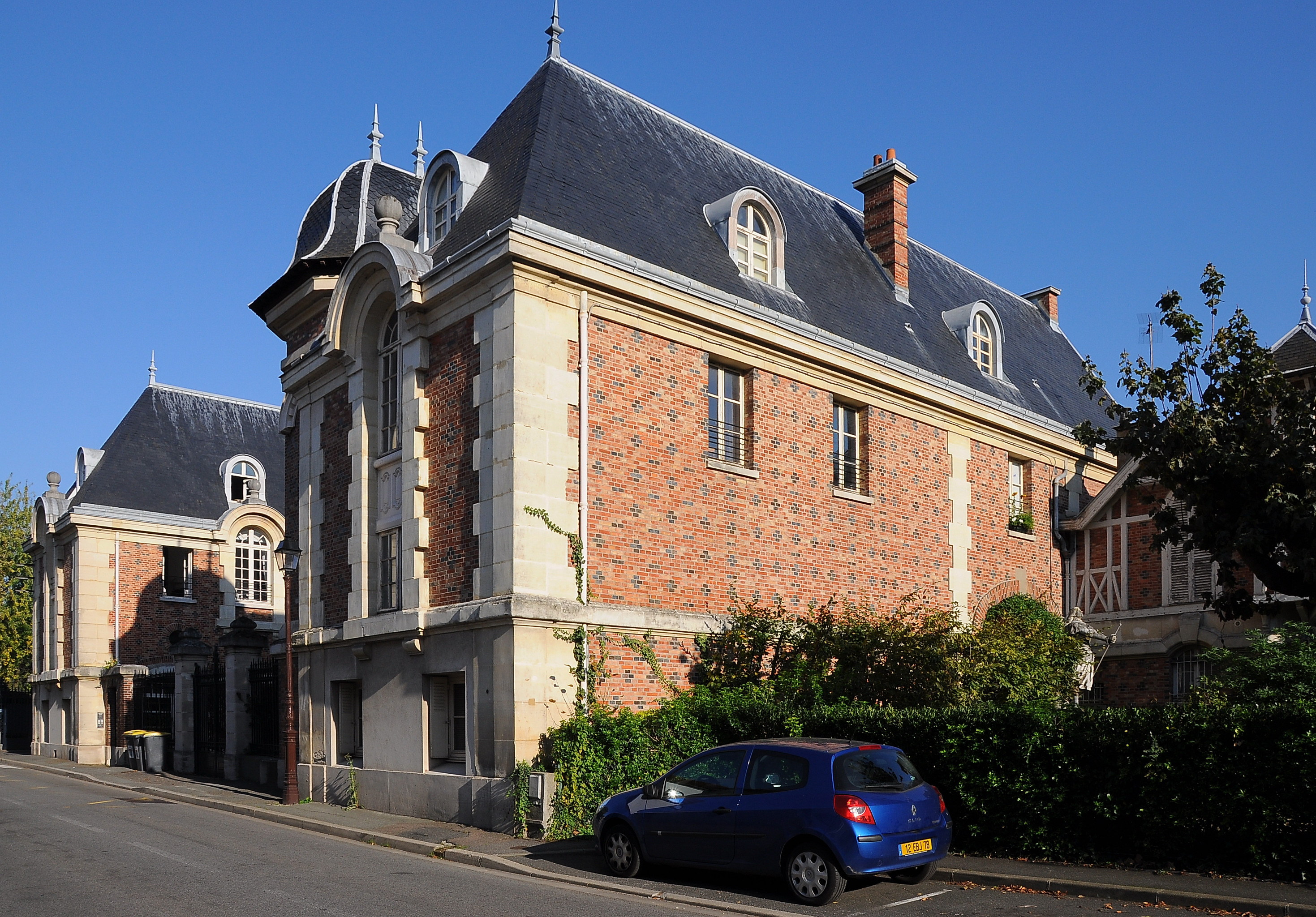
Anciennes écuries du château - hameau de Voisins.
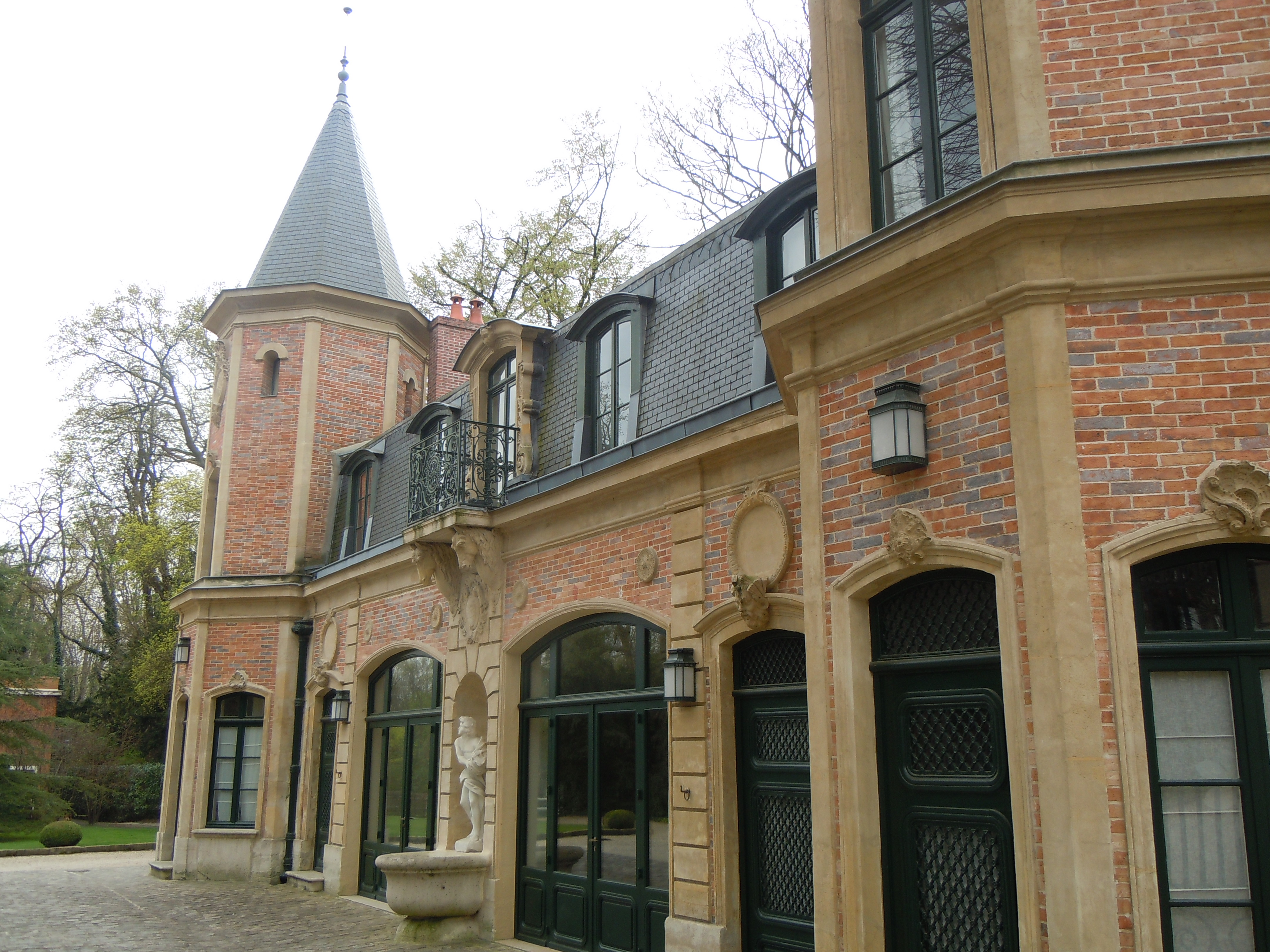
Pavillon d'entrée.
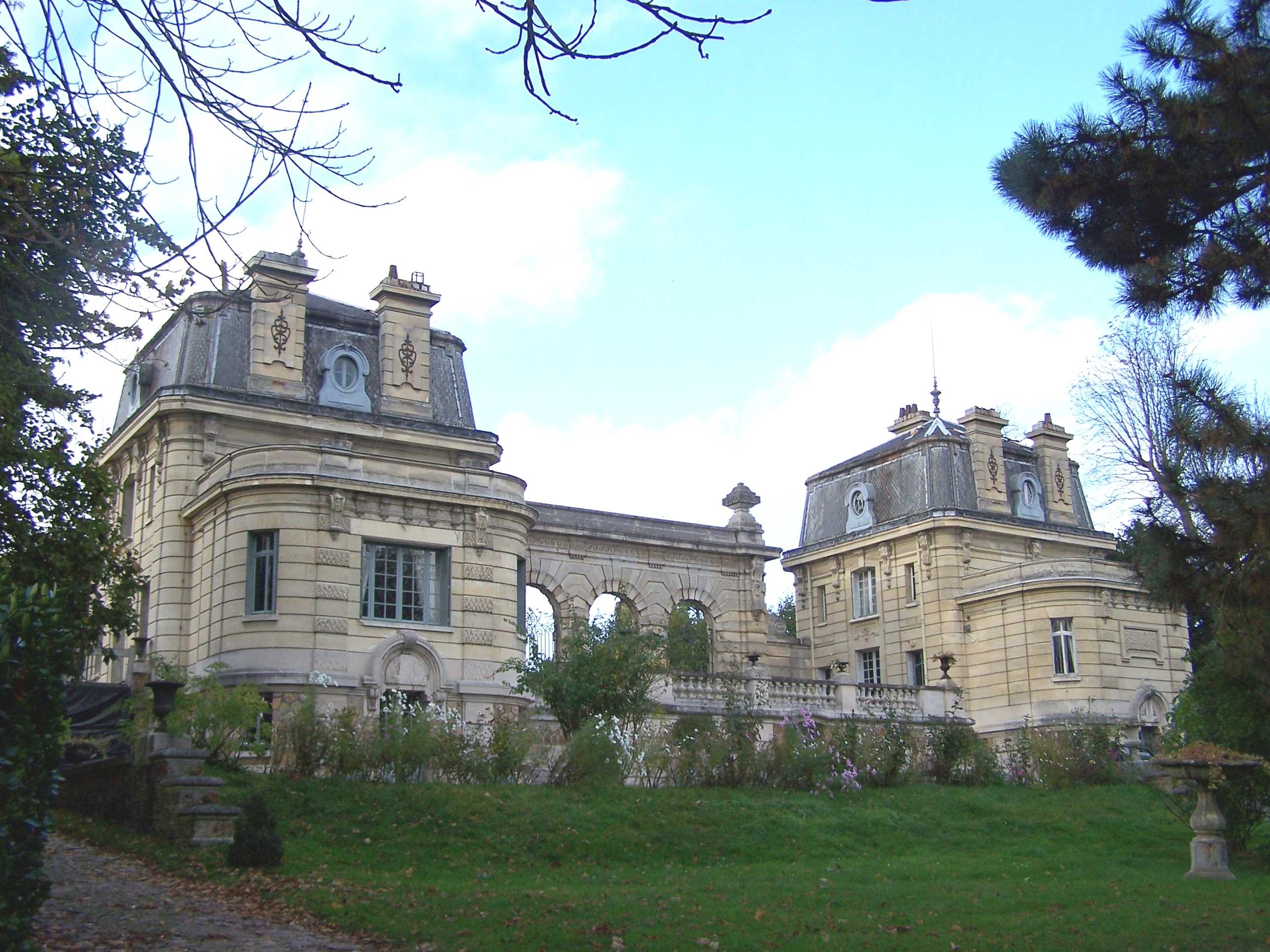
Pavillons de Goury à l'entrée de l'ancien parc.
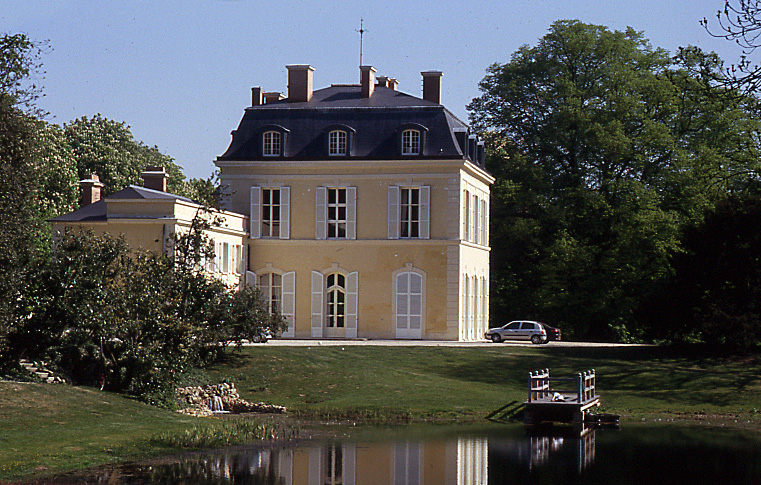
Pavillon des eaux.

- La Pharmacie du Barry, maison où Madame du Barry entreposait ses « herbes ». Elle fut peinte par Auguste Renoir.

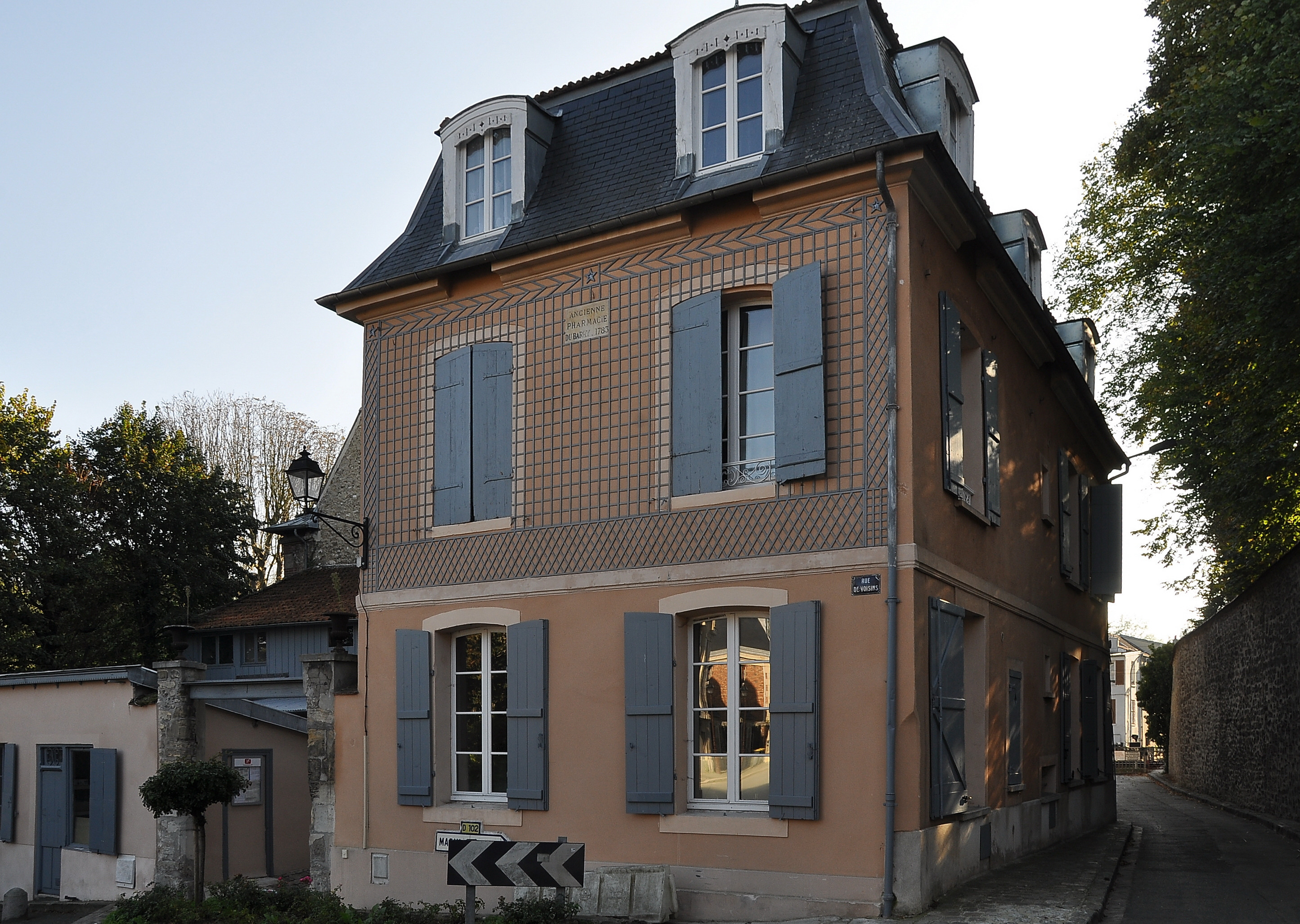
La Pharmacie du Barry.

- Le château de Voisins : à l'origine, un château fut construit à la fin du XVIIe siècle qui fut acheté en 1696 par Louis Oger de Cavoye puis devint propriété de Louise Élisabeth de Bourbon-Condé, princesse de Conti. Vers 1820, constatant sa vétusté, son propriétaire, le comte Hocquart de Turtot  le fait démolir puis reconstruire (la configuration du bâtiment est alors celle d'aujourd'hui). En 1857, le domaine est acheté par Charles Tavernier : celui-ci y fait construire en 1858 le pavillon de Voisins, qu'il fait entourer d'un jardin situé le long du chemin de Prunay ; en 1874, il confie les clés du domaine à Jules Beer, qui en laisse la jouissance à son fils, Guillaume Beer. Lorsque ce dernier meurt en 1913, sa femme Élena partage le domaine, se réserve le pavillon et cède le château et son domaine à son oncle, Robert de Rothschild. Depuis 1946, le domaine est la propriété de BNP Paribas, qui l'utilise comme centre de formation. Le domaine comporte aussi le château de Bellevue, en bordure de colline.

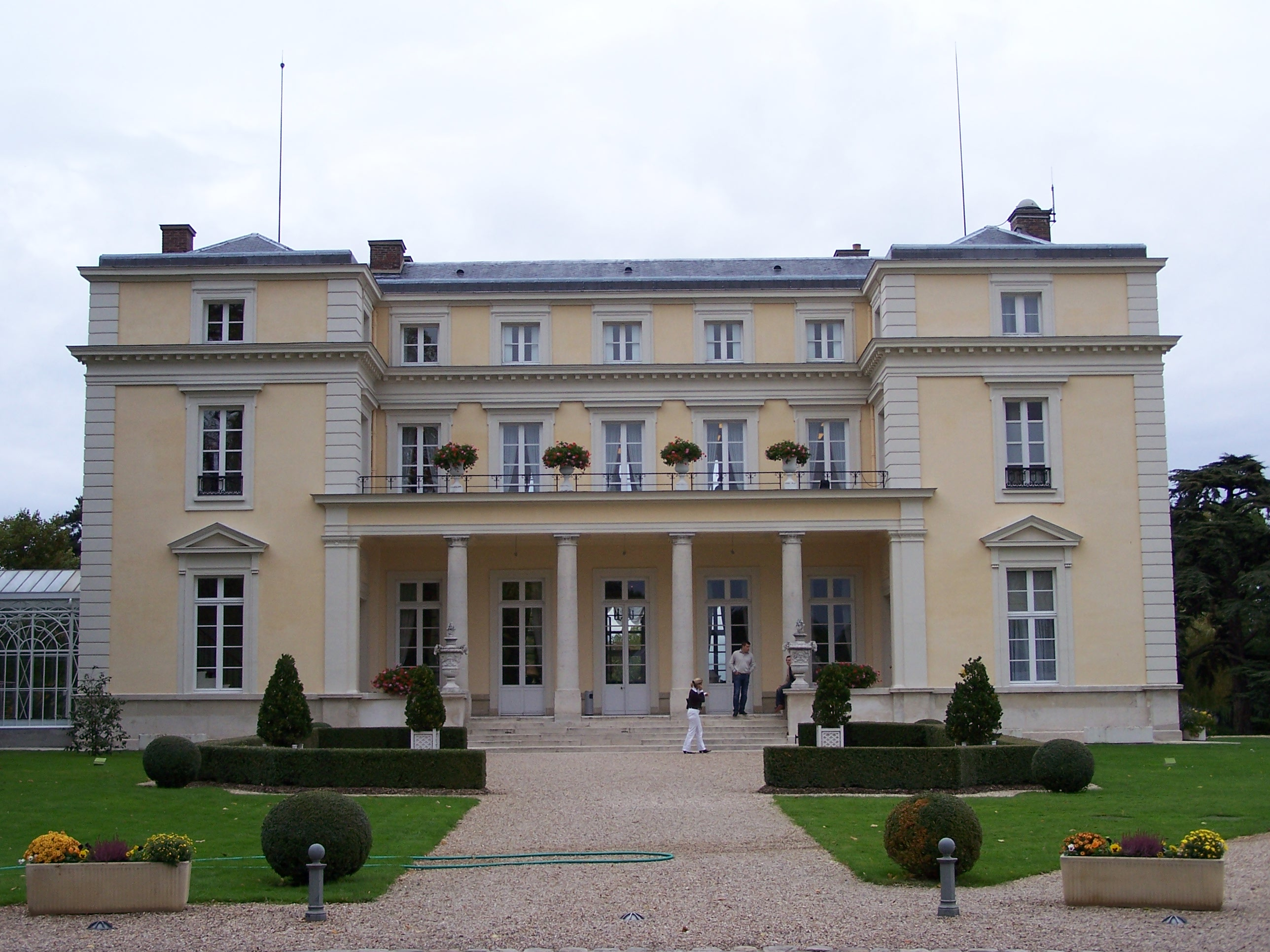
Château de Voisins.

- Le pavillon de Voisins, où résida et mourut Leconte de Lisle. Il est situé le long du chemin de Prunay. Il appartint jusqu’à sa mort à Karl Lagerfeld[48].

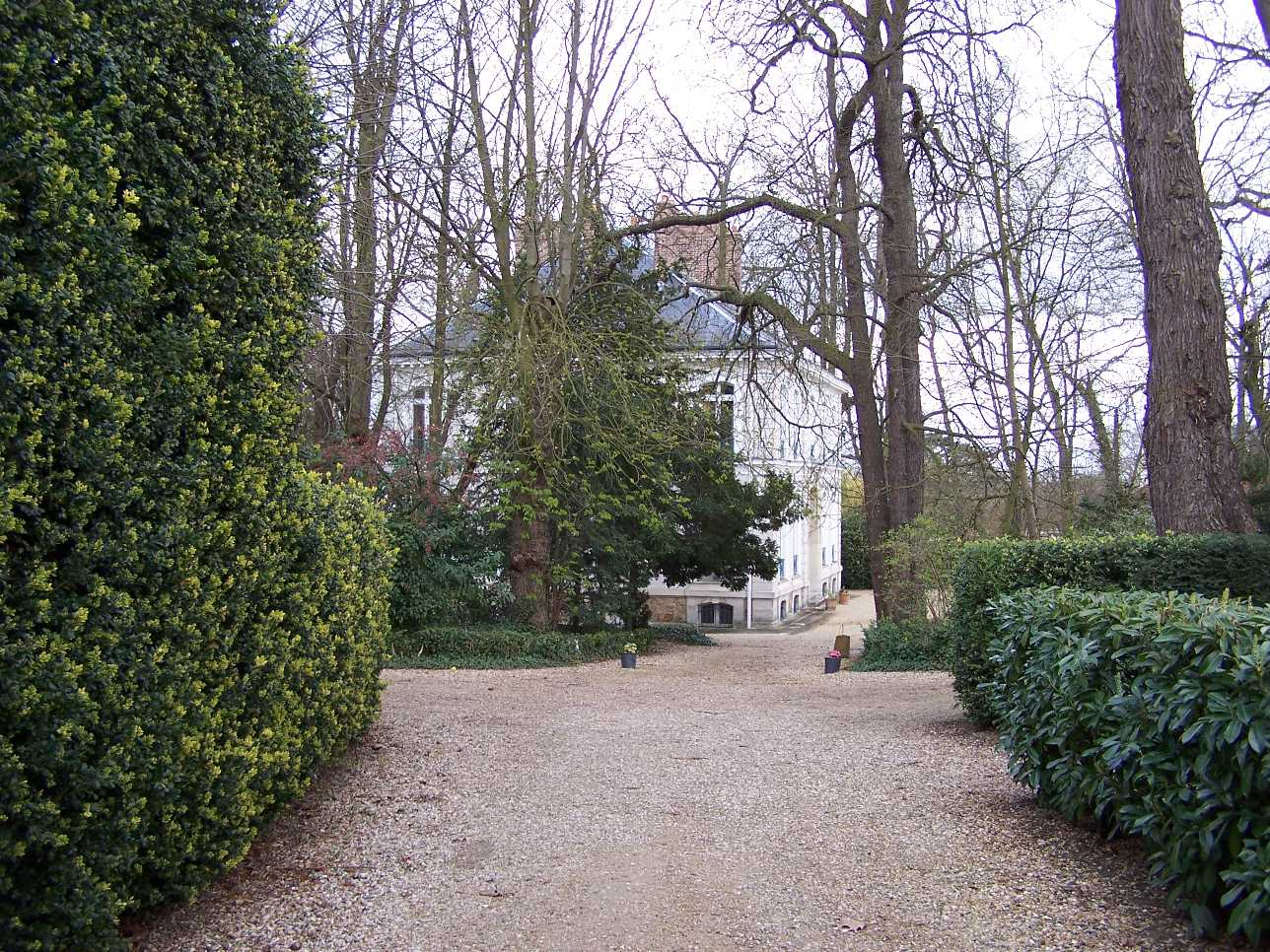
Pavillon de Voisins.

- L'église Saint-Martin-et-Saint-Blaise : le chœur à chevet plat remonte au XIIIe siècle. La nef a été amputée de deux travées en 1818. Le clocher, inspiré de celui de la collégiale de Poissy, a été construit à la fin du XIXe siècle, à la faveur d'une « restauration » radicale.

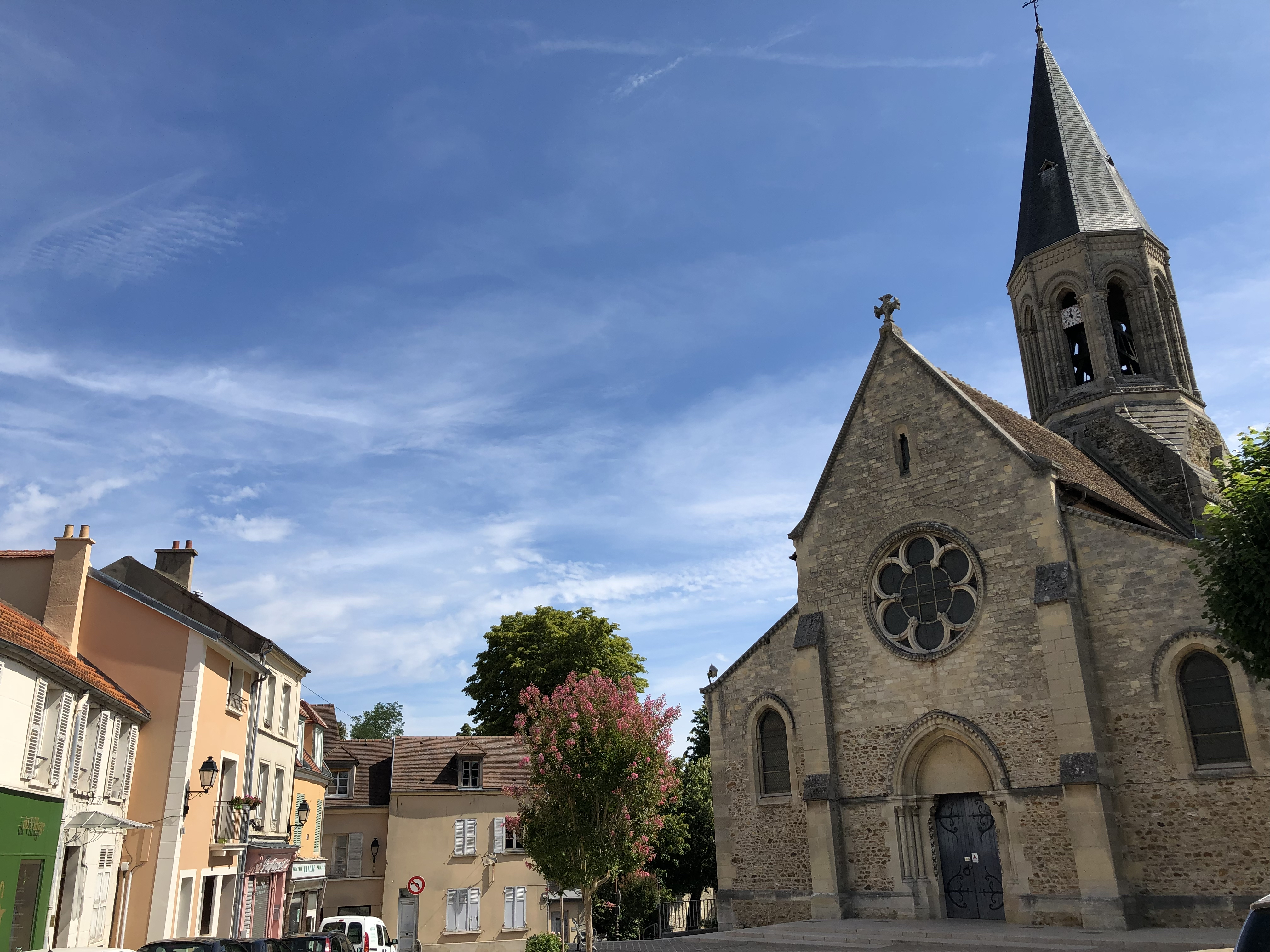
Église de Louveciennes.
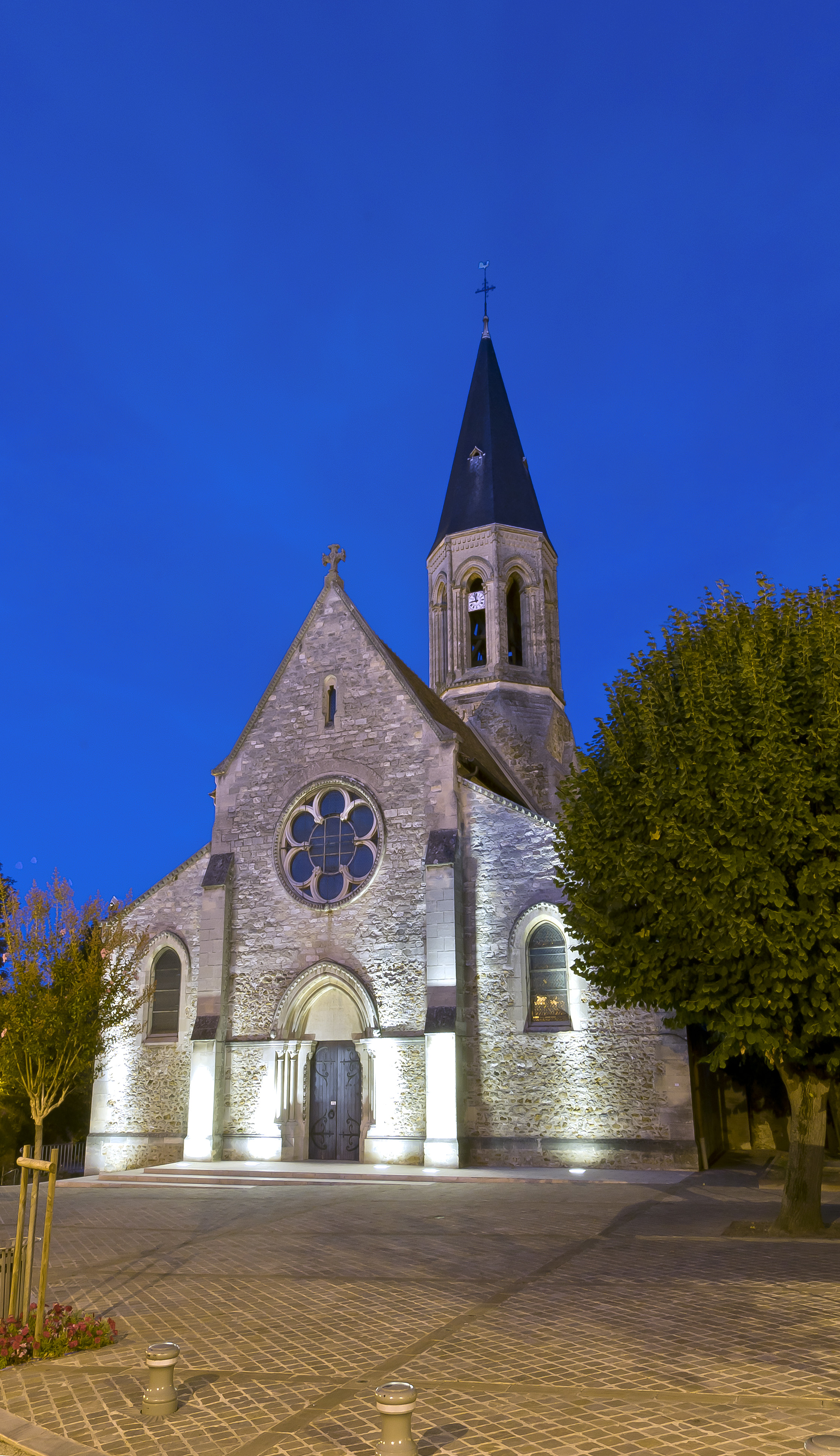
Église de Louveciennes.
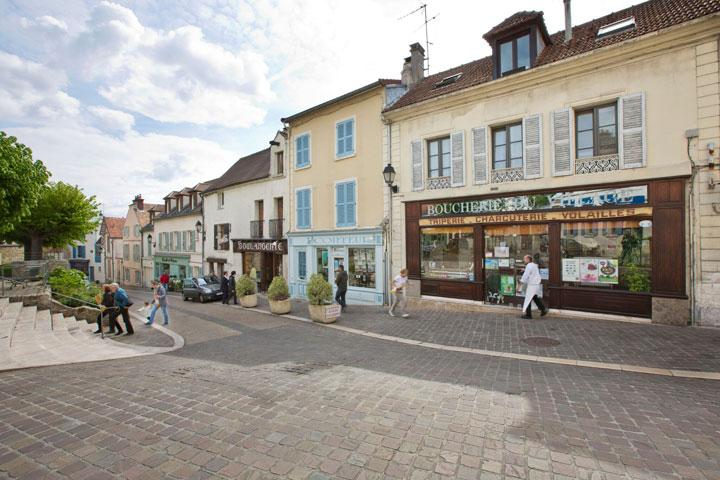
Place de l'église - les commerces.
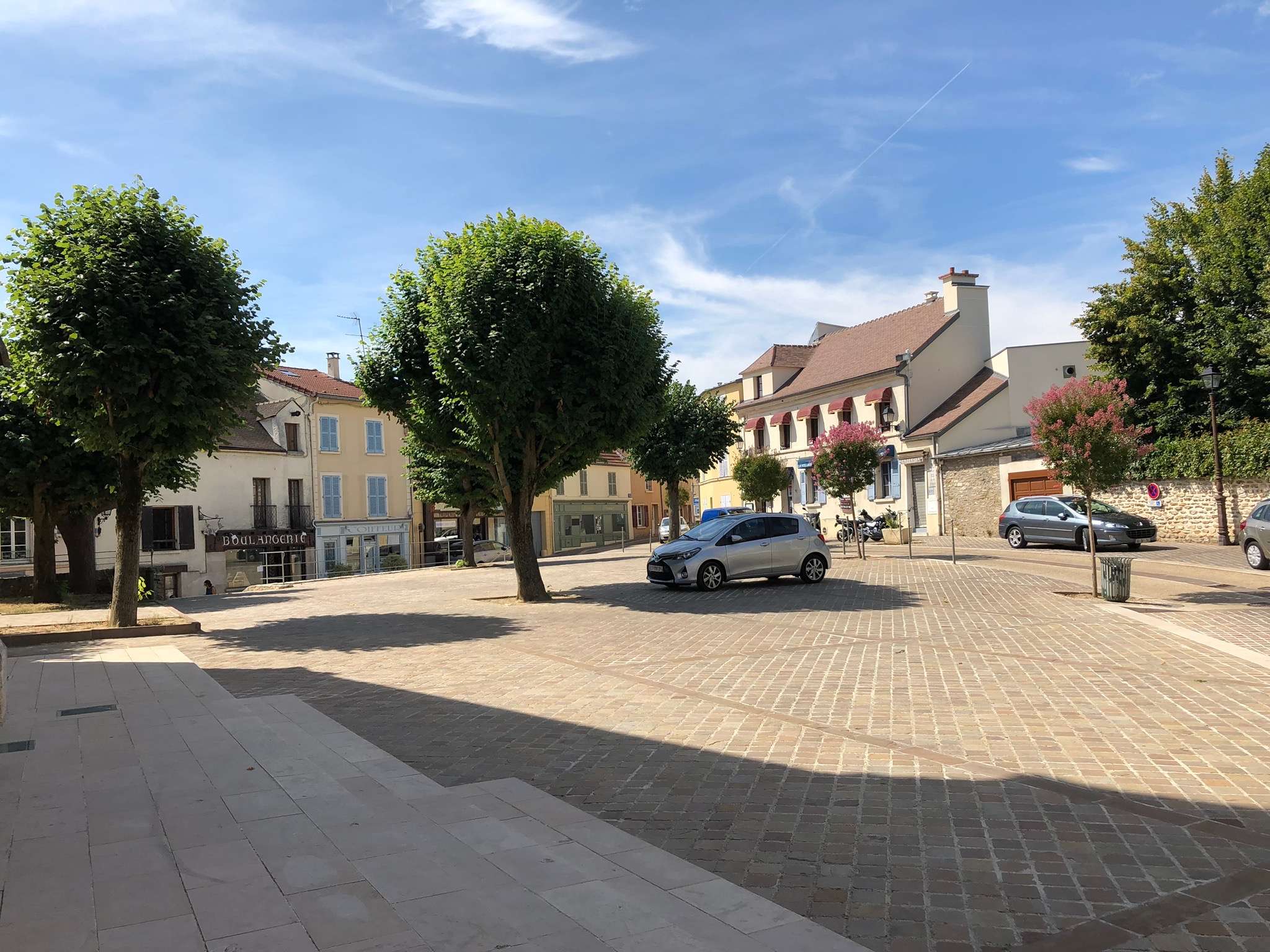
Place de l'église.

La cloche de l'église a un diamètre de 1 130 mm. L'inscription suivante y est gravée :
« L'an 1707 jay ete fondue et nommé Louise Adelaide par Mgr le duc de Bourgogne et son auguste épouse jay été refondue en 1775 et bénite sous les mèmes noms par Mgr Jacques Charles Fourmentin curé de ce lieu - Vncent Ledet et Michel Gagne étant marguilliers/ Deprez fonder du Roy ma faite a Paris ».
- Château du Pont : le pont, les douves et le portail, du XVIe siècle, et les bâtiments, des XVIIe et XVIIIe siècles, sont inscrits aux Monuments historiques (1947 et 1948). Le Domaine remonte au XIVe siècle. Il est entouré de fossés et de douves alimentés par le ruisseau de Montbuisson qui descend de la forêt située juste au-dessus. Le château remanié à différentes époques est acquis par Yves Gaudais en 1514 et passe ensuite par ses descendants à la famille Nau et aux Demanche. Le château a été récemment entièrement restauré par les descendants actuels de la famille Demanche.

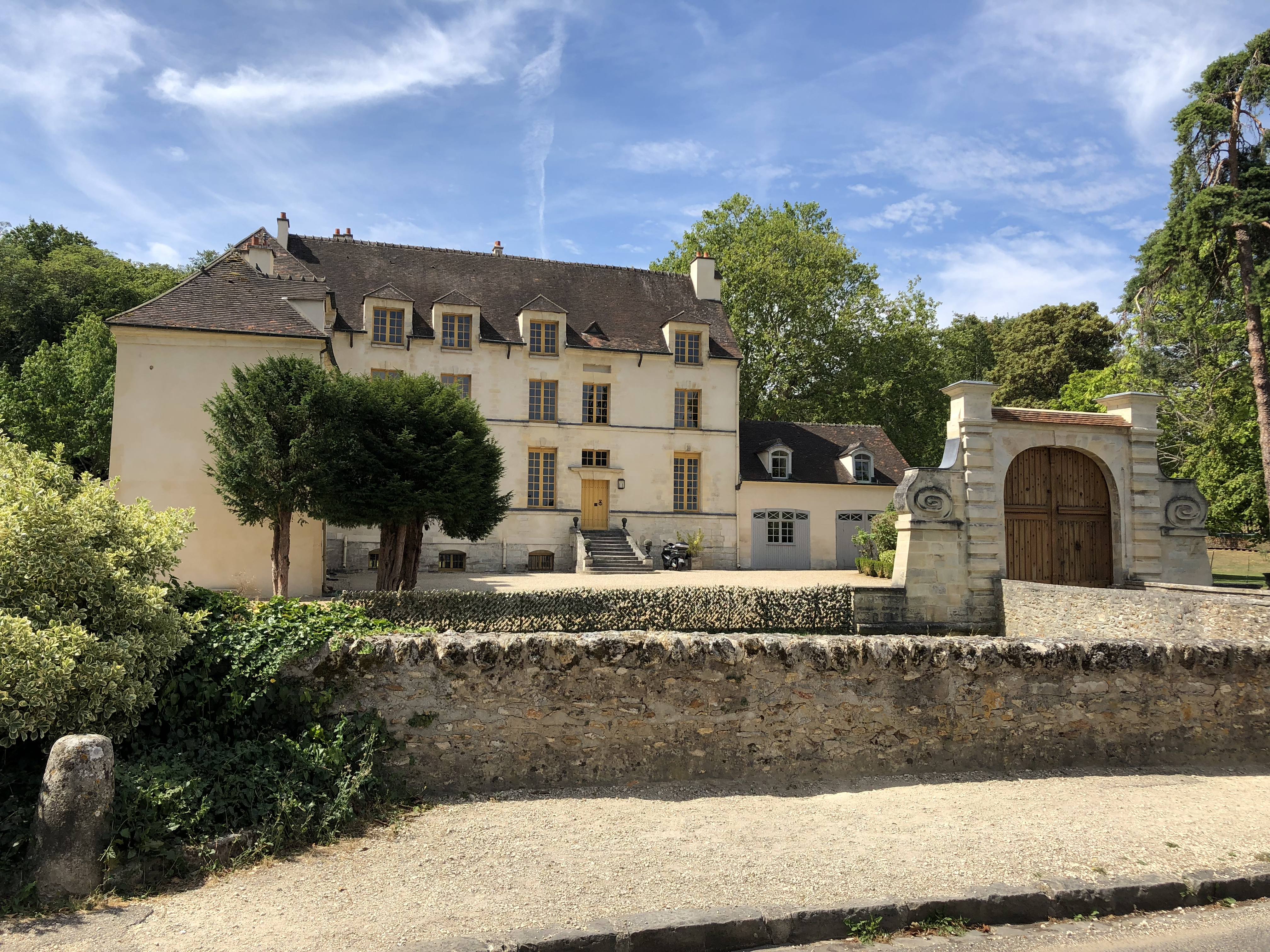
Château du Pont - façade nord.
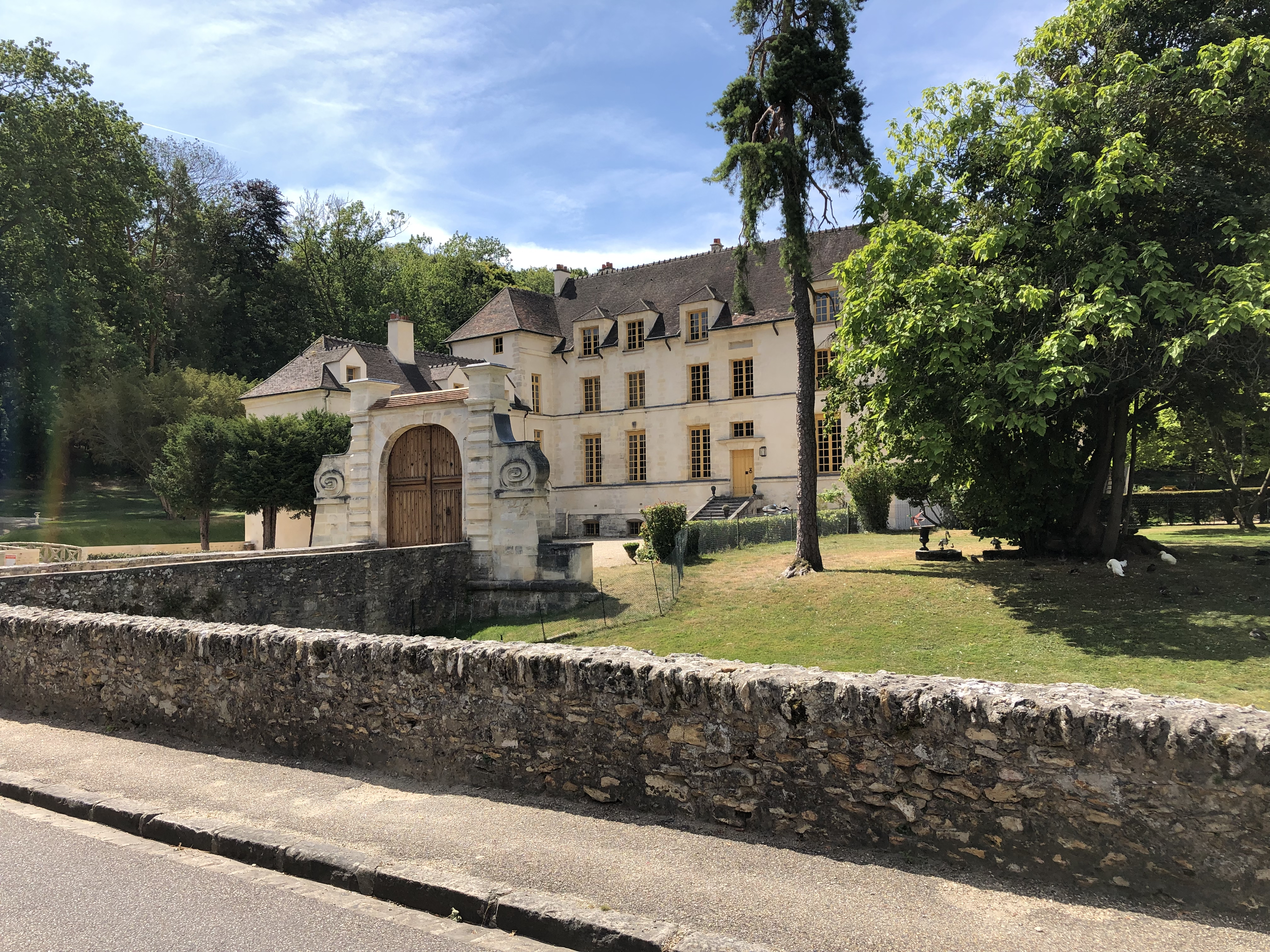
Château du Pont.

- Le château des Sources fut construit à la fin du XVIIIe siècle et Mme Vigée Le Brun y résida. Il fut reconstruit dans sa forme actuelle par la famille Thélier en 1868. En 1965, le parc du château a été loti et est occupé aujourd'hui par la résidence Dauphine composée de sept petits immeubles de standing.

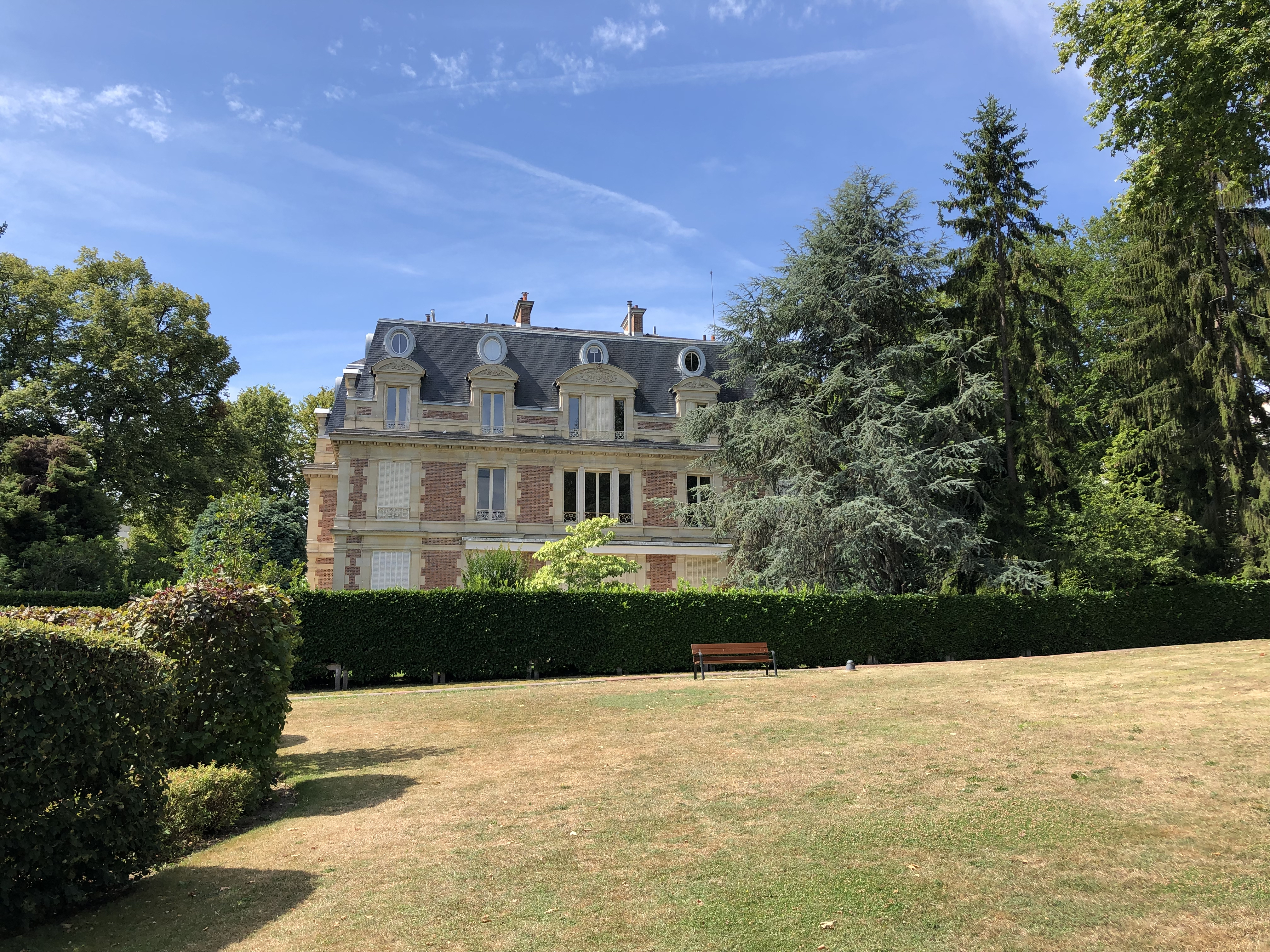
Château des Sources.

- La résidence Dauphine, ensemble d'habitations des années 1960 construites dans le parc du château des Sources[50].

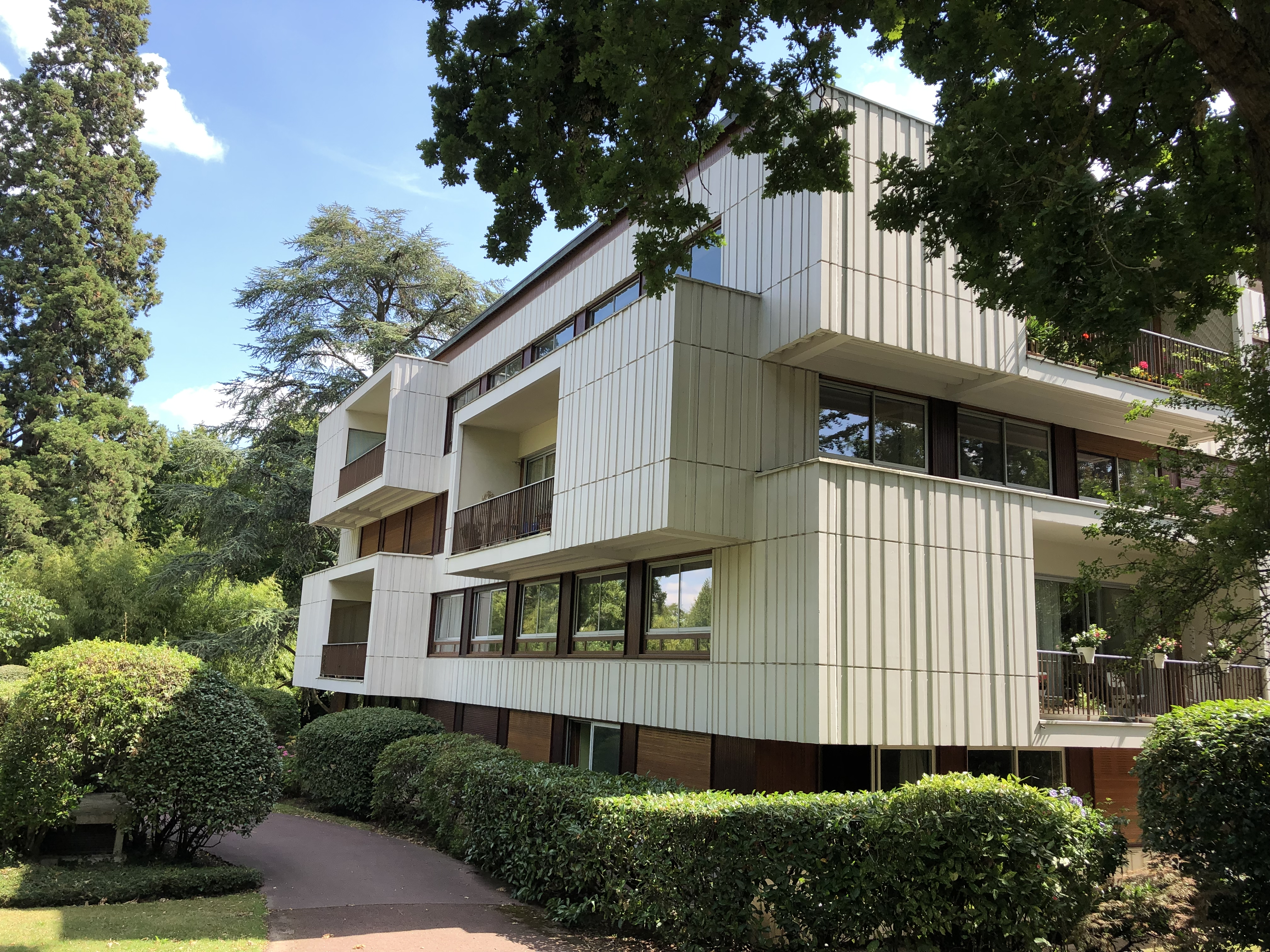
Immeuble de la résidence Dauphine.

- Le château de l'étang, ou château Mallet, construit en 1853 et habité par les banquiers Mallet, puis par les banquiers Vernes (Phillipe Vernes a épousé Alice Mallet). Le parc fut loti en 1965 pour la construction de quelques immeubles en bordure de la rue du Pressoir. Mais l'essentiel du parc fut préservé et est aujourd'hui le parc municipal des Trois-Grilles. Le château est aujourd'hui occupé par une association municipale, la Maison de l'étang, ainsi qu'une dépendance le long de la rue du pressoir.

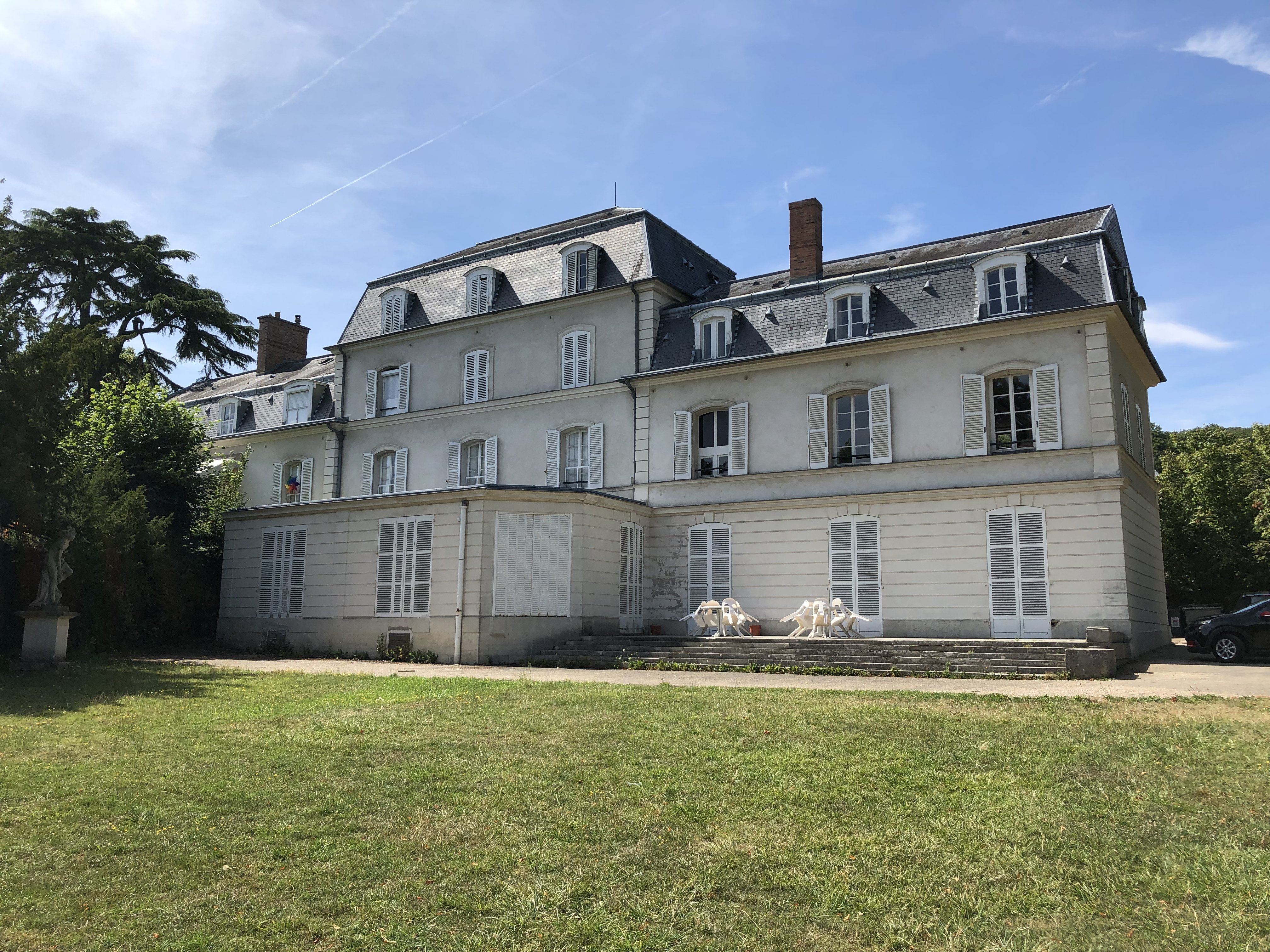
Le château Vernes.
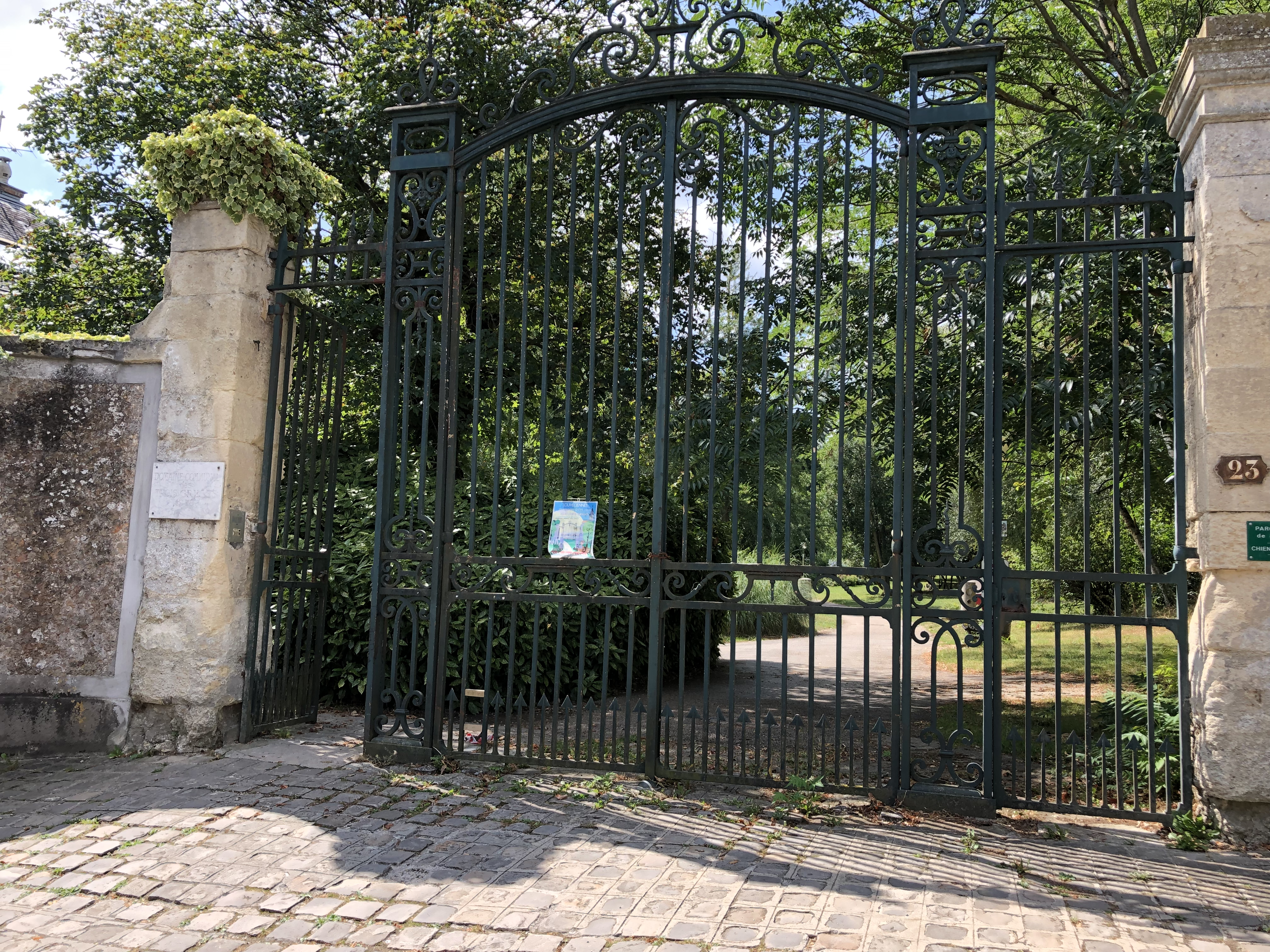
L'entrée du parc des Trois-Grilles.

- Le château de Louveciennes dit aussi château du Parc, construit au XVe siècle par Jean de Louveciennes sur la base d'un château fort et rebâti lors de la deuxième moitié du XVIIIe siècle, inscrit aux Monuments historiques en 1941 et 1990 ; devant le château, sur la rue, se trouve la fontaine dite du Parc. Dans le parc, un pavillon est appelé la « Petite Folie » de madame Vigée Le Brun car il aurait été son atelier. Les derniers propriétaires occupant furent la famille du petit-fils de Georges Clemenceau avant qu'il ne soit acquis par la Caisse des Dépôts qui y fit construire « La résidence du parc du château » destinée à loger des fonctionnaires parisiens.

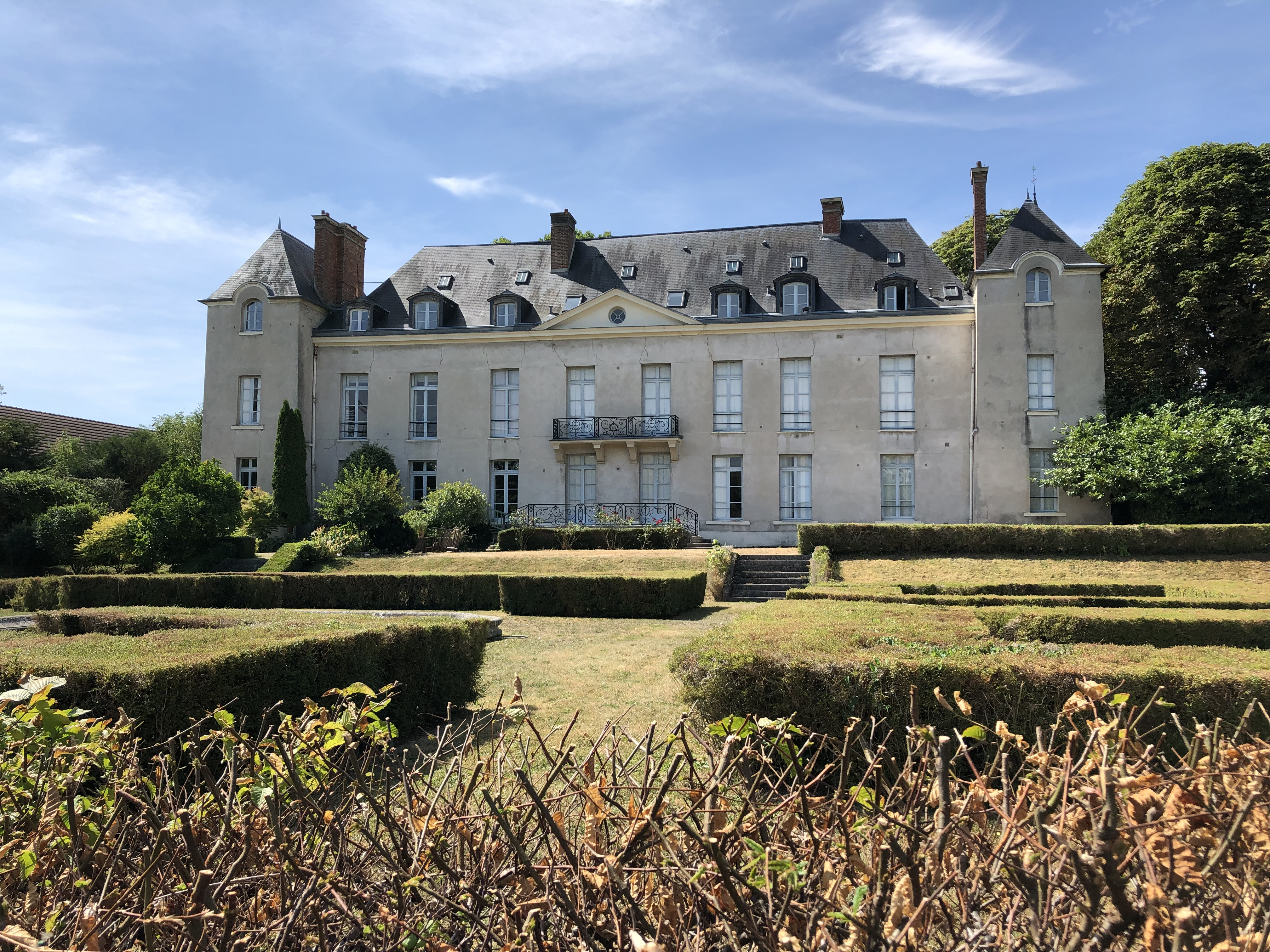
Château de Louveciennes.
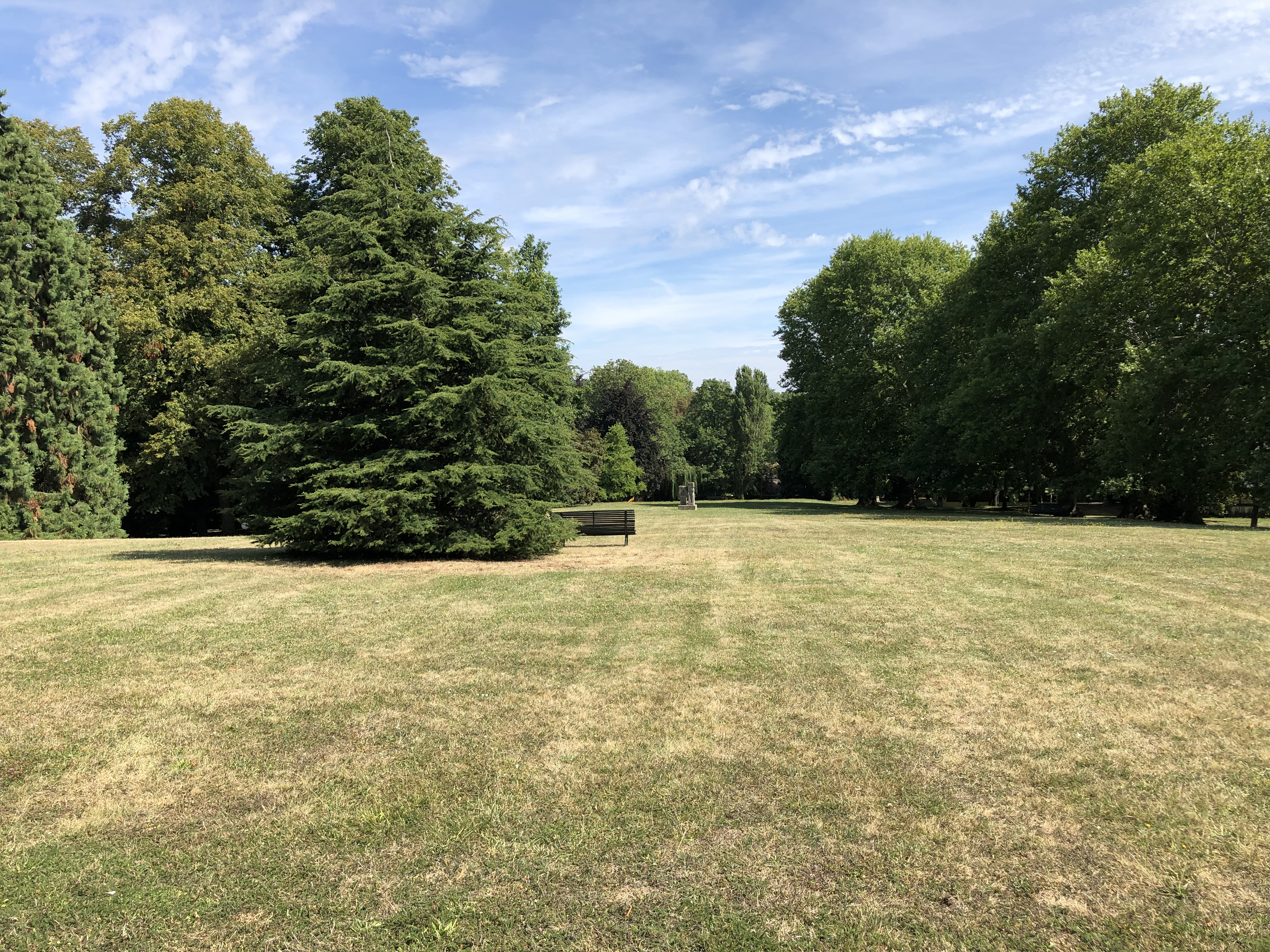
Parc du château de Louveciennes.
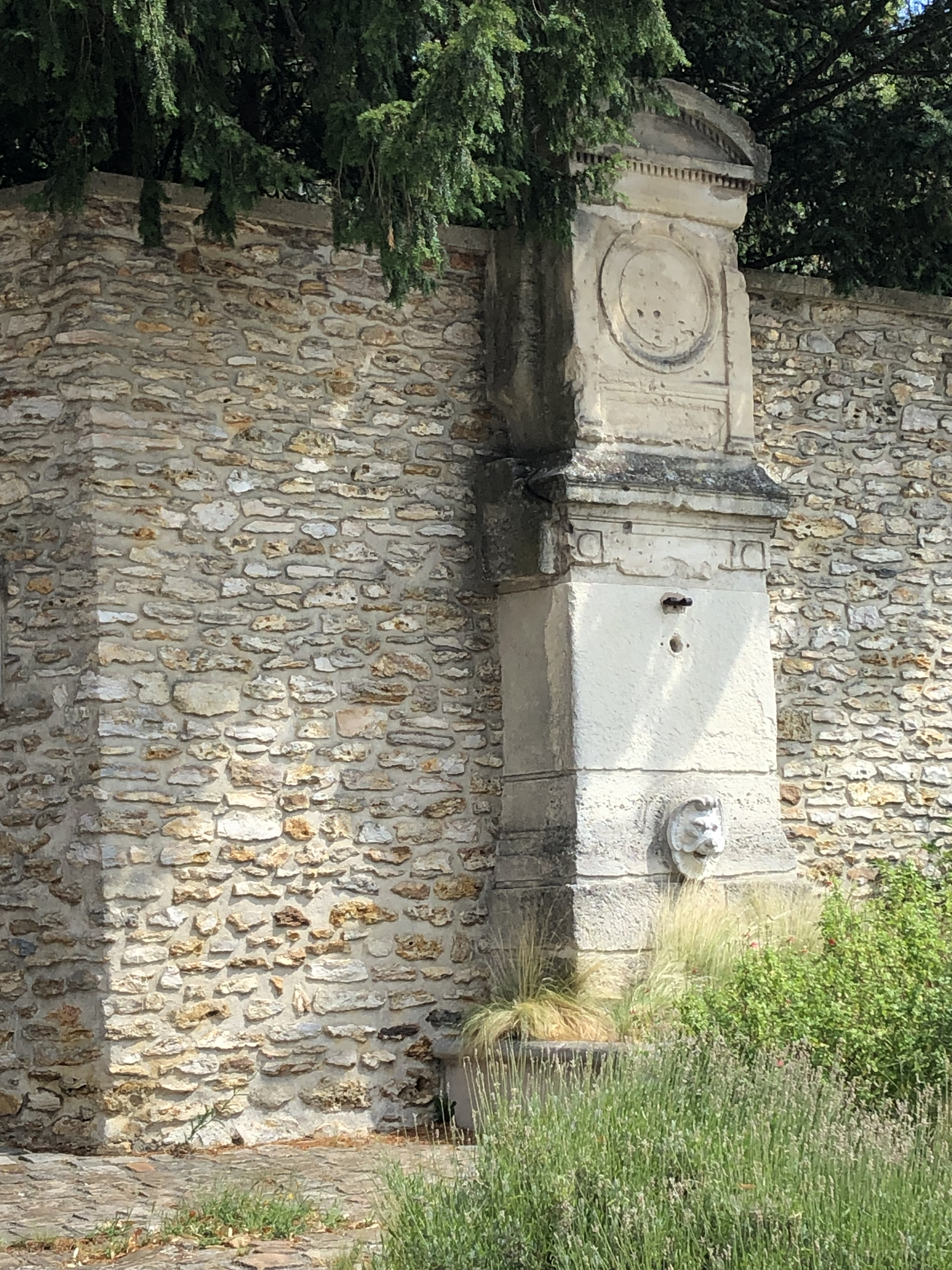
Fontaine à l'entrée du château.
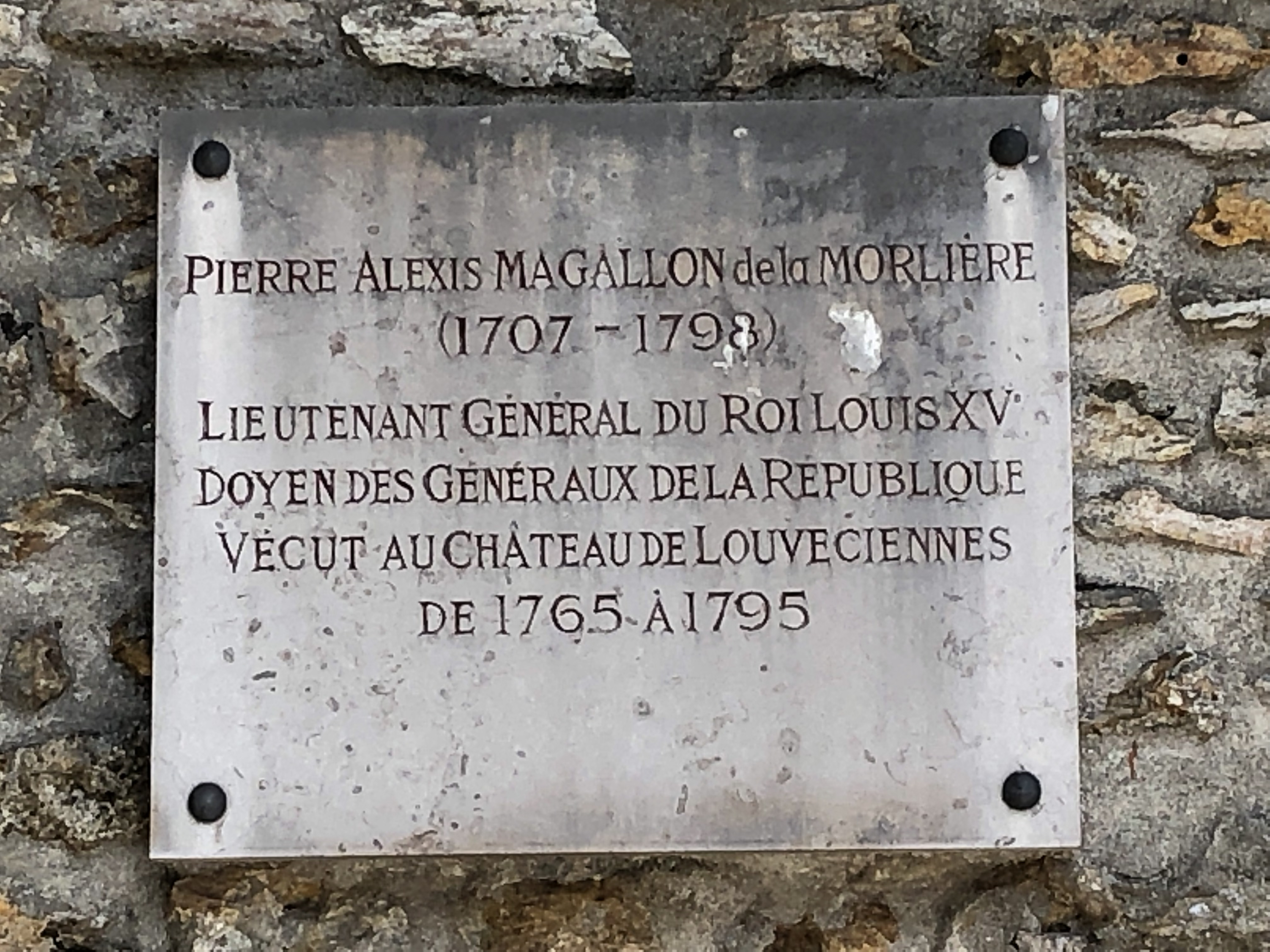
Plaque commémorative.

- « La résidence du parc du château » ensemble d'habitations construit en 1958 par Paul Herbé et Jean Le Couteur. Ensemble architectural classé au patrimoine architectural du XXe siècle[51] comprenant dans son parc des œuvres de François Stahly

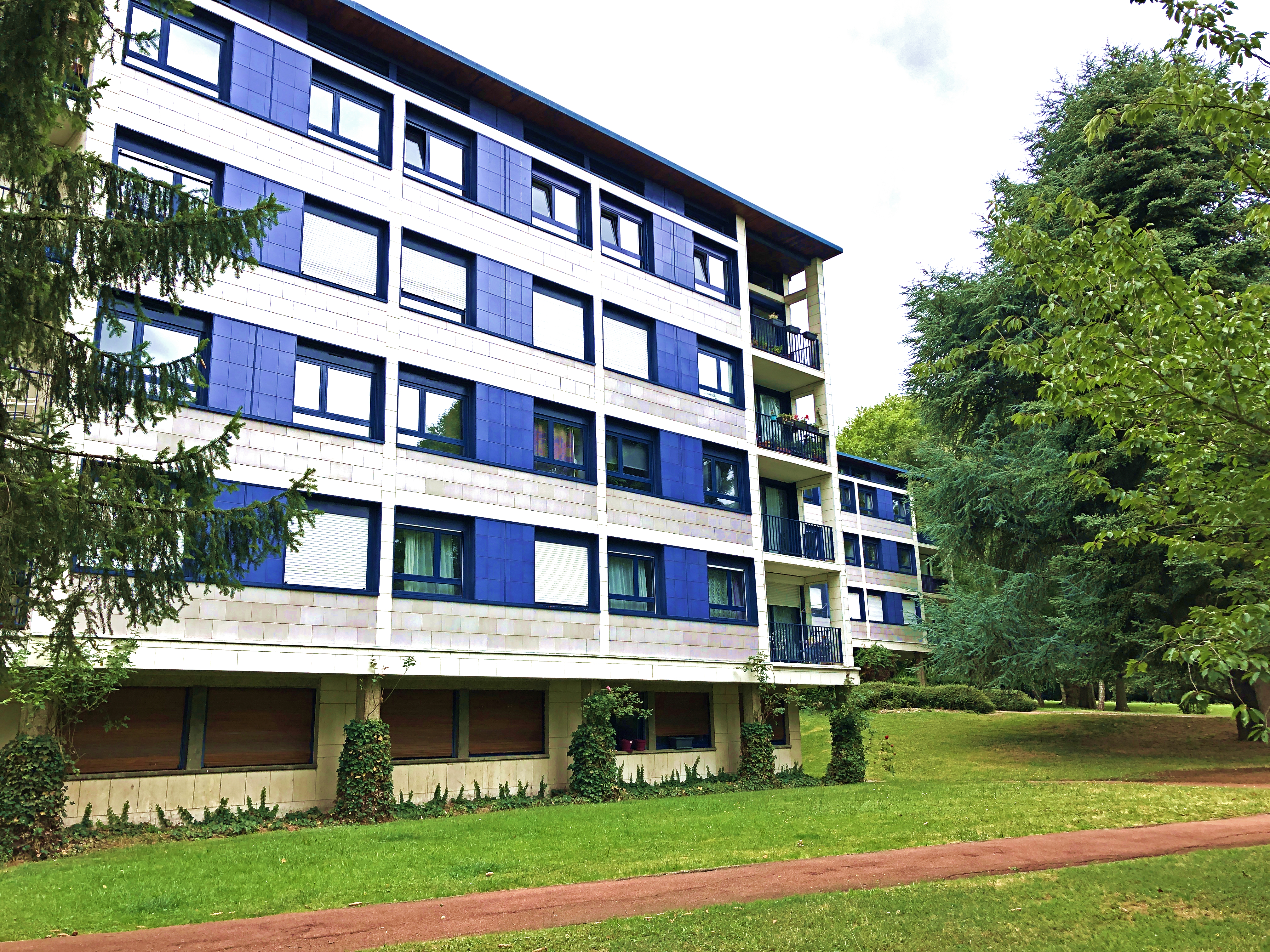
Immeuble de la résidence du Parc.

- Le château Beauséjour, actuel hôtel de ville. Construit juste après la Révolution, la propriété s'étendait depuis la route de Versailles jusqu'à la rue de la Paix. Les derniers propriétaires le cèdent à la commune en 1937 qui en fera l'hôtel de ville après de nombreuses transformations.

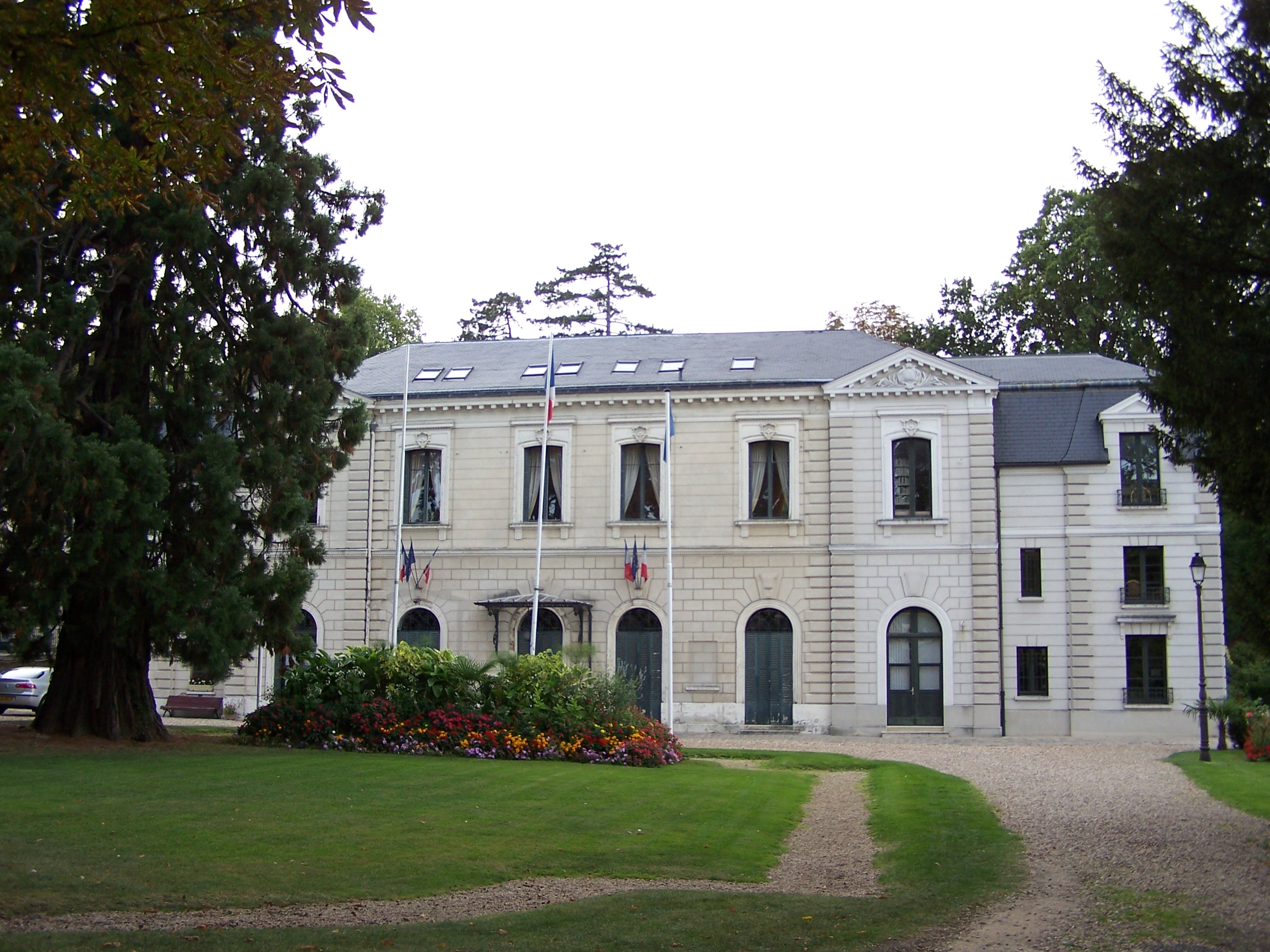
Château de Beauséjour - actuelle mairie de Louveciennes.

- Le château de Prunay, situé à flanc de colline sous le hameau de Voisins, chemin de Prunay. Un premier château fut construit vers la fin du XVIIIe siècle et le début du XIXe siècle ; détruit au cours du XIXe siècle, il fut rebâti au début du XXe siècle. Sa ferme fut lotie et est devenue le Hameau de Louveciennes. On peut encore y voir un pigeonnier.

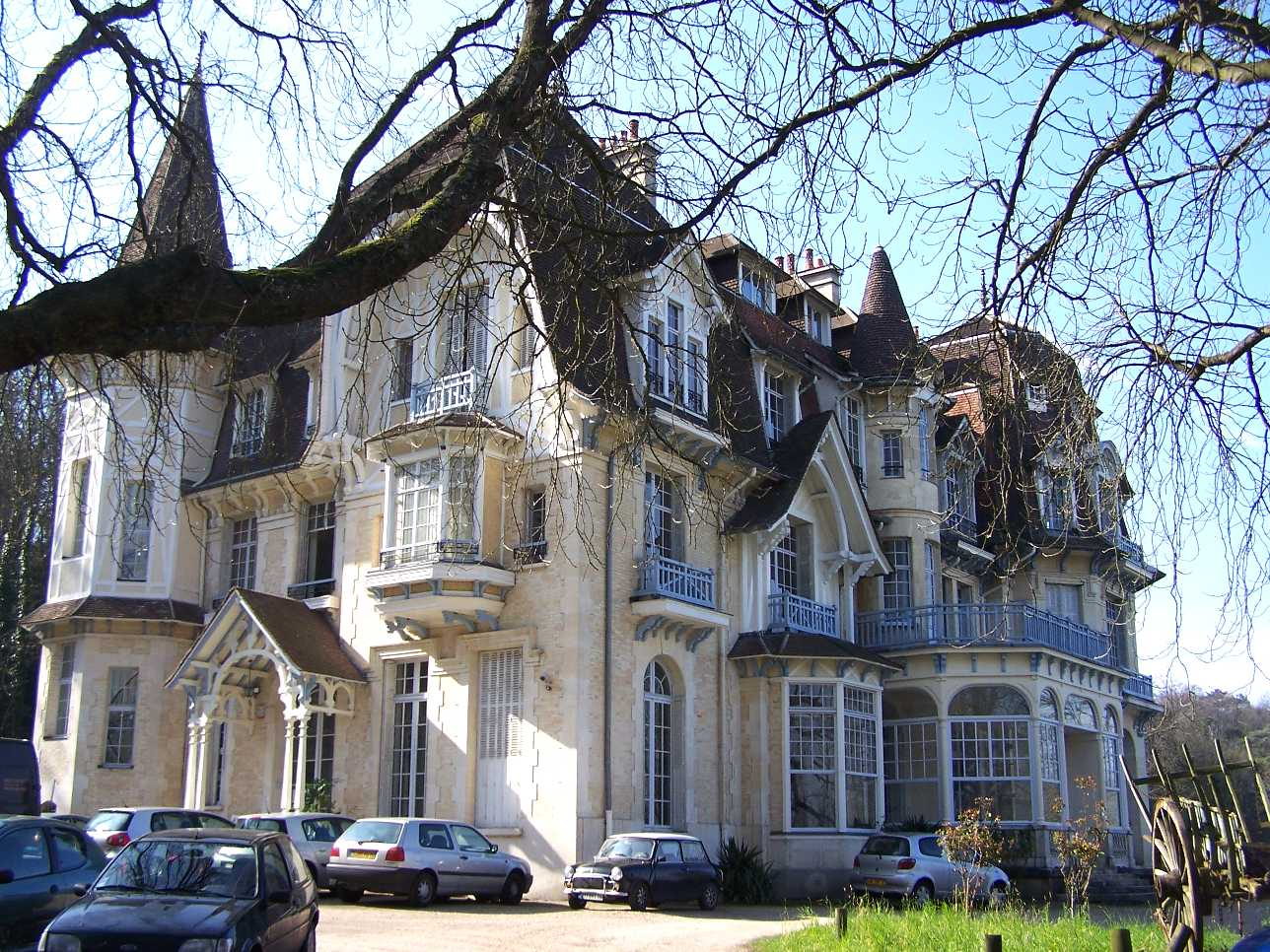
Le château de Prunay.

- Le château Louis XIV a été construit entre 2008 et 2011 par l'homme d'affaires saoudien Emad Khashoggi (déjà propriétaire du château du Verduron à Marly-le-Roi). Il a été construit sur les terres de l'ancien château du Camp (construit par le Dr Duborgia en 1888), lui-même installé à l'emplacement d'un ancien camp militaire destiné à accueillir les régiments employés à la construction du château de Marly. Il a été conçu sur le modèle du château de Vaux-le-Vicomte, afin de répondre aux canons et aux règles de proportions et d’ornementation issues de l’Antiquité, tels qu’ils étaient régulièrement repris au cours du XVIIe siècle. Le château Louis XIV est un bâtiment économe en énergie, entouré de douves sur trois de ses côtés et se compose de 7 000 m2 construits dont 5 000 m2 habitables. Mohammed ben Salmane Al Saoud, le prince héritier d'Arabie Saoudite, en fait l'acquisition en septembre 2015 pour 275 millions d'euros[19].

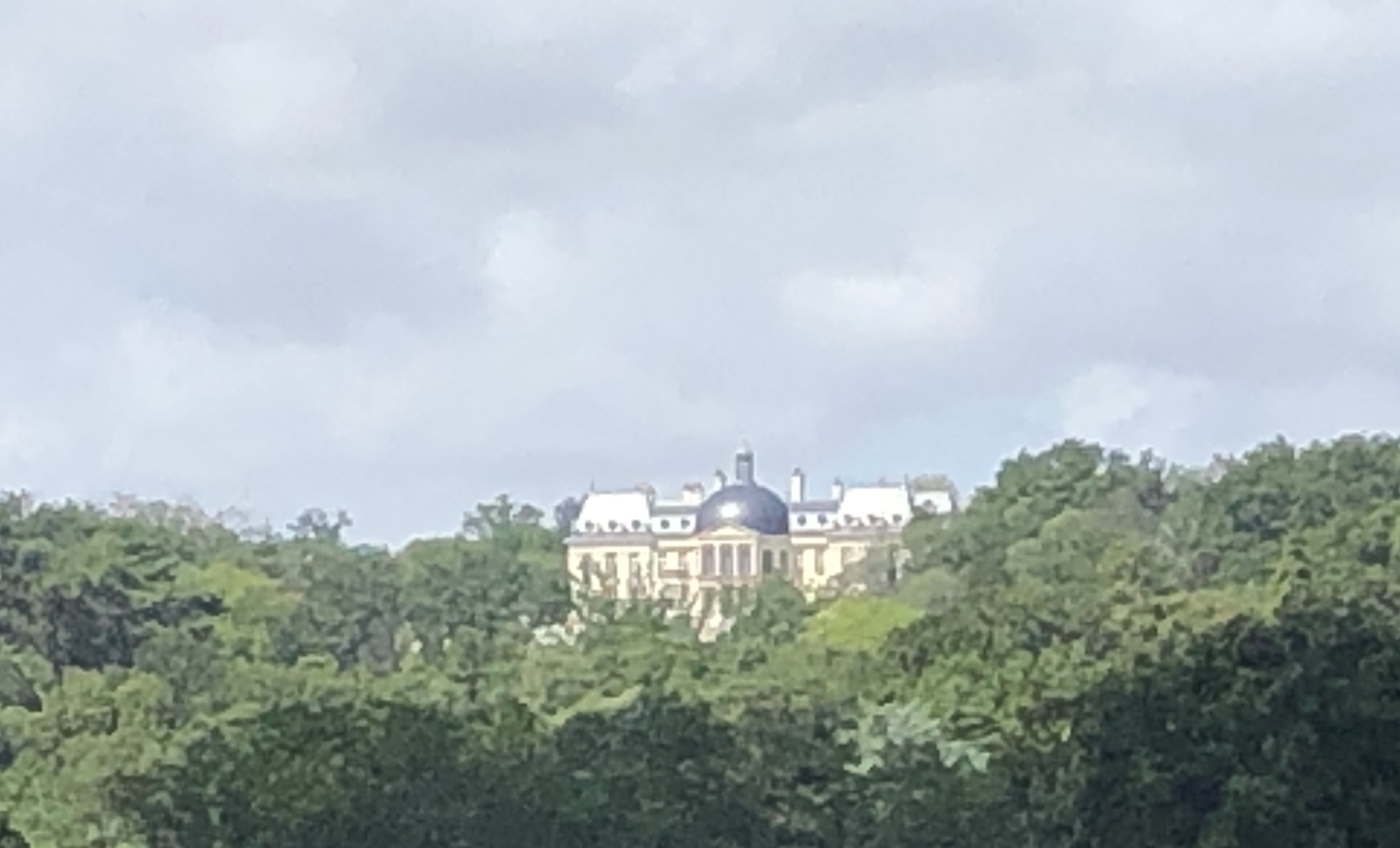
Le château Louis XIV à Louveciennes vu depuis la colline de La Celle-Saint-Cloud.
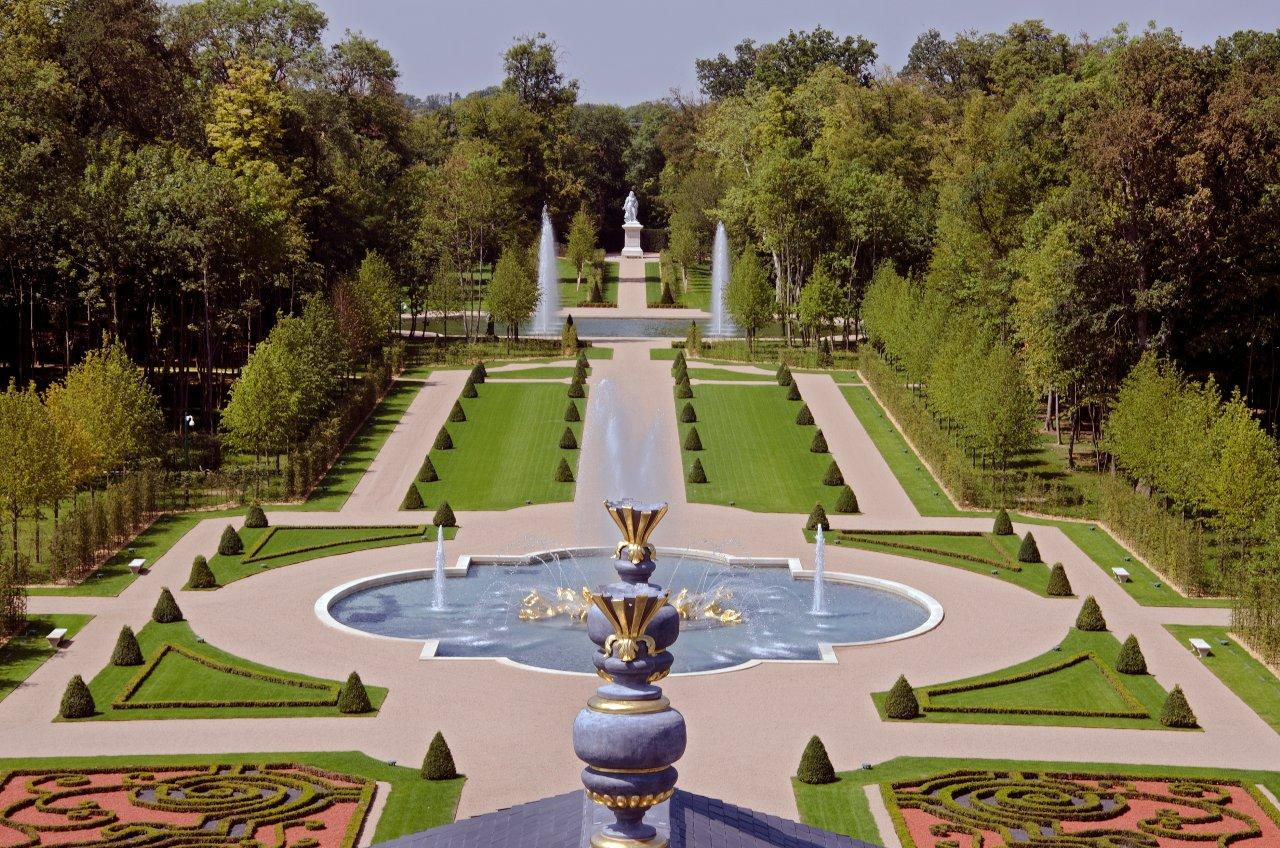
Les jardins du château.

- Le pavillon de la Châtaigneraie, vaste maison de style colonial construite au début des années 1920 pour le maréchal Joffre après la fin de sa carrière militaire, ainsi que le mausolée dans lequel repose le maréchal, au cœur du parc du domaine de la Châtaigneraie[52].

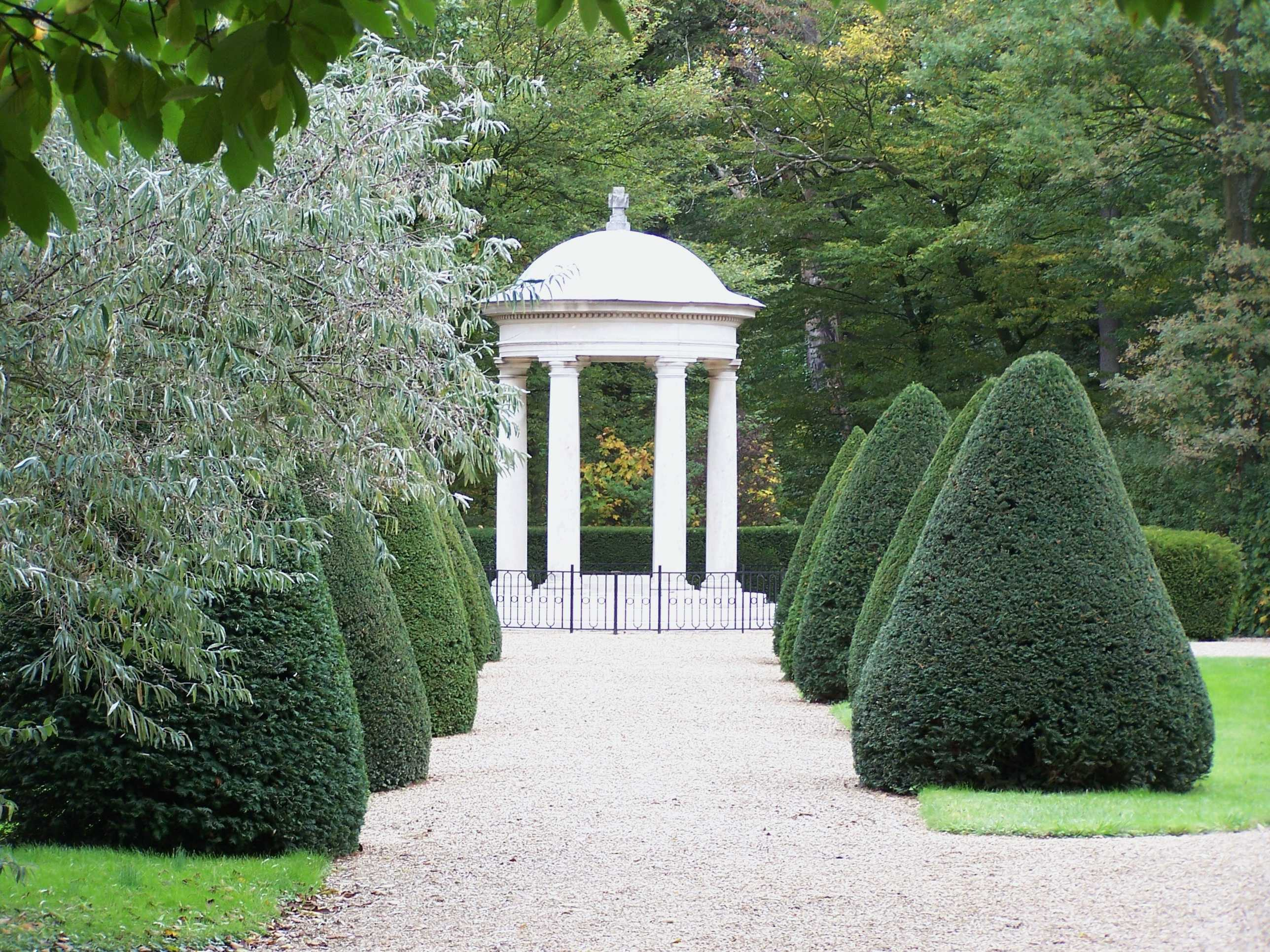
Mausolée du Maréchal Joffre à la Châtaigneraie - Louveciennes.

- Le manoir du Cœur-Volant, situé le long de la côte du Cœur-Volant, y résidèrent le comte de Paris et sa famille de 1953 à 1976. Ce manoir fut construit en 1819 et fut occupé par de nombreux propriétaires, dont madame Lydie Aubernon de Nerville (1824-1899), qui y tint un salon littéraire : elle serait un modèle potentiel de Madame Verdurin dans La Recherche, roman de Marcel Proust. Le parc, la propriété et ses dépendances sont morcelés en quatre lots en 2003[53].

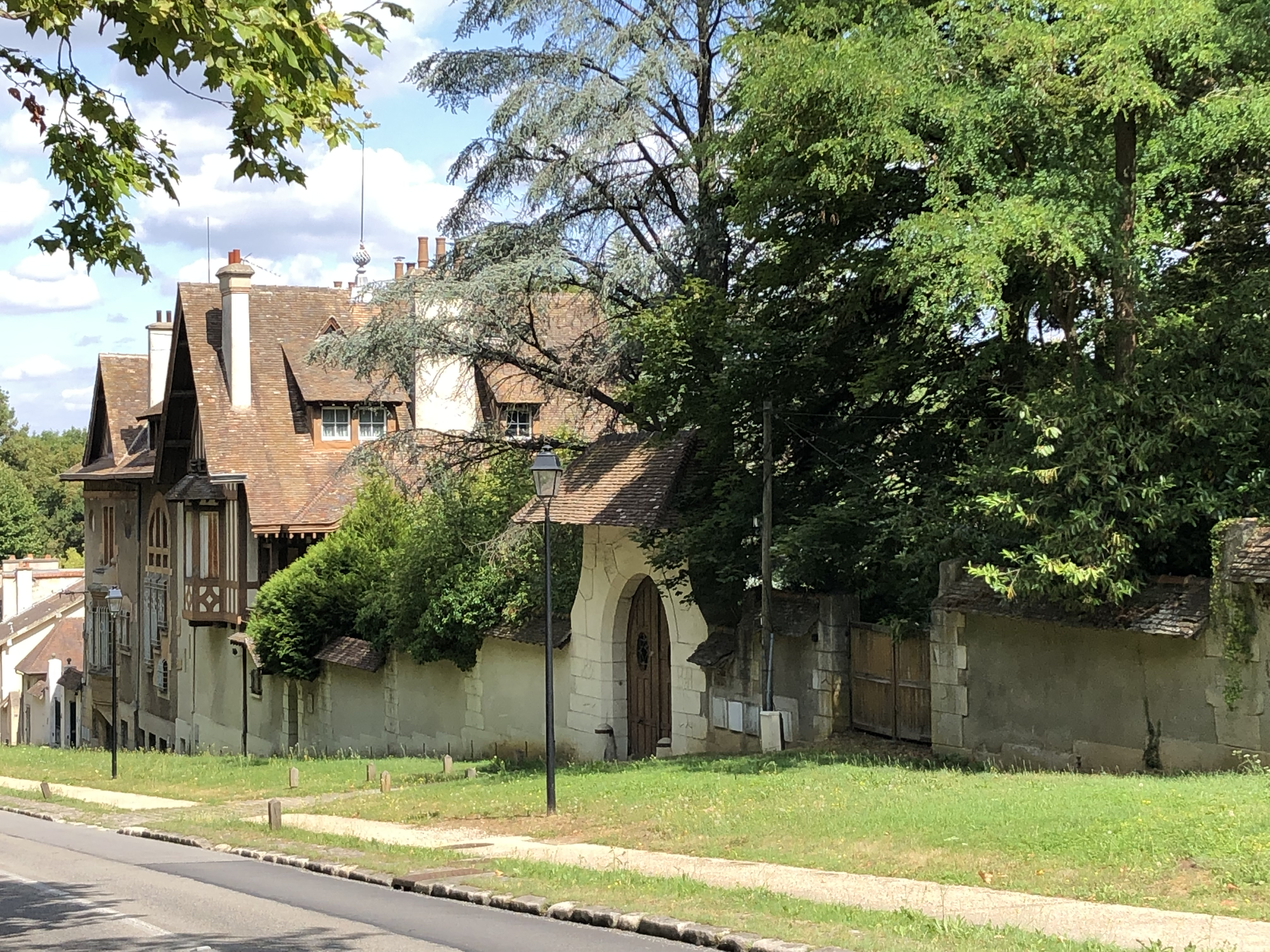
Le manoir du Cœur Volant sur la côte éponyme.

- La propriété Pellechet, au Cœur-Volant. Construite en 1744 pour loger des habitants chassés par la construction de l'abreuvoir du château de Marly, elle fut occupée par la famille Pellechet à partir de 1855 qui la restaura ainsi que les jardins.

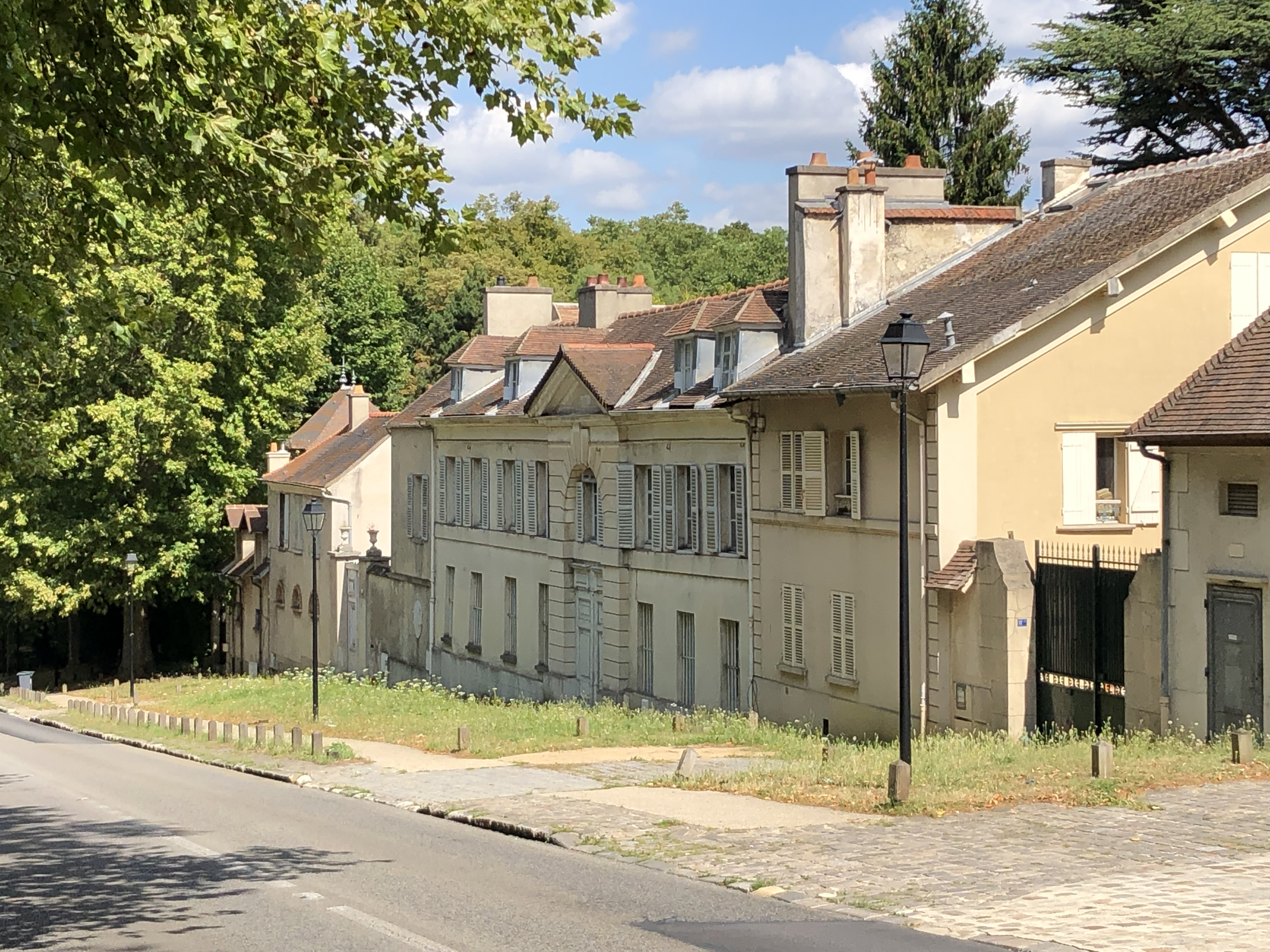
La maison Pellechet.

- Le Musée du domaine royal de Marly, situé à l'entrée du parc de l'ancien château de Marly, à la grille royale en haut de la côte du Cœur Volant.

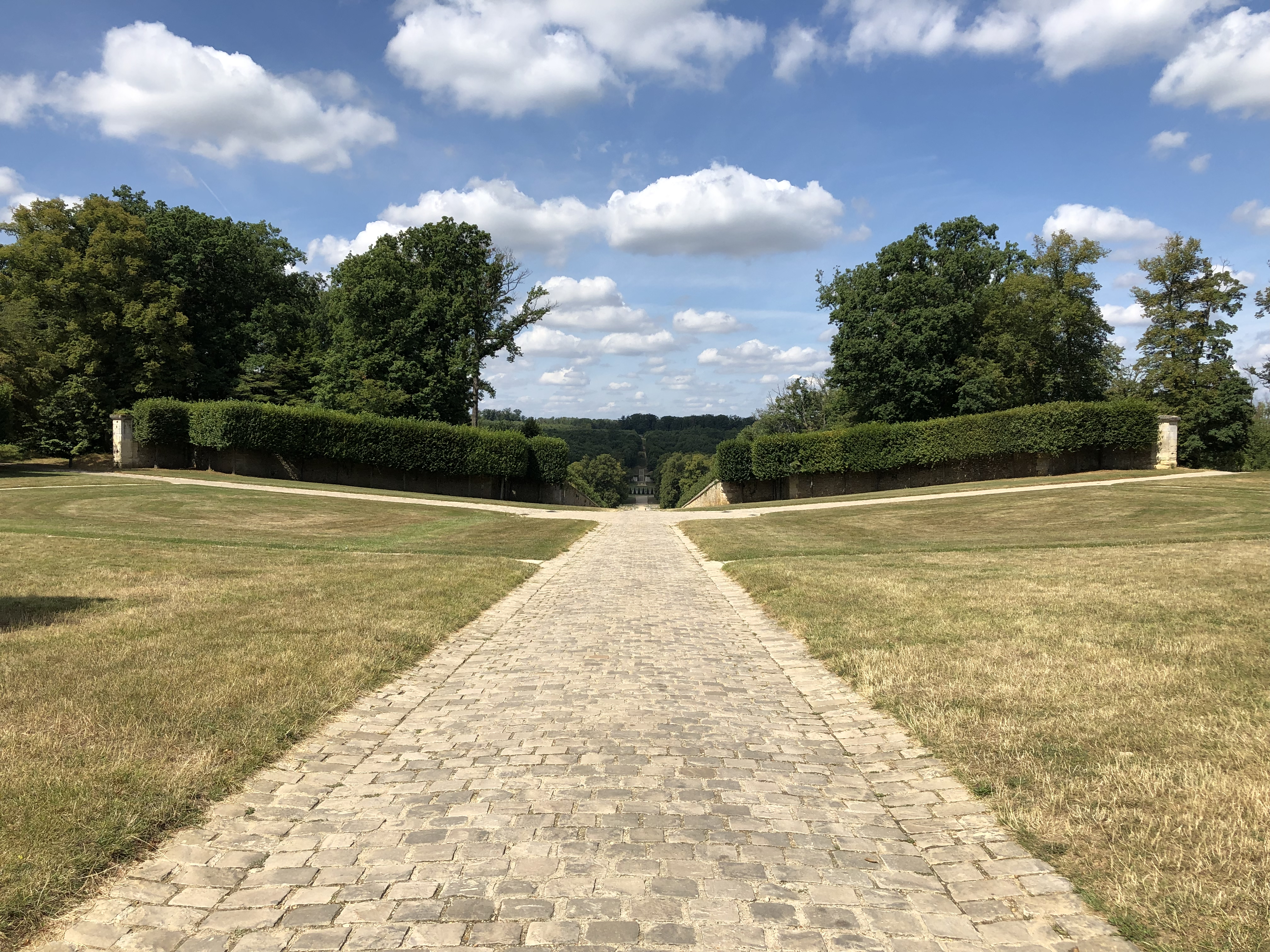
L'allée menant à l'ancien château depuis la grille royale, côté Louveciennes.
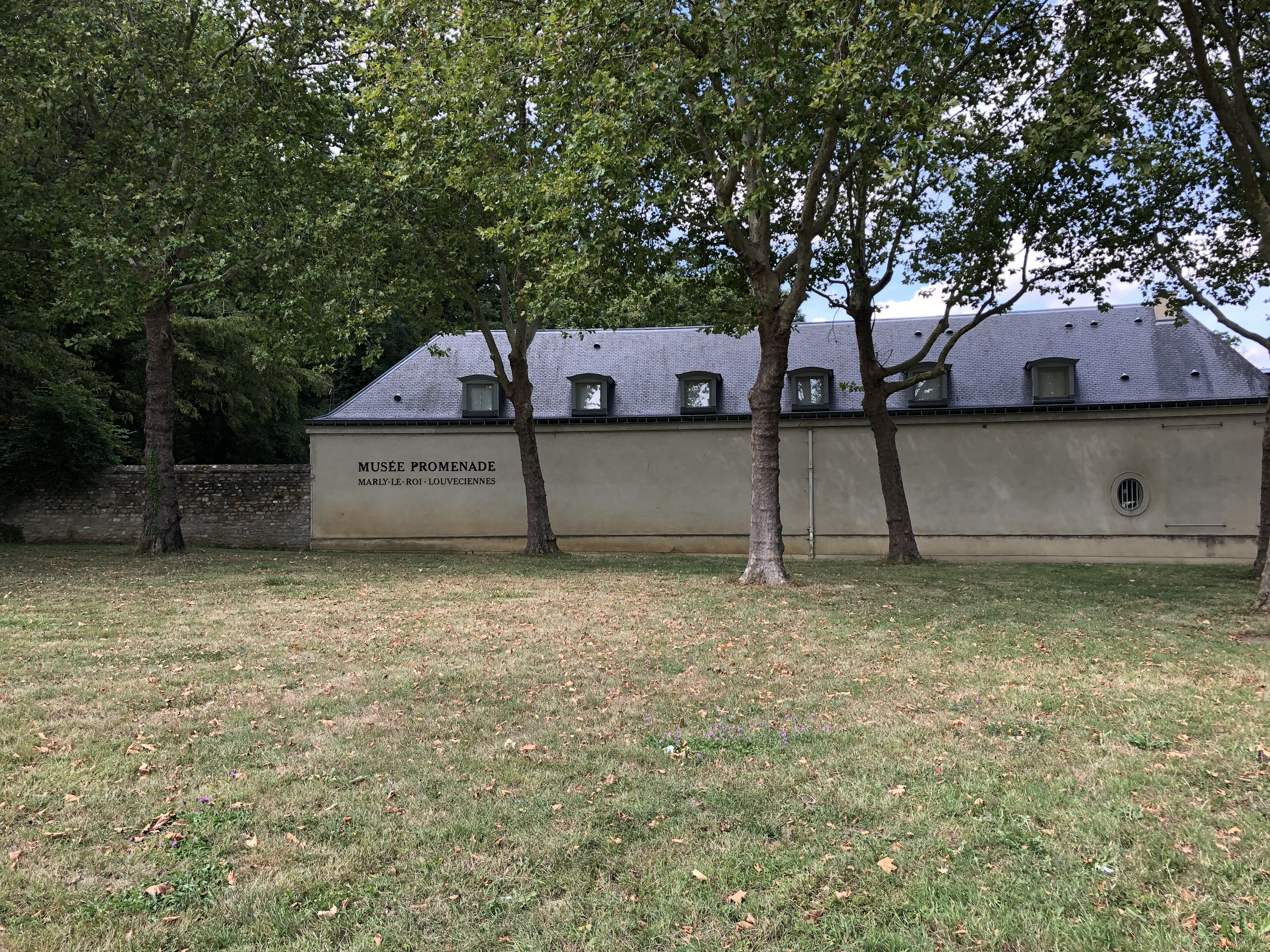
Le musée à l'entrée du parc du château.
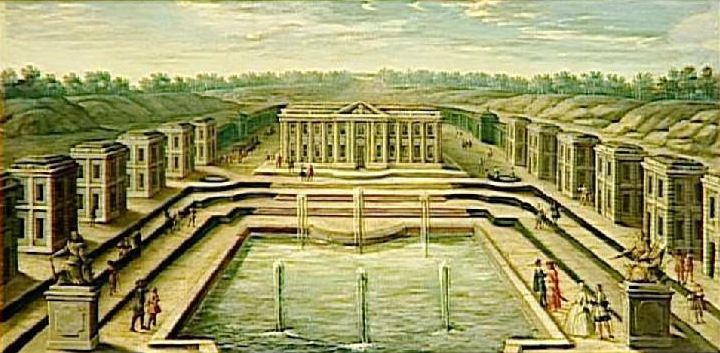
Vue du château et des pavillons.

- La ferme des Deux portes. Située sur la route de Versailles, en face de la route des deux portes séparant le parc du château de Marly de la plaine du Trou d'enfer. Elle fut au temps de Louis XIV une des fermes dépendantes du château de Marly. Elle fut notamment occupée par le député Jean-Paul Palewski.
- La poste de Louveciennes, place des Combattants, bâtiment remarquable construit en 1935 et inauguré en 1936 (architecte M. Picard). Bâtiment classé à l'inventaire du Patrimoine.

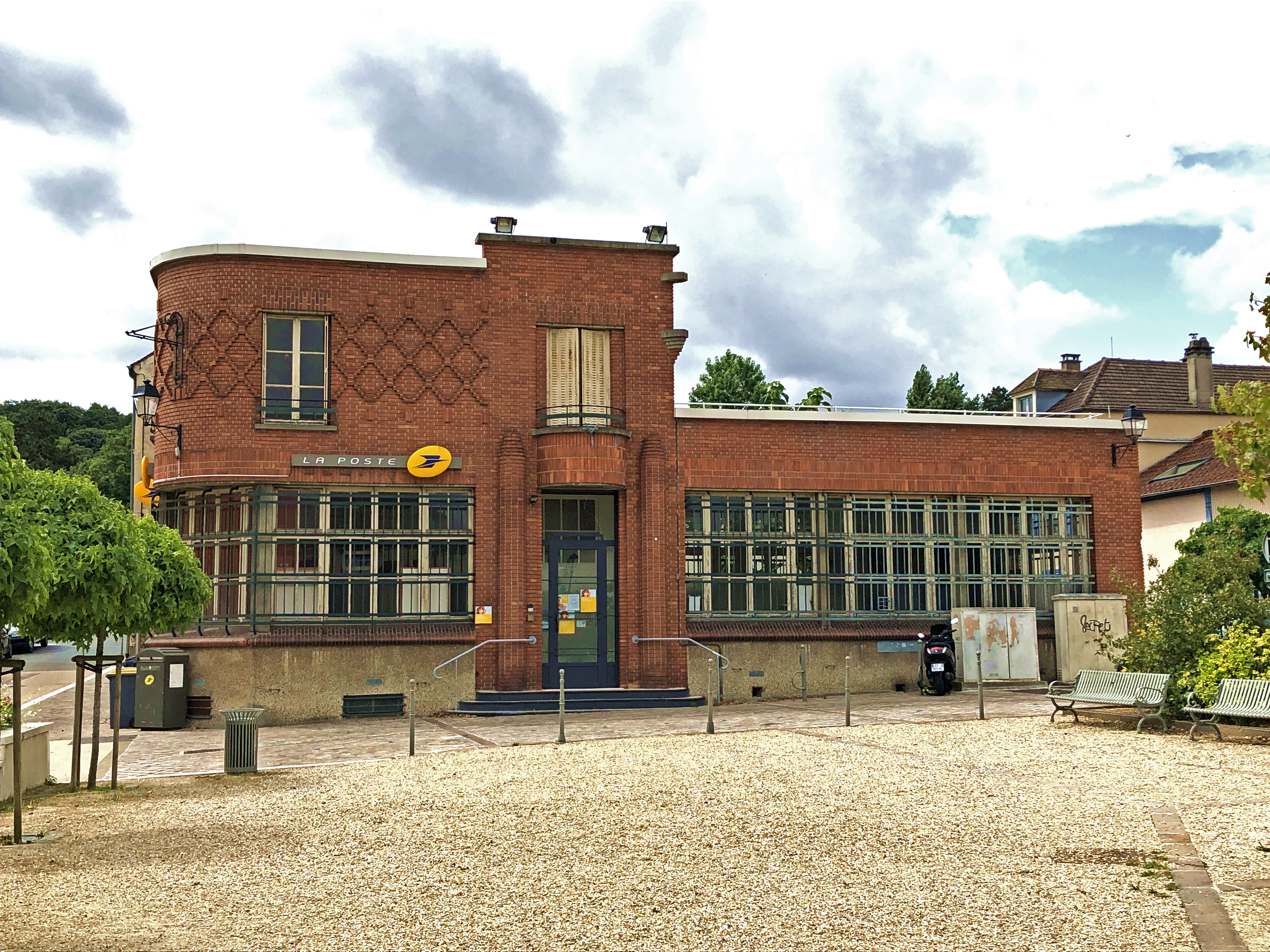
La Poste de Louveciennes.

- L'école Doumer rue du Président-Paul-Doumer, très beau bâtiment datant de 1932 et arborant de magnifiques fresques en mosaïque.
- La colonne commémorative des frères Montgolfier, ultime vestige de la propriété de François-Antoine de Boissy d'Anglas.

### Lieux-dits et lieux remarquables
- La plaine de Villevert, prolongeant au sud la plaine du Trou d'enfer et le parc du château de Marly. Elle est bordée au sud par l'autoroute de Normandie. Elle fut le lieu d'une bataille mémorable lors de la guerre de 1870. Par la suite, elle fut affectée au quartier général de l'OTAN, le SHAPE, Le grand quartier général des puissances alliées en Europe (SHAPE en anglais). C’est en 1951 que l’OTAN décide d’implanter son état-major à Louveciennes. Il était précédemment situé à l’hôtel Astoria, avenue des Champs-Élysées. Le SHAPE de Louveciennes connaissait plusieurs annexes dont le camp de Voluceau sur la commune de Rocquencourt, depuis occupé par l’INRIA, et un abri anti-atomique situé dans la carrière des Champs-Fleuris au Mesnil-le-Roi sous la forêt de Saint-Germain-en-Laye. Le lycée du SHAPE, devenu depuis lycée international de Saint-Germain-en-Laye, accueillait au château d’Hennemont les enfants des militaires étrangers présents au SHAPE. À proximité du château, sur la plaine d’Hennemont qui relie la forêt de Saint-Germain à celle de Marly, fut aussi construit « le village du SHAPE », comprenant 163 logements pour le personnel militaire du SHAPE. Après le départ du SHAPE, le terrain de la plaine de Villevert fut occupé par CII Honeywell Bull et restera en friche au départ de cette entreprise. Le terrain fut ensuite la propriété de Unibail-Rodamco-Westfield (déjà propriétaire de Parly 2), qui l’a cédé en 2021 à un autre promoteur pour un projet de 1000 logements. 48° 50′ 39″ N, 2° 06′ 24″ E.

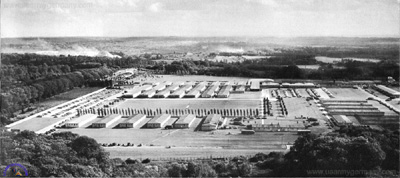
La plaine de Villevert et le SHAPE à Louveciennes au milieu des années 1960.

- Le Trou d'Enfer. Plaine semi-boisée, située en majeure partie sur le territoire de Marly-le-Roi, elle fait la jonction avec le parc du château de Marly, en haut du tapis vert, dont elle est séparée par la route forestière des deux portes. Au sud elle est bordée par la plaine de Villevert. Dans cet espace clos, on trouve une ferme encore en activité, la ferme du trou d'enfer et qui fut une dépendance du château de Marly, ainsi que le fort du Trou-d'Enfer qui faisait partie du système de fortifications avancé de Paris. Ce territoire giboyeux fut jusqu'en 1995 dévolu aux chasses présidentielles. Il est aujourd'hui géré par l'ONF et visitable lors des journées du patrimoine. 48° 50′ 57″ N, 2° 05′ 12″ E

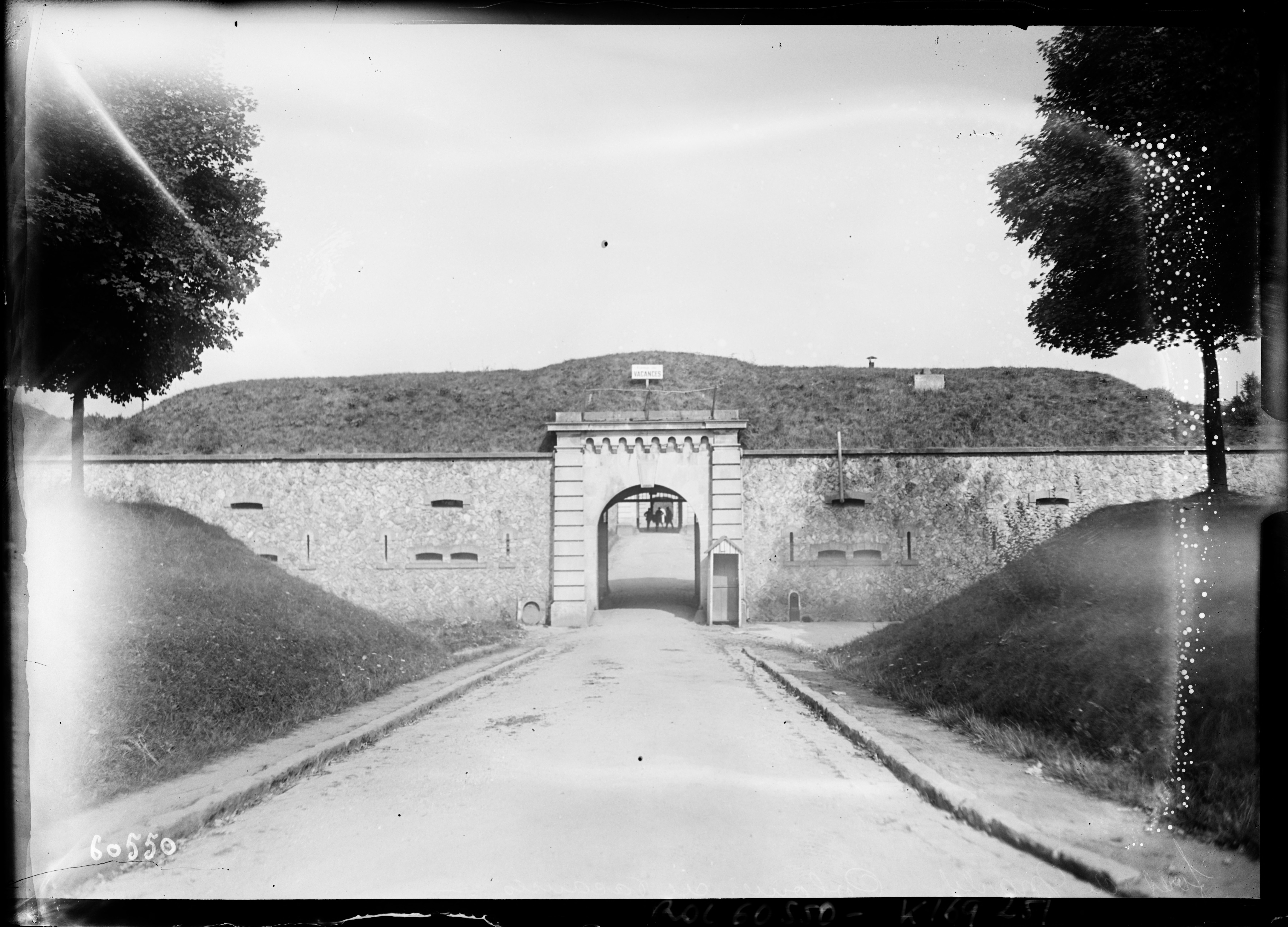
L'entrée du fort du Trou d'enfer.

- Le hameau du Cœur-Volant, en bordure du parc de l'ancien château de Marly, comprenant notamment le Manoir du Cœur-Volant dans lequel résidèrent le Comte de Paris et sa famille des années 1950 aux années 1970. Dès 1699, le hameau fut constitué par la construction d'habitations pour reloger les familles expropriées par les travaux de l'abreuvoir. Au cours des décennies suivantes, le hameau se peupla de cabarets et de maisons domaniales choisies pour leur proximité avec le château royal. Entre la côte du Cœur-volant et la nationale 186 (route de Versailles), on trouve de nombreuses propriétés.48° 51′ 52″ N, 2° 06′ 17″ E

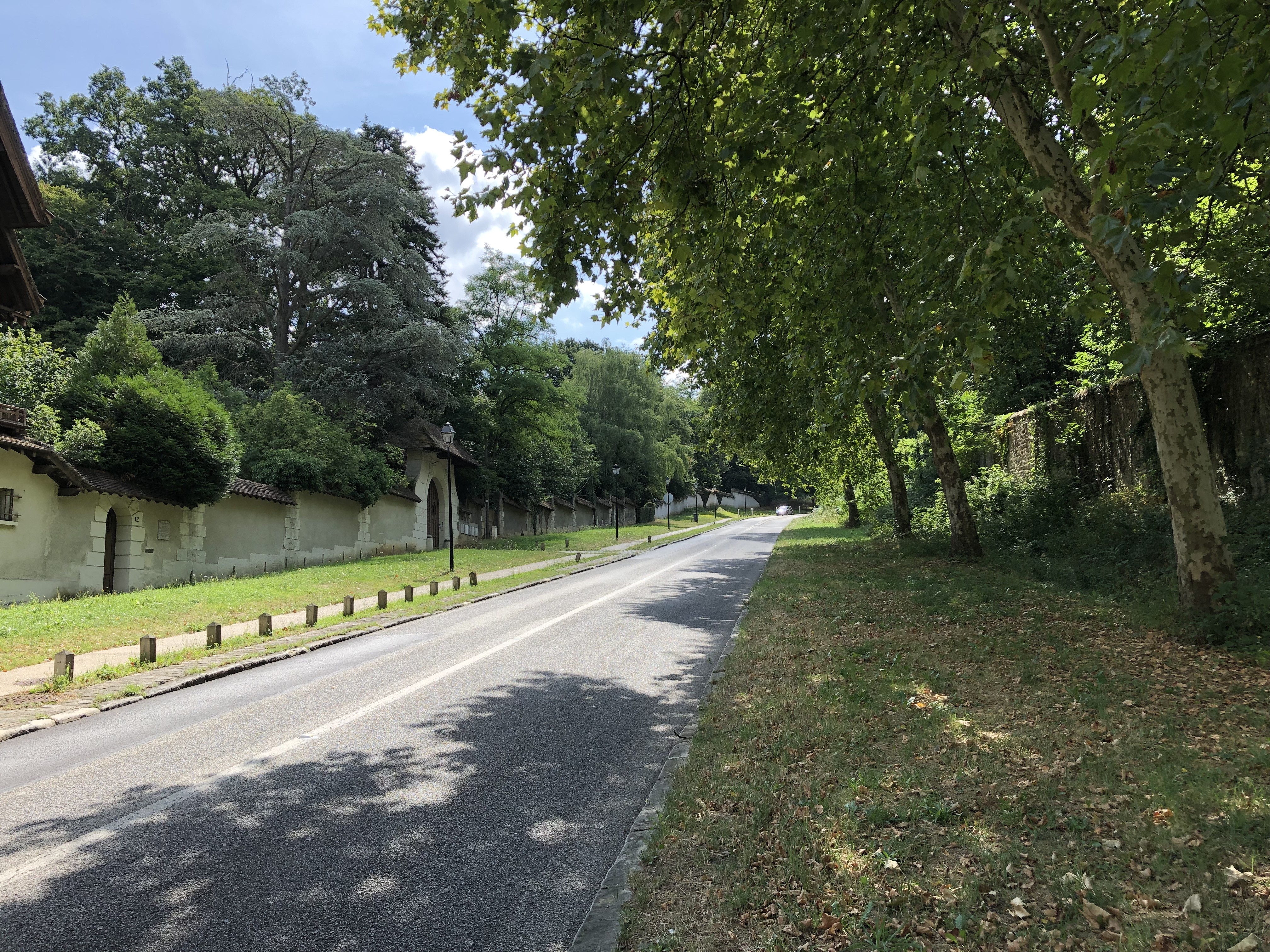
La côte du Cœur volant.

- Le hameau de Voisins, ancien hameau à l'écart du village, où l'on trouve le château de Voisins et le château de Mme du Barry.48° 52′ 01″ N, 2° 07′ 08″ E

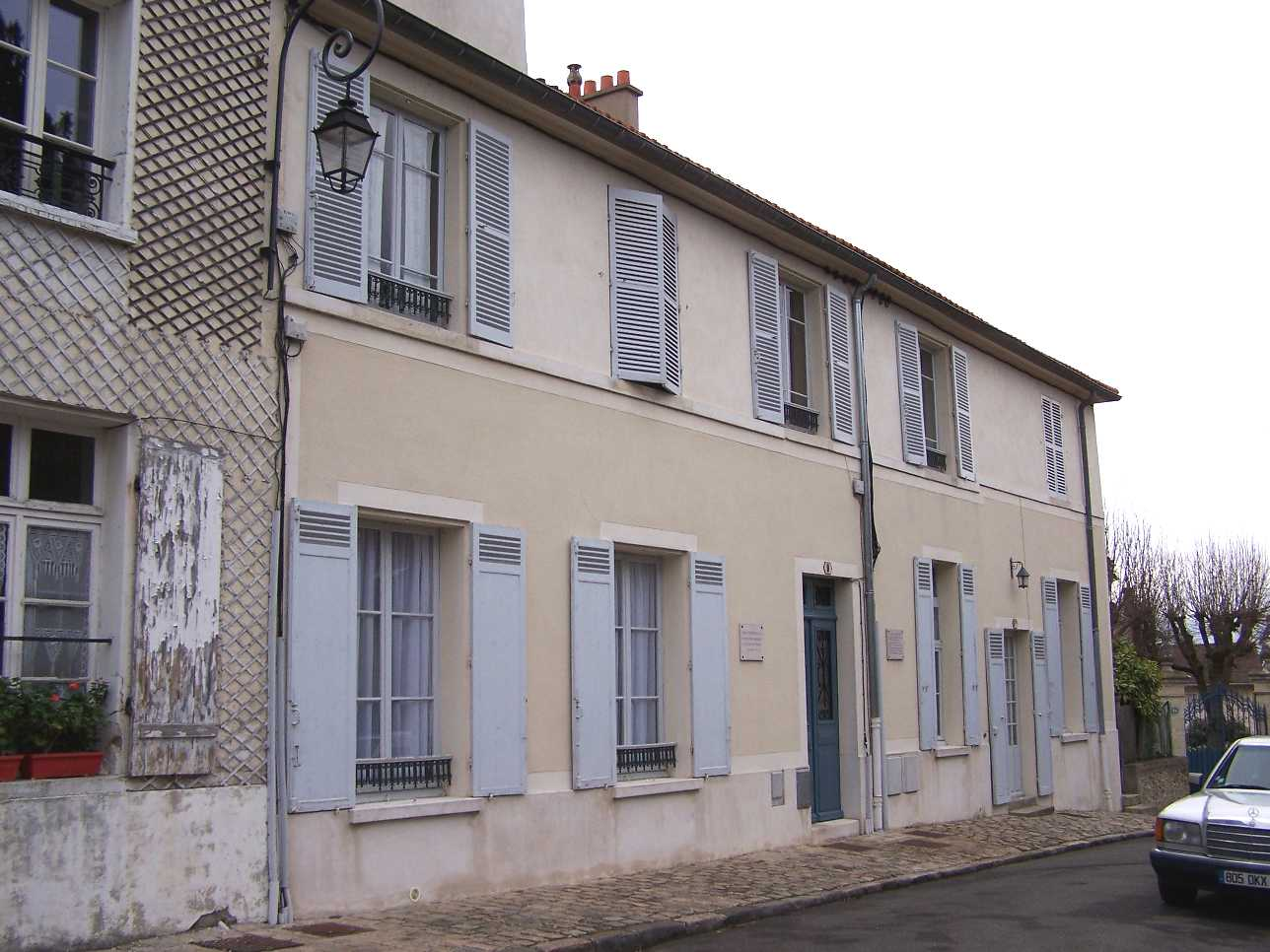
La maison d'Auguste Renoir au hameau de Voisins (place Dreux).

- Le hameau de Montbuisson, ancien hameau à l'écart du village, il fut habité autrefois par des cultivateurs qui avaient des vignes dans le quartier des Coteaux qu'il jouxte à l'ouest. Une maison de retraite y fut installée dans l'ancienne demeure Thureau dont le parc fut loti et est aujourd'hui occupé par les immeubles de la résidence Montbuisson.48° 51′ 33″ N, 2° 07′ 12″ E

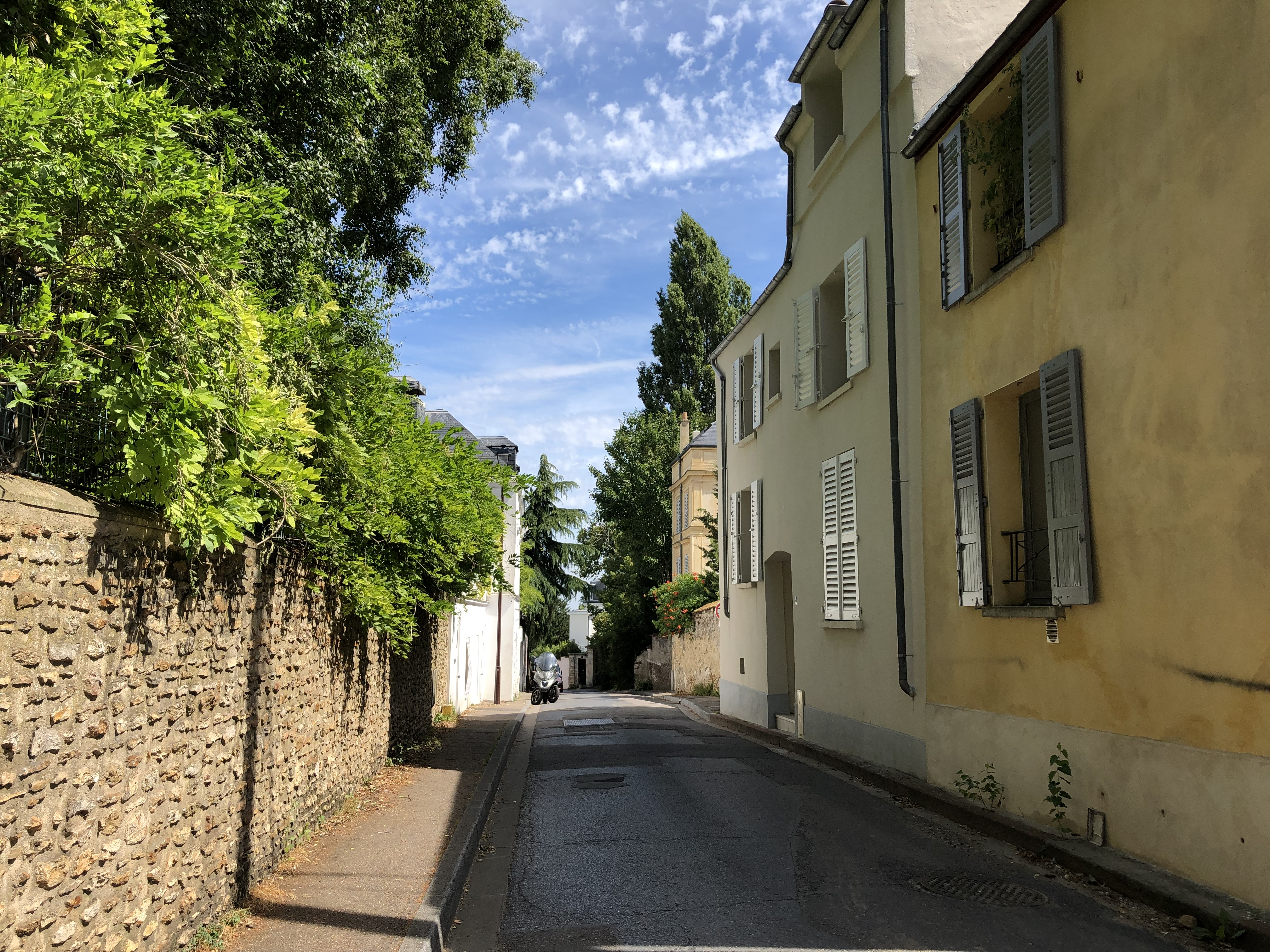
La rue de Montbuisson à Louveciennes.
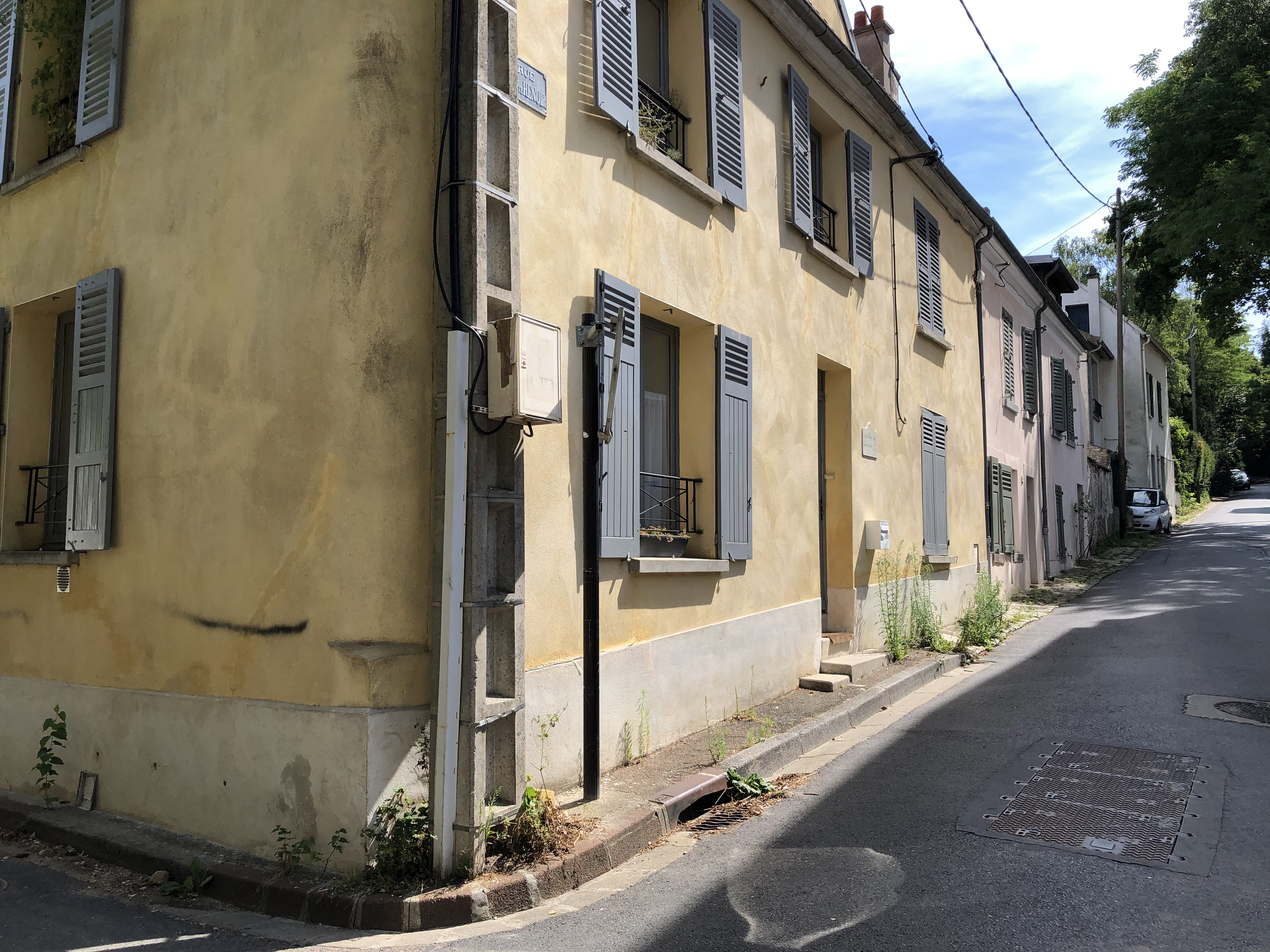
Au coin de la rue Auguste-Renoir, à Louveciennes.
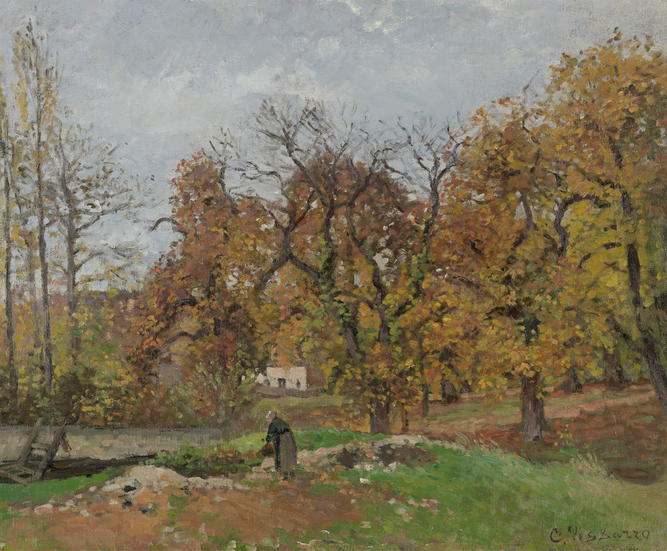
Le ru de Montbuisson, peint par Pissarro.

- La forêt ou bois de Louveciennes faisant partie de la forêt domaniale de Marly, mais séparée de celle-ci par la nationale 186 (ancienne voie de Versailles à Saint-Germain-en-Laye). Elle forme un même ensemble avec le bois de Beauregard, situé à la Celle-Saint-Cloud, dont elle est séparée par les terres du château Louis XIV. 48° 51′ 20″ N, 2° 07′ 00″ E
- Le chemin des Gressets, il borde par le sud-ouest le Bois de Louveciennes. Il longe les grands réservoirs de Louveciennes, situés en vis-à-vis des grands réservoirs de Marly construits sous Louis XIV pour recueillir les eaux de la machine de Marly.48° 51′ 23″ N, 2° 06′ 34″ E
- Les Champs-Louis, champs cultivés entre le chemin des Gressets et le Bois de Louveciennes, comportant notamment des vergers et des parcelles gérées par des associations. 48° 51′ 07″ N, 2° 07′ 02″ E
- Le Hameau de la ferme, sous le hameau de Voisins, le long du chemin de Prunay descendant à la Seine. 48° 52′ 25″ N, 2° 07′ 01″ E

### Personnalités liées à la commune

#### Personnalités historiques
- Louis Oger de Cavoye (1640-1716), Grand Maréchal des Logis de la maison du roi en 1677, habita au château de Voisins.
- Arnold de Ville (1653-1722), ingénieur en chef de la machine de Marly, habita le pavillon des Eaux, chemin de la Machine à Voisins.
- Louise Élisabeth de Bourbon-Condé (1693-1775), princesse de Conti, habita au château de Voisins.
- Pierre Alexis Magallon de la Morlière (1707-1798), lieutenant général de Louis XV, vécut au château de Louveciennes de 1765 à 1795.
- Madame du Barry (1743-1793), maîtresse de Louis XV, habita le pavillon des Eaux et en fit le château qui porte son nom.
- Romain-Vincent Jeuffroy (1749-1826), graveur en pierre fine et médailleur, y est décédé.
- Élisabeth Vigée Le Brun, peintre et portraitiste (1755-1842), vivra entre Paris et Louveciennes à partir de 1809. À sa mort, elle sera inhumée dans le cimetière de ce village où sa tombe est toujours visible. Elle habita le château des Sources dans sa première version et peignit dans la Petite Folie du château de Louveciennes.
- André Chénier (1762-1794), poète, fut hébergé par Mme Le Coulteux au domaine de Voisins et la célébra dans ses poèmes sous le nom de Fanny.
- Bernard Pierre Magnan (1791-1865), maréchal de France, résida au château de Louveciennes de 1852 à 1865.
- Leconte de Lisle (1818-1894), poète, résida souvent au pavillon de Voisins et y mourut.
- Lucile Doux (1821-1896), artiste peintre, mourut à Louveciennes.
- Madame Aubernon (1825-1899) qui tient un célèbre salon à Paris, décéda dans sa propriété du Cœur-Volant.
- Félix Guyon (1831-1920), chirurgien, fondateur de l'École française d'urologie, habita une maison le long de la RN 186.
- Camille Saint-Saëns (1835-1921), compositeur, vécut dans le village de Voisins de 1865 à 1870.
- Auguste Renoir (1841-1919), peintre, séjourna quelque temps chez ses parents installés au hameau de Montbuisson en 1868, puis résida dans celui de Voisins, place Dreux, de 1869 à 1870.

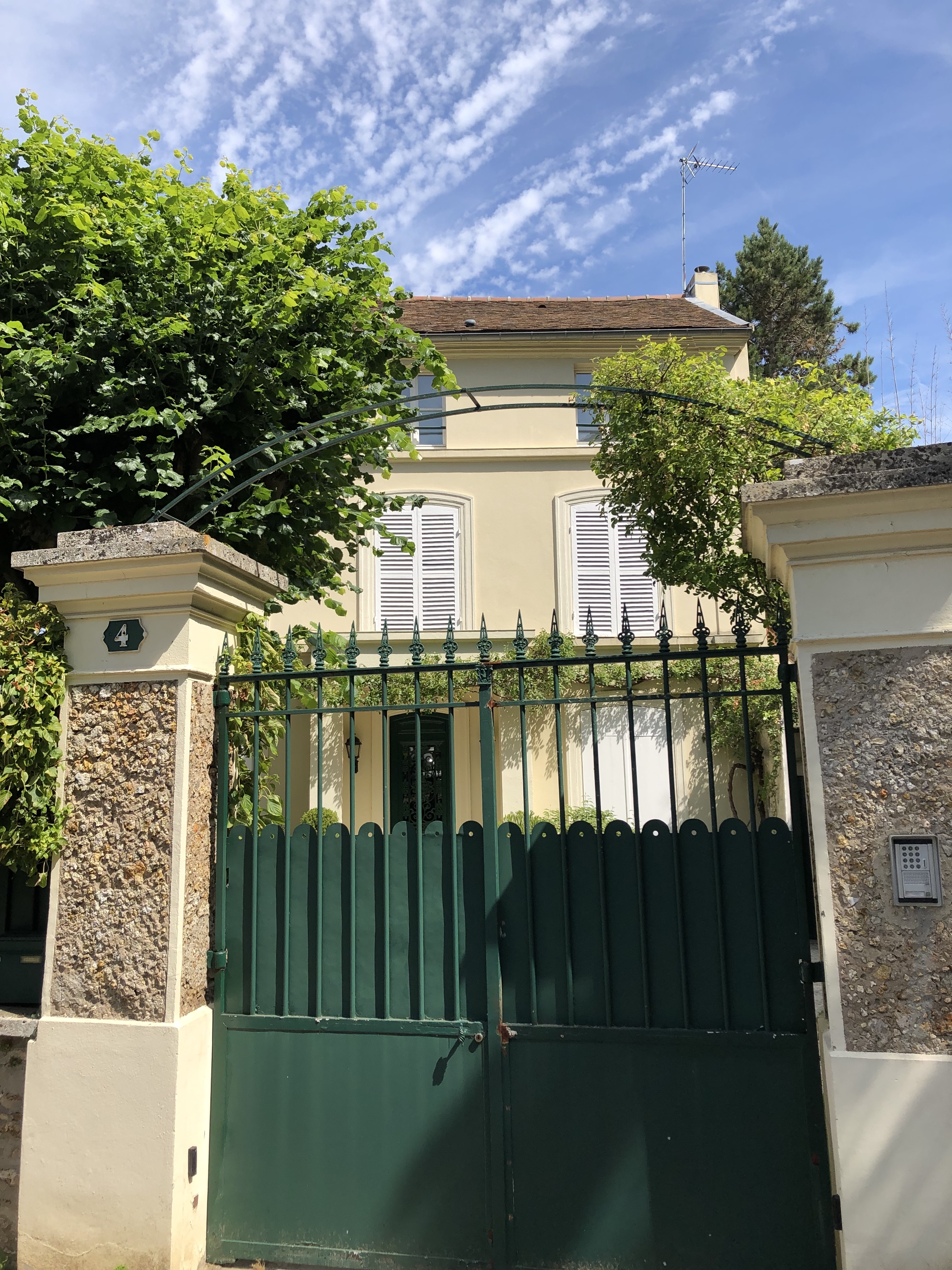
Maison Auguste Renoir à Montbuisson (Louveciennes).

- Joseph Joffre (1852-1931), maréchal de France, mort en 1931, repose à Louveciennes. Il demeurait au pavillon de la Châtaigneraie qu'il avait fait construire, à l'entrée de l'avenue des Gressets (à l'angle de l'actuelle rue du Maréchal-Joffre, au no 25). Il est enterré dans un mausolée à sa mémoire dans le parc de la propriété[52].
- Louis Bouquet (1885-1952), artiste peintre, fresquiste vint s'installer dans la commune vers 1915.
- Julien Cain (1887-1974), directeur de la Bibliothèque nationale, eut, dans le village de Voisins, une propriété devenue aujourd'hui une maison de la culture qui porte son nom.
- Henri Louis Marie Bouvelet, poète, écrivain (1888-1912) né à Louveciennes, ses parents parisiens y avaient résidence d'été.
- Dwight D. Eisenhower (1890-1969), commandant des forces alliées en Europe puis Président des États-Unis, a résidé à Louveciennes au SHAPE et déclaré à ce propos « qu'il y avait passé les plus belles années de sa vie ».
- Charles Münch (1891-1968), chef d'orchestre, habita à Voisins à partir de 1958.
- Louis de Broglie (1892-1987), mathématicien et académicien, vécut à Louveciennes et y mourut en 1987.
- Jean-Paul Palewski (1898-1976), homme politique, avocat, député de Seine-et-Oise puis de la circonscription de Saint-Germain-en-Laye, président du conseil général des Yvelines, habitait la ferme des Deux Portes. C'est à lui que l'on doit le nom du nouveau département des Yvelines créé en 1964.
- Lilly Daché (1898-1989), chapelière et créatrice de mode française.
- Jean Ève (1900-1968), peintre, mort à Louveciennes.
- Kurt Weill (1900-1950), compositeur allemand persécuté par les nazis, auteur, entre autres, de la musique de L'Opéra de quat'sous, trouva refuge à Voisins de 1933 à 1935.
- Louis Merlin (1901-1976), homme de radio, vécut à Louveciennes.
- Anaïs Nin (1903-1977), femme de lettres franco-américaine, habita une maison à Louveciennes entre 1931 et 1935 avec son mari Ian Hugo. L'acteur Jean-Hugues Anglade a habité sa maison au cours des années 1990.

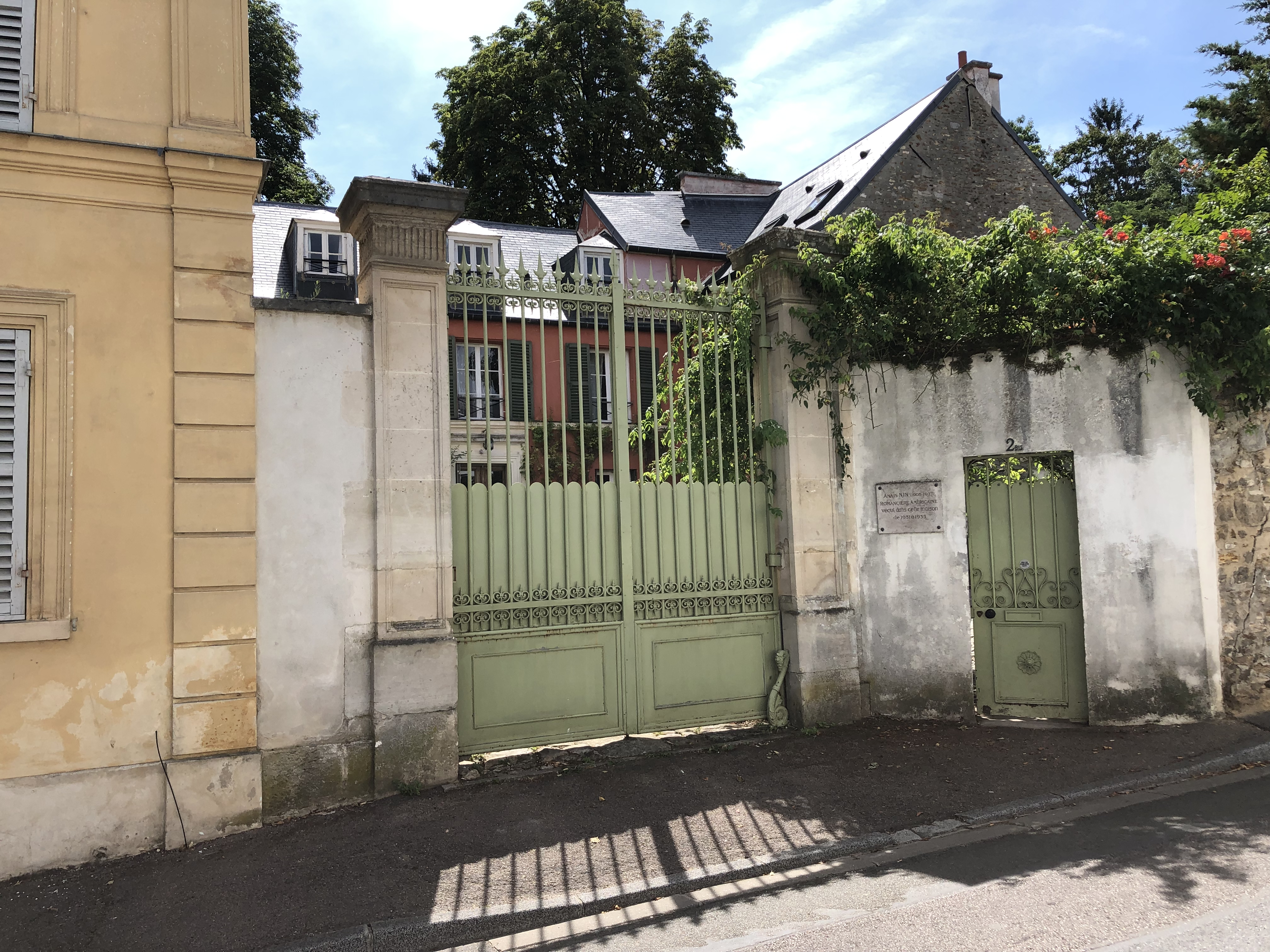
Maison d'Anais Nin à Montbuisson (Louveciennes).

- Le célèbre couturier Karl Lagerfeld[48].
- Pierre Lazareff (1907-1972), journaliste et patron de presse, posséda jusqu'à son décès en 1972 la propriété « La Pelouse », face à la grille royale de l'ancien château de Marly, où résida aussi l'ancien maire Tuffier (1857–1929), célèbre chirurgien qui avait pour voisin le maréchal Joffre[54]. Avec son épouse Hélène, il y reçoit des personnalités.
- Henri d'Orléans (1908-1999), comte de Paris, prétendant orléaniste au trône de France, et son épouse Isabelle d'Orléans-Bragance (1911-2003), comtesse de Paris, avec leurs onze enfants, de retour en France en octobre 1953 après l'abrogation de la loi d'exil, emménagent pour une vingtaine d'années dans le manoir du Cœur-Volant à Louveciennes, où ils recevront d'innombrables personnalités du monde politique.
- Nicole Henriot-Schweitzer (1925 - 2001), pianiste française.
- Michel Rocard (1930-2016), Premier ministre, fut député de la Troisième circonscription des Yvelines et résida à Louveciennes.

#### Personnalités contemporaines
- Jean-Hugues Anglade, comédien.
- Brigitte Bardot, comédienne.
- Henri Bauchau, écrivain.
- Alain Bernardin, fondateur du Crazy Horse Saloon.
- Richard Berry, comédien.
- Catherine Lara, chanteuse.
- Thomas Lilti, cinéaste.
- Claude Makélélé, footballeur.
- Nathalie Marquay, Miss France 1987.
- Jean-Pierre Pernaut, journaliste.
- Alexis Polevoi, mis en cause dans l'affaire dite « tuerie de Louveciennes » au chemin des Gressets en 1995.
- Georges Prêtre, chef d'orchestre.
- Mohammed ben Salmane, prince héritier d'Arabie Saoudite, propriétaire à Louveciennes du château Louis XIV.
- Agnès Troublé, créatrice de la marque de vêtements Agnès b.
- Miguel Zamacoïs, poète.

### Louveciennes et la peinture
- Élisabeth Vigée Le Brun (1755-1842) a vécu entre Paris et Louveciennes à partir de 1809 et y est décédée.

#### Le Groupe impressionniste
En 2002, pour entretenir l'héritage culturel laissé par les impressionnistes dans les Yvelines, Louveciennes, avec huit autres communes riveraines de la Seine, Carrières-sur-Seine, Chatou, Croissy-sur-Seine, Bougival, Marly-le-Roi, Le Port-Marly, Le Pecq et Noisy-le-Roi, crée le label et la structure « Pays des Impressionnistes ».
- Renoir en 1868, vit chez ses parents à Louveciennes dans le quartier de Montbuisson, puis au 9 de la place Ernest-Dreux de 1869 à 1870 et de 1897 à 1914. Il a son atelier dans la maison de son élève et modèle Jeanne Baudot (1877-1957), qui fut la marraine de son fils Jean Renoir[55].
- Camille Pissarro s'y installe au printemps 1869. Il loue une partie d'une importante maison du XVIIIe siècle, au 22 route de Versailles, juste au bord de l'aqueduc de Marly[56]. Georges Manzana-Pissarro y est né en 1871. Camille Pissarro y peint souvent sa propre maison et son atelier, situés au nord du village, selon les saisons et les conditions climatiques[57]. Il peint vingt-deux toiles à Louveciennes, sur les effets de la lumière, des saisons et du mouvement sur la route de Versailles.
- Claude Monet s'installe à la campagne avec sa propre famille début décembre 1869, alors que les températures descendent en dessous de zéro. Il vit dans la ville voisine de Bougival et peu de temps après son arrivée, de fortes chutes de neige recouvrent Paris et sa banlieue ouest. Avec Pissarro, ils s'aventurent dans le froid glacial avec leurs chevalets pour capturer le paysage transformé sur la route devant la maison Retrou[58].
- Sisley les rejoint deux ans plus tard[59].

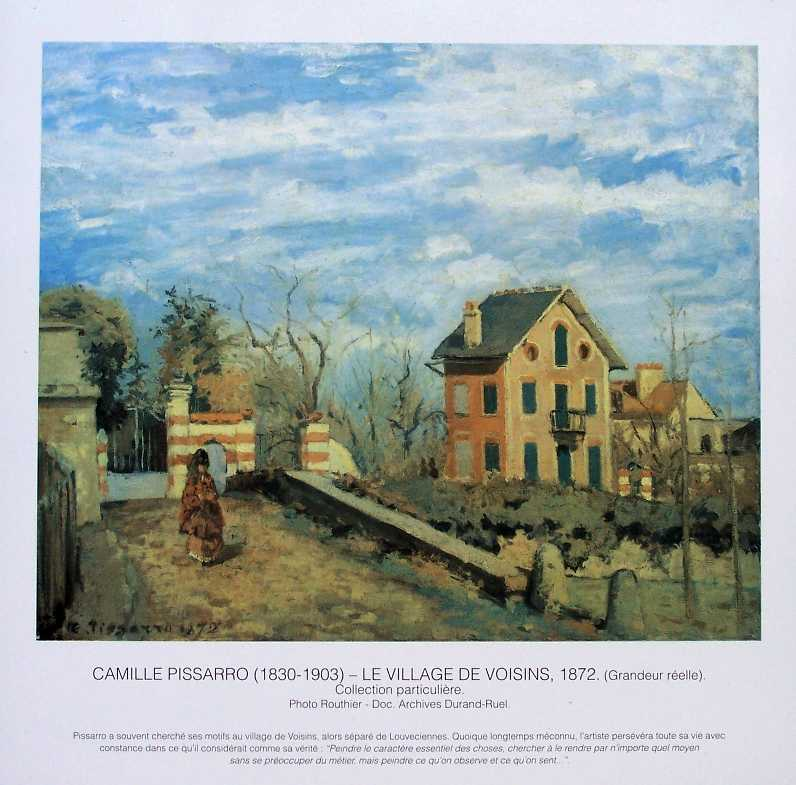
Camille Pissaro, Le village de Voisins.
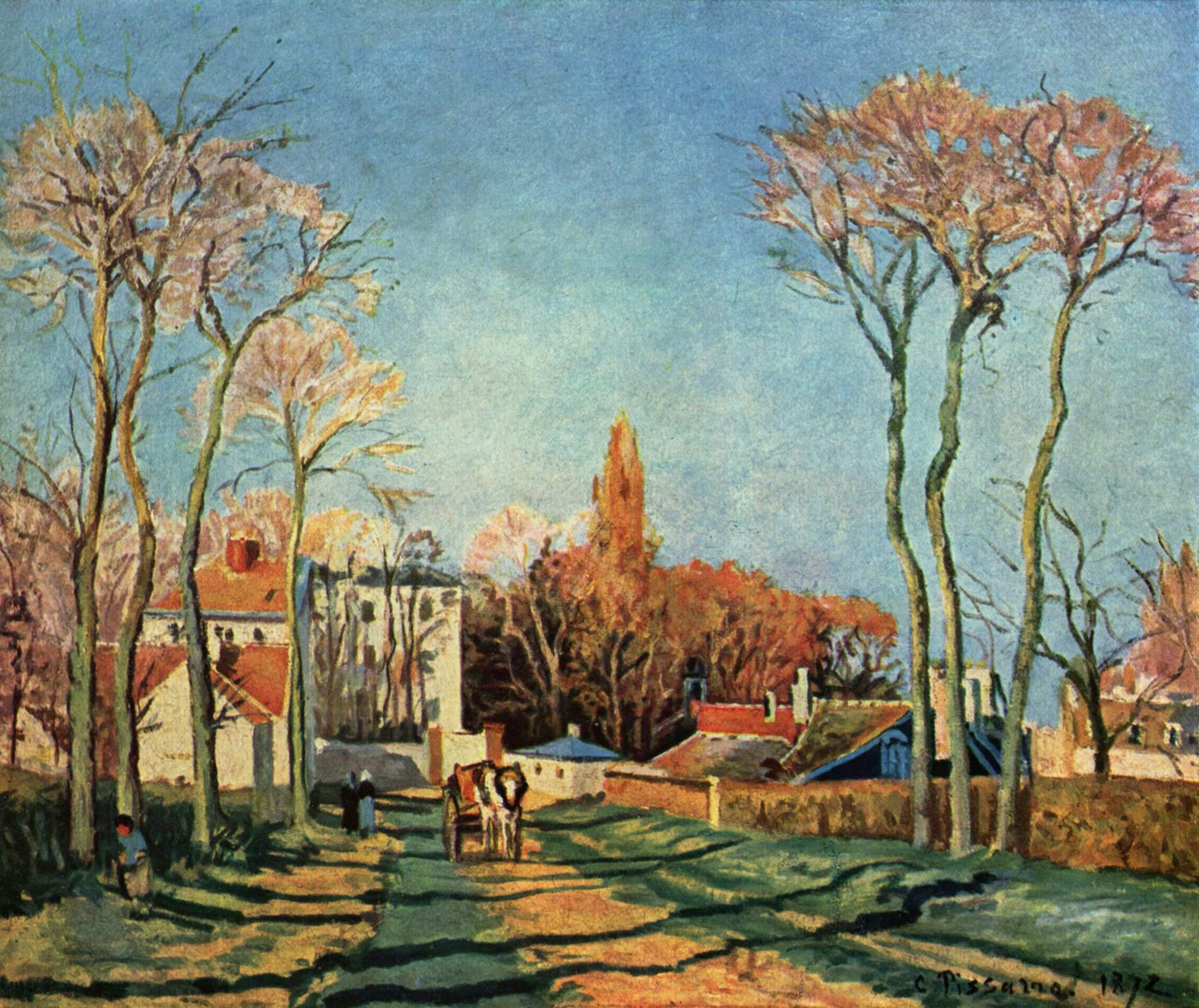
Pissaro - Entrée du village de Voisins- 1872.
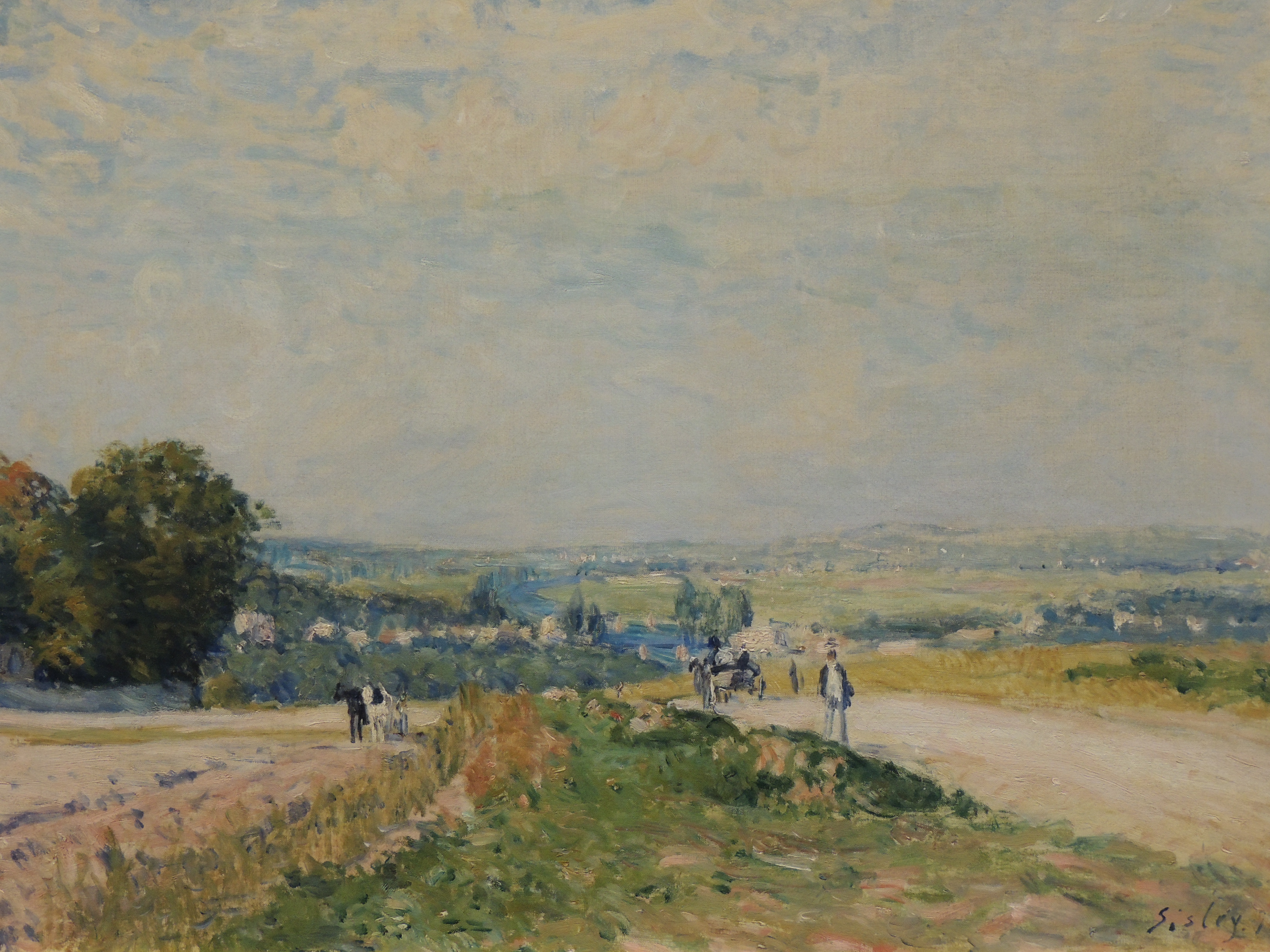
Sisley - Le Chemin de Montbuisson à Louveciennes.
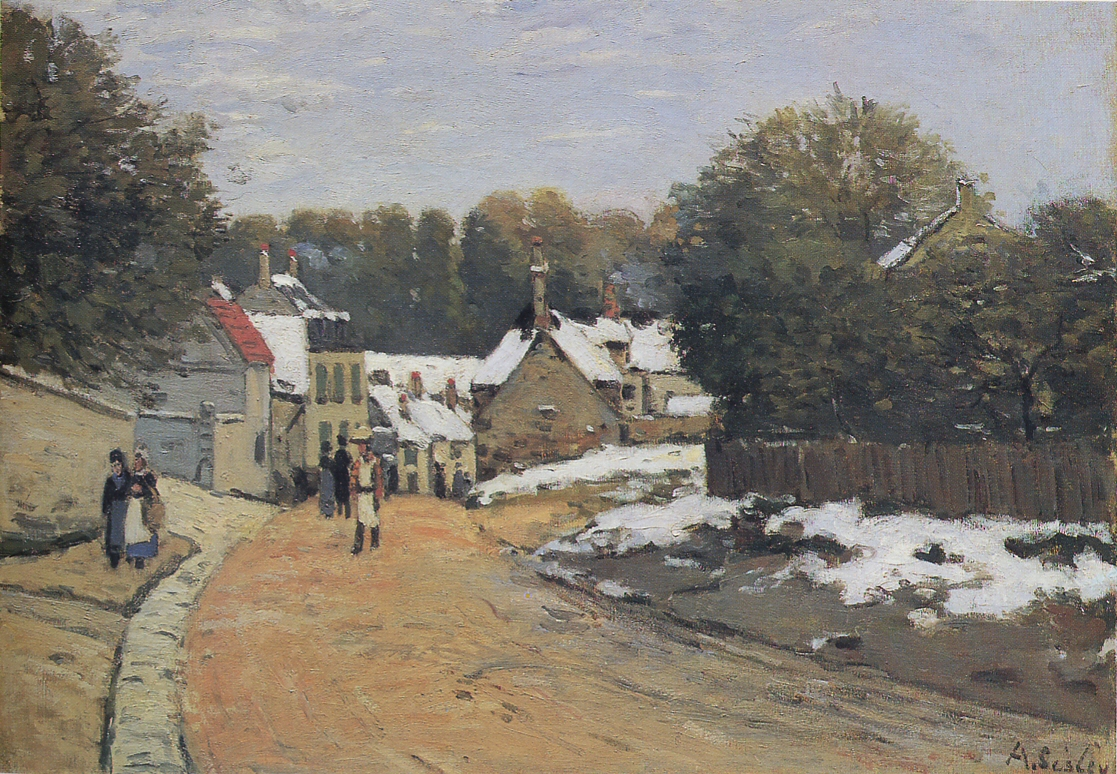
Sisley - Early Snow at Louveciennes.
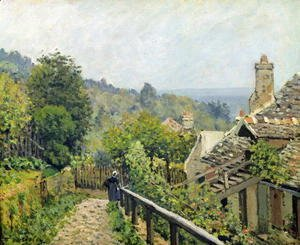
Sisley - Sentier de la Mi-cote à Louveciennes.

### Louveciennes au cinéma
- 1952 : Le Témoin de minuit de Dimitri Kirsanoff.
- 2023 : Bardot de Danièle Thompson, tourné à l’hôtel de ville. La scène censée se passer dans la maison des Bardot n’est pas tournée à Louveciennes mais dans une maison en bois qui lui ressemble[réf. nécessaire].
- 2023 : Wahou ! de Bruno Podalydès, tourné dans le quartier de la gare et la rue Saint-Michel en allant vers le quartier du Murget à Bougival. La maison qui sert de décor principal au film est la villa « le Murget », 16 rue du Murget à Bougival (ex-maison des beaux parents de Bruno Podalydès)[réf. nécessaire].

### Héraldique
| Armes de Louveciennes | Les armes de Louveciennes se blasonnent ainsi : d'azur aux deux loups d'argent lampassés de gueules, passant l'un sur l'autre, au chef cousu du même chargé de trois fleurs de lys au pied nourri d'or. |